# Geschichte der Uiguren

Das alt-uigurische Wort uiɣur im mittelalterlichen uigurischen Alphabet

Die Alten Uiguren – im Sinne eines alten uigurischen Volkes – haben etwa vom 8. bis 15. Jahrhundert n. Chr. eine herausragende Rolle in der Geschichte Chinas und Innerasiens gespielt. Nach diesem mittelalterlichen Volk haben sich im 20. Jahrhundert die Uiguren der Modernen Geschichte benannt, bei denen es sich um eine turksprachige, muslimische Gruppe mit turko-persischen Traditionen handelt, die insbesondere im Tarimbecken lebt.
Die Uiguren im Mittelalter wurden Mitte des 8. Jahrhunderts zu einer politischen Einheit, als sie ihr Steppenreich als Erben der alten Steppen-Stammeskonföderation der Türk (Köktürken) gründeten, das von der Hauptstadt in der Mitte der mongolischen Steppe regiert wurde, bis es ein Jahrhundert später durch rivalisierende kirgisische Stämme angriffen und beendet wurde. Die uigurische Aristokratie floh daraufhin südwärts in die Grenzgebiete zwischen China und der Steppe und Diaspora-Uiguren errichteten einen wenig machtvollen Staat in der Gansu-Region, wo sie als Gansu-Uiguren verblieben, sowie einen weiteren, erfolgreicheren Staat im Tarimbecken, wo sie das Reich von Kocho gründeten, das eine stabile Herrschaft über die Bevölkerung etablierte, die sich aus Stadtbewohnern und Nomaden in den weit verstreuten Oasen der Region zusammensetzte. Die Uiguren im Tarimbecken gingen zur Sesshaftigkeit über und schufen eine der vielfältigsten Gesellschaften ihrer Zeit, in der Buddhisten, nestorianische Christen, Manichäer, Zoroastrianer und Nomaden gemeinsam miteinander lebten. Die Uiguren gerieten in Abhängigkeit der Kara Kitai und später der Mongolen, konnten aber als politische Herrscher im Tarimbecken ein gewisses Maß an Autonomie wahren, bis Kublai Khan die Kontrolle über das Tarimbecken verlor und der größte Teil der uigurischen Aristokratie nach China zog. Die uigurische Diaspora konnte sich noch einmal eine neue Identität im China der Yuan-Dynastie als Mitglieder der Regierung der mongolischen Eroberer und der Gelehrtenklasse der Literati aufbauen, endete aber schließlich als eigenständige politische Einheit mit der Vertreibung der Mongolen aus China.
Die Uiguren in der Moderne haben diesen Namen im 20. Jahrhundert so gewählt - es handelt sich um eine turksprachige und nahezu geschlossen muslimische ethnische Gruppe mit im turko-persischen Zentralasien verwurzelten Traditionen. Sie bilden die Mehrheitsbevölkerung des Tarimbeckens, wo bereits seit mehreren Jahrhunderten eine turksprachige Bevölkerung vorherrschte. Nach der Eroberung durch die Qing im Jahr 1759 geriet diese uigurische Region schließlich unter chinesische Herrschaft. Seitdem wurden die turksprachigen, sesshaften, muslimischen Einwohner von Altishahr (Süd-Xinjiang) – nur unterbrochen von einigen kurzen Perioden der Unabhängigkeit Altishahrs – von einer Reihe chinesischer Staaten regiert und die Region wurde allmählich von einer locker gehaltenen Abhängigkeit unter den Qing in eine streng überwachte, assimilatorische Siedlerkolonie im 21. Jahrhundert umgewandelt, deren Regierung durch eine von Han-Chinesen dominierte Bürokratie übernommen wurde. Das Vorgehen der chinesischen Führung zielt heute nach Einschätzung westlicher Wissenschaftler auf die „Sinisierung“ (中国化) der religiösen und kulturellen Identität der Uiguren und auf die vollständige „Transformation“ (转化) ihrer Gedanken und ihres Verhaltens ab, während das uigurische kulturelle Gedächtnis ausgelöscht werden soll. Verschiedene internationale Fachleute sind zu dem Ergebnis gekommen, dass die chinesische Führung die staatliche Verantwortung für einen anhaltenden Genozid gegen die Uiguren trage und gegen die Genozidkonvention von 1948 verstoße.

## Uiguren im Mittelalter

### Anfänge
Die Ursprünge der Uiguren sind für die Wissenschaft schwer aufzuklären. Grund dafür ist die Beschaffenheit der frühesten Quellen und die Weise, in der sie die verschiedenen Stämme und Völker der Steppe verstanden, beschrieben und benannt haben.
Die erste Erwähnung der Uiguren als eigenständige Stammesgruppe findet sich in der im 6. Jahrhundert niedergeschriebenen chinesischen Geschichtsdarstellung (Wei Shu) der nördlichen und östlichen Wei-Staaten. Darin findet sich die Angabe, dass die Uiguren (chin. Hui-ho), von den Xiongnu-Stämmen (auch: Hsiung-nu) abstammten und zur Zeit der Wei-Staaten als Gaoche (auch: Kao-chü/Kao-ch'e; dt. etwa: „Hohe Wagen“) bekannt waren, einer etwa 10.000 Leute umfassenden Untergruppe der großen – als Tiele bekannten – Konföderation der Steppenstämme. Die Gaoche spalteten sich schließlich in zwei Gruppen auf, von denen eine On Uyğur (turksprachig für: „Zehn Uiguren“) genannt wurde, in der Steppe verblieb und in den Flusstälern Orchon und Selenge lebte, während die andere als Tokuz Oghuz (turksprachig für: „Neun Stammesgruppen“) oder Toquz Uyğur bekannt wurde und nach Südwesten in die Altai-Region in die Gegend um das Tianshan-Gebirge migrierte. Diese Orte entwickelten sich schließlich zu Zentren zweier uigurischer Staaten. All diese Stämme waren zu jener Zeit Mitglieder des regierenden Türk-Kaganats, das die Steppe beherrschte. Bei den in den Tälern des Selenge und des Orchon lebenden Uiguren (chin.: Huihe 迴紇, Huihu 回鶻) handelte es sich um ein turksprachiges, weidewirtschaftendes Nomadenvolk.
Zu den chinesischen Quellen, die die Uiguren im Zusammenhang mit der Stammesföderation der Tiele (ch: T'ie-lê) erwähnen, zählen beispielsweise das Sui-Shu, das eine ausführliche Liste der Tiele-Stämme – darunter auch den Kern der späteren Uiguren-Völkerschaft – enthält, und das T'ang-shu, das eine etwas kleinere Gruppe von Tiele-Stämmen vorstellt, unter denen viele der Elemente ausgemacht werden können, die die später von den Uiguren geführte Stammesunion umfassten, die später von den Türk (auch: Gök-Türken oder Kök-Türken) und Basmıl die Nachfolgeschaft des Khaghanats in der Mongolei übernahm.
In der Spätantike kam es im 7. Jahrhundert zum Niedergang des Türk-Kaganats, auch vorangetrieben durch die Aufteilung in westliche und östliche Gruppen mit unterschiedlichen Anführern. Zu diesem Zeitpunkt hatten die Uiguren bereits begonnen, eigene Beziehungen zum Tang-China aufzubauen und es wurden ihnen im Rahmen der klassischen chinesischen Strategie, nomadische Stammesgruppen gegeneinander auszuspielen, militärische Titel verliehen.

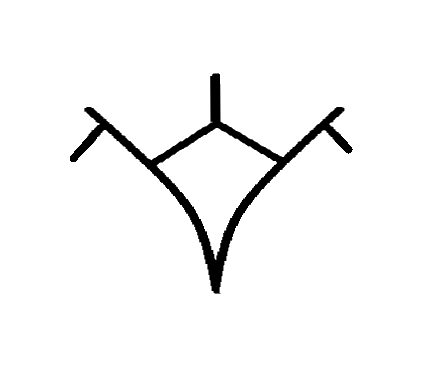
Tamga der Yağlaqar.
Die Šine Usu-Inschriftzählt zu den bedeutendsten Primärquellen der frühen Geschichte der mittelalterlichen Uiguren und enthält eine in anderen (chinesischen) Quellen teils fehlende Beschreibung über die inneren und äußeren Kriege der Yağlaqar zu Erlangung und Erhalt der Macht (739–759), darunter die Kriege der Uiguren mit den Türk-Khaganaten der Jahre 742–744. Sie werden darin als Herrscher über die on uyğur („Zehn [Stämme] Uigur“ und toquz oğuz „Neun [Stämme] Oghuz“) für eine Dauer von 100 Jahren beschrieben.

Ebenfalls Mitte des 7. Jahrhunderts trat der uigurische Clan der Yağlaqar als herrschender oder charismatisch wirksamer der zehn Clans des führenden Uiguren-Stammes der Wei-ho or Yüan-ho (Uyğur) hervor und die Bezeichnung „Uigurisch“ etablierte sich fest für alle Mitglieder als politische Identität. Die Uiguren, die als Tiele ursprünglich von den Türk als Vasallen zur Kontrolle der nördlichen Regionen des Khaganats eingesetzt worden waren, sich aber gegenüber der Türk-Obrigkeit als widerspenstig erwiesen und zu Beginn des 7. Jahrhunderts ihre Unabhängigkeit wiedererlangt hatten, besiegten eine etwa 100.000 Mann starke Türk-Armee, wobei sie von dem Krieger Pusa geführt wurden, der sich daraufhin als Teil seiner Strategie der vollständigen Ablösung von der Türk-Obrigkeit direkt den Chinesen unterwarf. Pusas Nachfolger Tumidu nahm im Jahr 640 den Khagan-Titel – den alten Kaisertitel der Türk – an. 647 gerieten sie unter direkte Oberherrschaft oder zumindest „Protektion“ der Chinesen.
Nach Tumidu ist über den uigurischen Staat – mit Ausnahme der Namen ihrer Führer – für die nächsten Jahrzehnte nur wenig bekannt. Eine Schwierigkeit für die Klärung ihrer damaligen Geschichte besteht darin, dass einige Quellen sie weiterhin in die weitergefasste Tiele-Konföderation einordneten.
660–662 und 685 erhoben sie sich erfolglos gegen China. Nachdem das östliche Türk-Khaganat Ende des 7. Jahrhunderts seine Macht zurückerlangte und das Zweite Türk-Kaganat auflebte, wurden die Uiguren wieder Gegenstand des politischen Systems der Türk und gerieten unter deren Obrigkeit. Erneut erwiesen sie sich jedoch für die Türk als problematisch und zunehmend aufsässig, rebellierten 717 erneut, wurden jedoch besiegt. Etwa zur selben Zeit entsandte der chinesische Tang-Kaiser einen kaiserlichen Gesandten zu den Uiguren, um diese dazu zu bewegen, sich mit zwei weiteren Turk-Stämmen – den Qarluk (Karluken) und den Basmıl zu vereinigen, die ebenfalls unter den östlichen Türk unzufrieden waren.
Einige flohen wohl nach China (Region Kansu) und traten dort in den Dienst der Tang ein, womit sie ihre Tradition der häufig eingegangenen Allianz mit China festigten, auch wenn sie auch dort schwierige Vasallen darstellen konnten.

### Das Uigurische Kaganat – „Orchon-Staat“ (744–840)
Im Jahr 744 besiegten die drei Stammesgruppen und ehemaligen Vasallen, Uiguren, Karlucken und Basmıl, die Göktürken. Der uigurische Khagan zeigte China sein Interesse an guten Beziehungen und schickte den Kopf des besiegten Türk-Khagan dem Tang-Kaiser. Das zweite Türk-Kaganat endete und die Uiguren übernahmen die Herrschaft in der Steppe. Ihr Reich sollte fast über ein Jahrhundert lang bestehen (744–840) und in Ostasien sowohl politisch als auch kulturell eine bedeutende Rolle spielen.
Der uigurische Khagan Gulipeiluo (*Qulliğ Boyla) baute sein Reich weitgehend nach dem Vorbild des alten Türk-Kaganats auf. Als erster Herrscher des neuen Uigurischen Kaganats nahm er den königlichen Titel Qutluğ Bilge Kül Qağan an. Der Yağlaqar-Clan, zu dem auch der neue Herrscher gehörte, wurde zur uigurischen Königsfamilie.
Qutluğ dehnte die uigurische Kontrolle über das gesamte Gebiet aus, das vorher von den östlichen Türk beherrscht worden war. Unter der Herrschaft seines Sohnes Bayan Chor und seines Enkels Tengri (reg. 759–779) erreichte das uigurische Kaganat seine größte Macht.
Bayan Chor gewann zwischen 747 und 755 die Herrschaft über weit über die Steppe verteilt lebende Stämme von der heutigen Mandschurei bis westwärts zu den Ufern des Syrdarja. Allerdings war sie fragil und das uigurische Reich wurde immer wieder durch Zentrifugalkräfte bedroht.

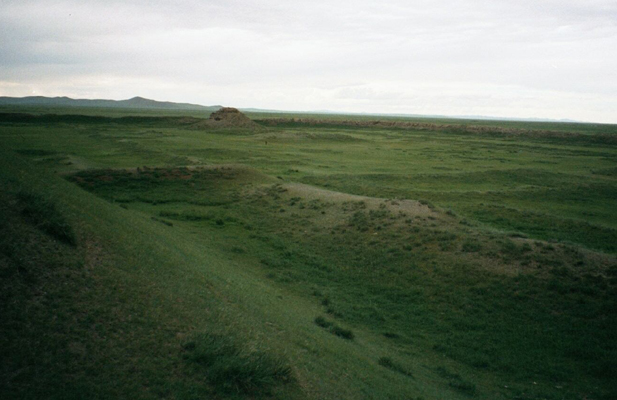
Ordu Baliq - Blick auf die Ausgrabungsstätte

Bayan Chor setzte zudem die von seinem Vater begründete enge Beziehung zu Tang-China fort und investierte in den Städtebau, der zu einem kulturellen Charakteristikum des uigurischen Steppenreiches wurde. Mit dem Bau der Hauptstadt Ordu Baliq (oder: Ordubalik; das spätere Kara-Balgasun der Mongolen), am Fluss Orchon in der zentralmongolischen Steppe, dem kulturellen und spirituellen Zentrum des alten Türk-Reiches, wurde ein Zeichen gesetzt, dass die Uiguren das Türk-Erbe fortführten. Die Stadt lag rund 25 Kilometer entfernt von der späteren mongolischen Hauptstadt Karakorum. Seine andere Stadt, Bay Baliq, wurde von Chinesen und Sogdiern – einem iranischen Volk, das in den alten Handelszentren Buchara und Samarkand lebte und sich als Makler auf den internationalen Überlandhandel spezialisiert hatte – am Fluss Selenge erbaut. Unter Bayan Chor entwickelten die Uiguren eine blühende Stadtkultur mit florierender Wirtschaft.
Die Uiguren stützten sich dabei nicht nur auf ihr Engagement im internationalen Handel, sondern auch auf ihren wachsenden Einfluss in der Politik Tang-Chinas. Nach einer folgenreichen Niederlage gegen arabische Armeen 751 in der Schlacht am Talas in Zentralasien mussten sich die Armeen der Tang aus dem Gebiet westlich von Gansu zurückziehen. Dadurch kam es zu einer Schwächung des Tang-Hofes und dieser wurde anfälliger für Opportunisten wie An Lushan. Nachdem eine im Jahr 755 begonnene Rebellion unter Führung von An Lushan schnell die Hauptstadt der Tang eingenommen hatte, kam Bayan Chor im Jahr 757 dem Hilferuf seiner chinesischen Verbündeten nach, drang mit einer berittenen Streitmacht von etwa 4000 Uiguren nach China vor, tötete An Lushan und stellte die Ordnung schnell wieder her. Der Tang-Kaiser, der neben der militärischen Hilfe auch Bayan Chors jüngere Tochter als Frau erhalten hatte, bestätigte daraufhin im Jahr 758 die Rolle der Uiguren als wichtige Verbündete, indem er Bayan Chor eine seiner Töchter als eine Ehefrau schickte.
Unter Bögü (Tengri), Bayan Chors Nachfolger, mischten sich die Uiguren weiter in die Politik Tang-Chinas ein. Nachdem die Rebellion von An Lushans Sohn fortgesetzt worden war, führte Bögü eine weitere uigurische Truppe nach China und schlug die Rebellion 762 nieder. Tang-China festigte die Beziehung zu den uigurischen Verbündeten durch eine Reihe weiterer ehelicher Allianzen. Die Uiguren nutzten diese Verbindungen um ihren Zugang zu chinesischen Waren und Märkten aufrechtzuerhalten und hatten  ein eigenes Interesse an der Aufrechterhaltung einer geschwächten Tang-Dynastie. Mit ihren weitreichenden ehelichen Beziehungen zu den Tang und führenden Familien am chinesischen Hof gelang den Uiguren vorteilhafte Vereinbarungen - als Gegenleistung für ihre militärische Hilfe konnten sie günstig Waren aus China beziehen, indem sie beispielsweise – oftmals in schlechter Verfassung befindliche – uigurische Pferde gegen chinesische Seide eintauschten.
Bögü konvertierte auch – um das Jahr 762 – infolge dieser tiefen Verwicklung in chinesische Angelegenheiten zum Manichäismus, als er im Rahmen der Niederschlagung der An-Lushan-Rebellion 757 in der Hauptstadt der Tang manichäischen Mönchen begegnete und mit ihnen nach Kara-Balgasun zurückkehrte, worauf der uigurische königliche Clan zum Manichäismus konvertierte. Die Ausbreitung des Manichäismus unter der uigurischen Elite förderte deren Übergang zur Sesshaftigkeit.
Die Verkündung des Manichäismus zur offiziellen uigurischen Staatsreligion und die zunehmende Macht der manichäischen Mönche und des sogdischen Personals am uigurischen Hof, stieß auch auf Ablehnung. Zu dieser Zeit verlor Bögü eine Schlacht gegen einen regionalen Tang-Gouverneur, worauf im Jahr 779 ein Aufstand gegen Bögü in Kara-Balgasun ausbrach, sein Onkel oder Vetter und Hauptminister, Tun Bağa Tarqan, führte ihn an. Tun Bağa Tarqan ließ Bögü, seine gesamte Großfamilie sowie enge Mitarbeiter - zusammen etwa 2000 Menschen - töten und übernahm infolge der politischen Auseinandersetzungen als vierter Regent die Macht (reg. 779–789). Als Gegner der sogdischen Fraktion, die die Unordnung am Tang-Hof für einen Angriff auf China nutzen wollte, verfolgte sein Staatsstreich, bei dem es zu einer Säuberung der sogdischen Elemente kam, möglicherweise auch ein anti-manichäisches Motiv.
Nachdem der Qağan 788 eine Tang-Braut erhalten hatte, verbesserten sich die angespannten Beziehungen mit China und die Uiguren boten an, gegen die Tibeter vorzugehen, doch konnten die Söhne und Nachfolger von Alp Qutluğ Bilge, Tolosi, als fünfter Regent Külüg-Bilge (reg. 789–790) und als sechster Regent Qutluğ Bilge (reg. 790–795) dieses Versprechen nicht einlösen, und die anhaltenden Kriegsgänge gegen Tibeter, Karluken, „Weißgekleidete Türk“ und Sha-t'o-Türk, die sich alle gegen die harte Uiguren-Herrschaft auflehnten, schwächten die Kräfte. Das tibetische Königreich nutzte die politische Krise der Uiguren, um seine Macht auf einige Oasen im Tarimbecken auszudehnen. Infolge des uigurisch-tibetischen Krieges von 790 drang Tibet nach Norden in das Tarimbecken vor und besiegte die Beiting (turksprachig: Bešbalıq, dt.: „Fünf Städte“) kontrollierenden uigurischen Truppen. Diese Niederlage trug maßgeblich zu der Kürze der Regierungszeit von Tolosi bei, der kurz nach der Ernennung zum Külüg Bilge Qağan nach dem Tod seines Vaters Tun Bağa Tarqans von seinem jüngeren Bruder ermordet wurde. Dieser schnelle Wechsel in der uigurischen Führung kann auf die Spaltung zwischen der pro- und der anti-sogdischen Fraktion innerhalb der uigurischen Aristokratie zurückgeführt werden und markiert den Beginn des Niedergangs des uigurischen Steppenreichs.
Als Qutluğ Bilge Qağan starb, ohne einen Nachfolger zu hinterlassen, übernahm sein Minister Qutluğ, reg. 795–805 [?808] die Herrschaft. Alp Qutluğ versuchte, den Yağlaqar-Clan zu zerstören, indem er die Neffen seines Vorgängers nach China schickte, doch ist nicht geklärt, ob sich das neue herrschende Element der Ediz als Dynastie etabliert hat. Dem neuen Herrscher gelang es, das Kaganat zu stärken und seinen Nachfolgern, Ay Tengride qut bulmış Külüg Bilge Qağan (reg. 805–808) und Ay-Tengeride Kut-Bulmis Alp-Bilge (reg. 808–821) geordnet zu übergeben.
Er stritt mit den Tibetern um die Kontrolle über Turkistan und die uigurische Herrschaft konnte auf Fargʻona ausgedehnt werden. Die Kontrolle über die Oasen des Tarimbeckens zu Ende des 8. Jahrhunderts wurde gefestigt. Nachfolgende uigurische Qağans erneuerten ihren Glauben und ihr Vertrauen in Sogdier und Manichäismus. China wehrte in der Folge Anfragen nach neuen Ehebündnissen ab und zögerte, solch potenziell teuren Vereinbarungen zu treffen.
Im Jahr 820 gaben die Tang der Bitte um eine neue Allianz aus Sorge vor tibetischen Angriffen nach, wovon der neunte Regent, Alp Küčlüg (reg. 821–824) profitierte. Die Uiguren boten den Tang erneut Hilfe gegen Rebellen an, doch lehnte der chinesische Hof aus der Erfahrung der Zerstörung von den Uiguren „befreiter“ chinesischer Städte ab und zog es vor, die Uiguren mit Seidenlieferungen auszuzahlen.
Der Nachfolger von Alp Küčlüg, Qasar Tegin, der oft als Alp Küčlügs „jüngerer Bruder“ bezeichnet wird, erhielt als zehnter Regent (reg. 824–832) nach seinem Beitritt von den Tang ebenfalls Seidenlieferungen und die Erlaubnis für die Uiguren, ihre Pferde gegen eine festgelegte Menge von Seide einzutauschen.
Insgesamt regierten neun Herrscher in den 52 Jahren zwischen Tolosis Ernennung zum Qağan im Jahr 789 und Ögä Qağan (reg. 841–847), der als letzter uigurischer Qağan ein vereinigtes uigurisches Kaganat von Kara-Balgasun aus regierte. Öga übernahm die Herrschaft zu einer Zeit, als sich die nomadischen Kirgisen mitten in einer bereits in den 750er Jahren begonnenen Angriffsserie gegen den uigurischen Staat befanden. Im Jahr 844 gelang es den Kirgisen schließlich, die Uiguren 844 aus Qara Balghasun zu vertreiben.
Die Uiguren zerbrachen in drei getrennte Gruppen, die sämtlich südwärts flohen. Zwei dieser Gruppen konnten erneut eigene Staaten errichten. Die größere Gruppe migrierte nach Südwesten in das Tarimbecken, während die andere südwärts in das heutige Gansu floh.

### Uigurische Diaspora nach Ende des Kaganats

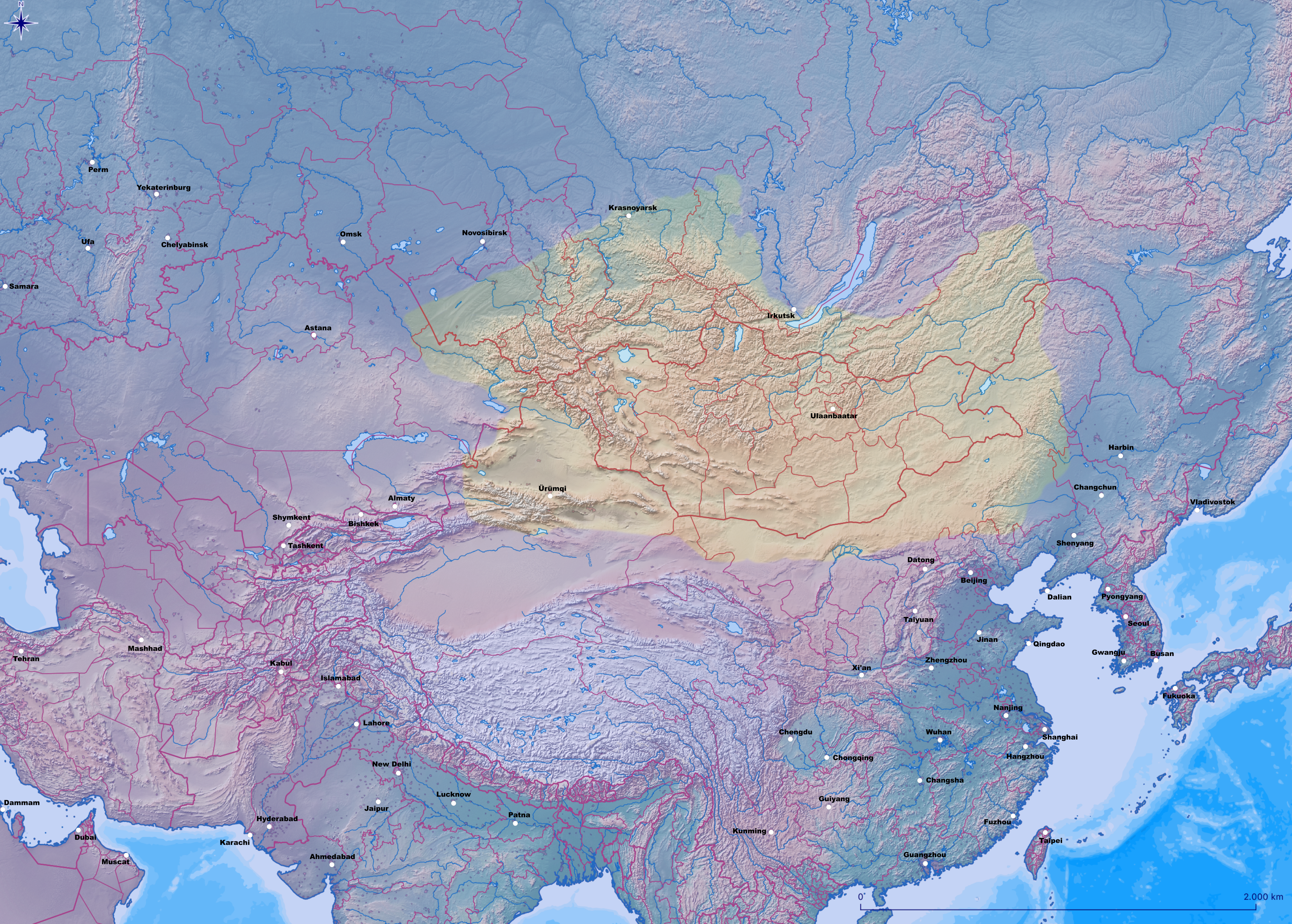
Versuch einer Darstellung des Einflussbereichs der Kirgisen im 9. Jahrhundert. –
Die Kirgisen gründeten nie ein Steppenreich wie das uigurische, das sie zerschlagen hatten

Im frühen 9. Jahrhundert kam es neben dem Niedergang des uigurischen Steppenimperiums in rascher Folge zu weiteren geopolitischen Veränderungen in Zentral- und Ostasien, die den Niedergang der drei Hauptmächte der Region – die Reiche der Uiguren, Tibeter und Chinesen – umfassten. Dem Zerfall des Uigurischen Kaganats folgte kurz darauf das Ende des tibetischen Staates und der Niedergang Tang-Chinas, das 907 endgültig zerfiel, während die siegreichen Kirgisen niemals ein Steppenreich wie das der Uiguren gründeten. Aus dieser Zeit des politischen Vakuums, in der der uigurische Stammesverband auseinanderfiel und einige oder alle Stämme aus der Region abwanderten und teilweise neue Staaten gründeten, sind der Geschichtswissenschaft nur wenige historische Aufzeichnungen bekannt, und die chinesischen Aufzeichnungen als einzige Quellen der Ereignisse blieben unvollständig.
Nach der Eroberung des uigurischen Reiches durch die Kirgisen im Jahr 840 flohen die Uiguren mehrheitlich nach Südwesten und zerstreuten sich auf die Oasenstädte rund um die Taklamakan-Wüste, wo sie bereits Handelsbeziehungen entlang der alten Seidenstraße unterhalten hatten. Viele zogen in die Stadtstaaten Turpan, Qočo, Bešbalıq und Kuqa sowie in die Städte des Gansu-Korridors, letztere wurden „Gelben Yuguren“ genannt. Die Uiguren wurden nun endgültig sesshaft, vermischten sich mit ihren Nachbarn in einer Stadtkultur und lehnten eine Rückkehr in die mongolische Steppe ab. Weitere Gruppen zogen weiter nach Westen ins Tschu-Tal und nach Kaschgar und siedelten dort zusammen mit Karluken. Turpan entwickelte sich zur neugegründeten Hauptstadt der diasporischen Uiguren und Kaschgar zu einem ihrer bedeutendsten Handelszentren. Mit der Besiedlung ihrer neuen Siedlungsräume in der Turpan-Oase und im Gansu-Korridor waren die Uiguren das erste alttürkische Volk Zentralasiens, das vollständig die sesshafte Lebensweise übernahm.
Die abgewanderten Uiguren gründeten schließlich zwei neue Staaten: Das Reich der Gansu-Uiguren und das Reich von Kocho. Beide unterschieden sich von dem vorherigen Steppenreich des Uigurischen Kaganats, da ihre Grundlage nicht in ausgedehnten Weideflächen bestand, sondern in besiedelten Oasengebieten. Die in das Tarimbecken eingewanderten Uiguren als größte Gruppe der uigurischen Diaspora setzten mit dem Reich von Kocho das von ihren uigurischen Vorfahren begründete Erbe fort. Ihr weit vom ursprünglichen Reich entferntes Königreich gedieh bis zur Ankunft der Mongolen im 12. Jahrhundert. Im Gegensatz zu den Gansu-Uiguren konnte das Reich von Kocho im Tarimbecken seine relative Unabhängigkeit noch lange Zeit bewahren, selbst noch in Untertanenschaft der Kara Kitai und schließlich der Mongolen.

#### Königreich der Karachniden
Einer anderen Einteilung (zum Beispiel in Barbara West, 2009: „Encyclopedia of the peoples of Asia and Oceania“) zufolge wird auch das Kanat der Karachniden zu den uigurischen Nachfolgestaaten gezählt. Demnach sei der größte Teil der uigurischen Flüchtlinge nach ihrer Abwanderung in die westlicher gelegenen Gebiete der Region Xinjiang ein Bündnis mit anderen turkischen Stämmen in der Region wie den Karluken und Türgesch eingegangen, mit Kaschgar als ihrem politischen und wirtschaftlichen Zentrum. Sowohl der Zeitpunkt der Gründung dieses Königreich der Karachaniden sei umstritten – frühestens das Jahr 840 –, als auch die Frage, welche der turkischen Gruppen im Bündnis vorgeherrscht habe. Während auf Uiguren ausgerichtete Quellen von einem größtenteils uigurisch dominierten Staat sprechen, der andere Gruppen einbezogen habe, erkennen auf Karluken ausgerichteten Quellen darin einen größtenteils karlukischen Staat, der auch uigurische Flüchtlinge einbezogen habe.
Als wichtigste kulturelle Umwandlung im Reich der Karachaniden kam es zur Konversion zum Islam, die dem Karachaniden Satoq Bugra Khan für das Jahr 934 zugeschrieben wird. Mit der Einführung des Islam nach West-Xinjiang im 10. Jahrhundert, die bis in unsere Zeit in erhaltenen Baudenkmälern Kaschgars ihre Spuren hinterlassen hat, gilt Satuk Bughra als erster turkischer Führer Zentralasiens, der sich der neuen Religion angeschlossen hatte. Die Konversion der Turken zum Islam stellt ein Ereignis weltgeschichtlicher Bedeutung dar, da die Karachniden um das Jahr 1000 die Dynastie der Samaniden beendeten und die Kontrolle über das gefestigt muslimische Transoxanien übernahmen. Die Karachniden wurden das erste einer ganzen Reihe von turkischen Dynastien, die die Vorherrschaft in der islamischen Welt übernahmen. Der Islam sollte in der Folge zu einem der wichtigsten Merkmale werden, das für die Uiguren und darüber hinaus für fast alle Turkvölker identitätsstiftend wurde. Auch in unserer Zeit spielt die muslimische Religion für die Identität der zeitgenössischen Uiguren in China eine zentrale Bedeutung.
Aus Sicht des uigurischen Nationalismus der Moderne birgt die Sichtweise, dass die Geschichte der Karachniden mit derjenigen des uigurischen Reich von Kocho nicht in Verbindung steht, allerdings eine Problematik. Denn während das uigurische Volk der Moderne sein Ethnonym vom Uigurischen Kaganat und dem Reich von Kocho – in islamischen Quellen als Uiguristan bekannt – ableitet, geht die Einführung des für sie identitätsstiftenden Islams in der Region tatsächlich auf die Karachniden zurück, die im Norden Xinjiangs und im westlichen Tarimbecken ansässig waren, einschließlich der heute als durch-und-durch uigurisch geltenden Stadt Kaschgar. Viele uigurische und einige Han-chinesische Gelehrte vertraten die alternative Sichtweise über die Ursprünge der Karachniden und Satuq Bughra Khans und stützten sich einerseits darauf, dass die Beziehung zwischen den Karlucken, dem Karachniden-Staat und seinen weiteren Bestandteilen ungeklärt ist, und andererseits darauf, dass Stamm der Yağma, der nach dem im Jahr 840 erfolgten Ende des uigurischen Orchon-Staates westwärts ins Land der Karlucken geflohen war, von den Tokuz-Oghuz abstammen soll, schon früh Kaschgar eingenommen hatte und für seine Yağma-Herrscher bereits den Titel Bughra Khan (Boğra Xan) verwendete, der später von den Karachniden Kaschgars benutzt wurde. Aufgrund der bekannten engen Verbindung der Tokuz-Oghuz-Stämme (als Mitglieder der Tiele-Stammeskonföderation) mit den Uiguren konnten die Yağma als Fortsetzung des uigurischen Königshauses betrachtet werden, womit sowohl das uigurische Reich von Kocho als auch die Karachniden-Dynastie als „Uiguren“, wenn die Abstammung ihrer Herrscherhäuser auf das Orchon-Khanat der Uiguren zurückgeführt werden kann. Andere Gelehrte, die eine Verbindung zwischen den Yağma und den Orchon-Uiguren und Karachniden bestreiten, folgten dieser Argumentation jedoch nicht.

#### Reich der Gansu-Uiguren (902–1130)

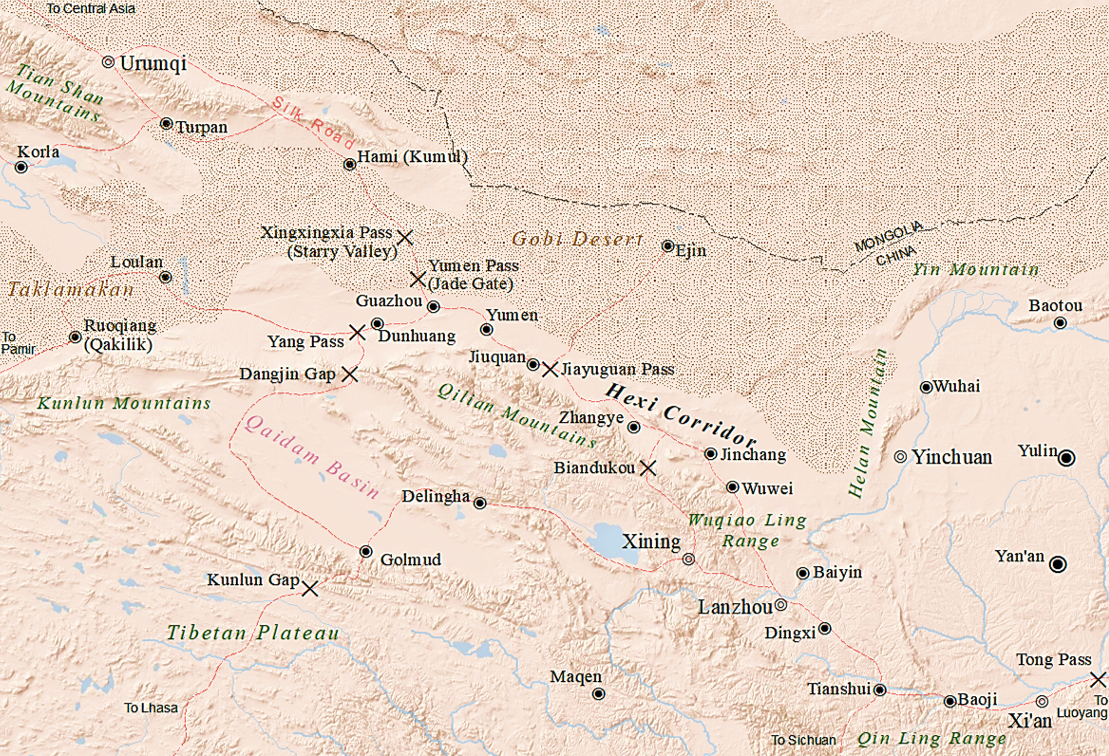
Ortschaften im und um den Gansu- oder Hexi-Korridor

Kan-chou (Chang-yi, im „Gansu-Korridor“) kam im Jahr 902 unter Herrschaft der Yaglaqar. Diese südwärts nach Gansu abgewanderten Uiguren erlangten schließlich die Kontrolle über die wichtigsten chinesischen Handelsrouten in den Westen.
Sie hielten ihre guten Beziehungen zum Hof der Tang-Dynastie aufrecht, ebenso zu einer Reihe von Nachfolgerstaaten wie den Kitan, die Nordchina bis zur Gründung der Song-Dynastie im Jahr 960 besetzten. Mehrere Führer der Gansu-Uiguren erhielten ab 911 kaiserlich-chinesische Titel. Die Gansu-Uiguren wurden auch gegenüber den Kitan (chin.: Liao) im 10. und 11. Jahrhundert tributpflichtig. Einen wichtigen Aspekt dieser Beziehungen stellte der kommerzielle Austausch dar, bei dem die Uiguren für ihren Tribut in Form von Naturwaren als Gegenleistung Seide erhielten.
Diese Tributbeziehung wurde 1028 mit der Annexion der Hauptstadt der Gansu-Uiguren durch die Tanguten übernommen, die 1036 weitere uigurische Gebiete des Gansu-Korridors übernahmen und 1038 ihren eigenen Staat Groß-Xia gründeten. Trotz ihrer Übernahme in den Xia-Herrschaftsbereich der Tanguten pflegten die Gansu-Uiguren im 12. Jahrhundert auch mit der Jin-Dynastie der Jurchen, gute Beziehungen. Die Aufzeichnungen der Song belegen ebenfalls gute Beziehungen zu den Gansu-Uiguren.
In den frühen 1130er Jahren kamen die Gansu-Uiguren in den Machtbereich der Kara Kitai.

#### Uiguren des Tarimbeckens – Reich von Kocho (840–1130)
Das zweite der beiden uigurischen Herrschaften, das Reich von Kocho, entstand, nachdem im Jahr 840 etwa 15 uigurische Stämme das Gebiet von Kuqa erreicht hatten, einer der zu dieser Zeit größten Oasensiedlungen im Tarim-Becken. Mangli (auch: Menglig Tegin) führte sie und wurde erster uigurischer Qağan dieser Region. Er vertrieb die Tibeter aus den wichtigen Oasen Dunhuang, Hami und Turpan. Die Ausdehnung der Uiguren ins Tarimbecken im Jahr 840 war naheliegend, da dort bereits zur Zeit des Uigurischen Kaganats Uiguren gelebt hatten.
857 erkannte der Tang-Kaiser infolge des uigurischen Sieges Mangli mit einem kaiserlichen Titel als Huai-chien Qagan an. Zu diesem Zeitpunkt hatte Mangli wieder die Kontrolle über Beiting (Bešbalıq) erlangt und festigte 866 seine Macht über das Tarim-Becken weiter, als er Kocho (auch: Qočo, Qara-hoja; chines.: Gaochang) unter seine Kontrolle brachte. Beiting könnte das politisch-militärische Zentrum und die Sommerresidenz gewesen sein und blieb bis 1270 die wichtigste uigurische Hauptstadt. Kocho war dagegen ein religiöses und wirtschaftliches Zentrum und die uigurischen Winterhauptstadt. Kuqa war schon unter Kaiser Wu von Han Sitz eines unabhängigen Königreichs gewesen.
Das 856 gegründete Königreich der Uiguren umfasste das östliche Tarimbecken mit seinen Oasenstädten, insbesondere Bešbalıq im Norden und die Turpan-Region (mit Kocho/Qočo) im Süden. Es wird heute das Uigurische Reich von Qočo oder das zweite Uigurenreich genannt. Staatsreligion war der von den Uiguren mitgebrachte Manichäismus, die Turkisierung des Gebietes schritt voran. Im 11. Jahrhundert musste das Reich die vordringenden Karachaniden abwehren, Hotan ging verloren.
Das Tarimbecken begünstigte den bereits in der Steppe begonnenen Übergang zur Sesshaftigkeit. Die vorherrschende Sprache im Gebiet war die tocharische Sprache. Die vorherrschende Religion des nördlichen Tarimbeckens war der Buddhismus, doch waren im Tarimbecken auch Zoroastrismus, das nestorianischen Christentum, der Islam und der Schamanismus verbreitet. Bis zum Ende des 10. Jahrhunderts bekannten sich die Uiguren weiterhin zum Manichäismus. Die führende uigurische Elite wechselte ab der ersten Hälfte des 11. Jahrhunderts zum Buddhismus.
Neben dem neuen Schriftsystem führten die Uiguren auch andere Technologien wie Metallbearbeitung, Weberei sowie visuelle und plastische Kunst fort oder verbesserten sie. Die Uiguren erhielten die Herrschaft über ihr Königreich im Tarim-Becken weiterhin mit großer Autonomie aufrecht, auch nachdem sie 1130 formelle Untertanen der Kara Kitai geworden waren.

### Uiguren unter Herrschaft der Kara Kitai (1130er–1209)

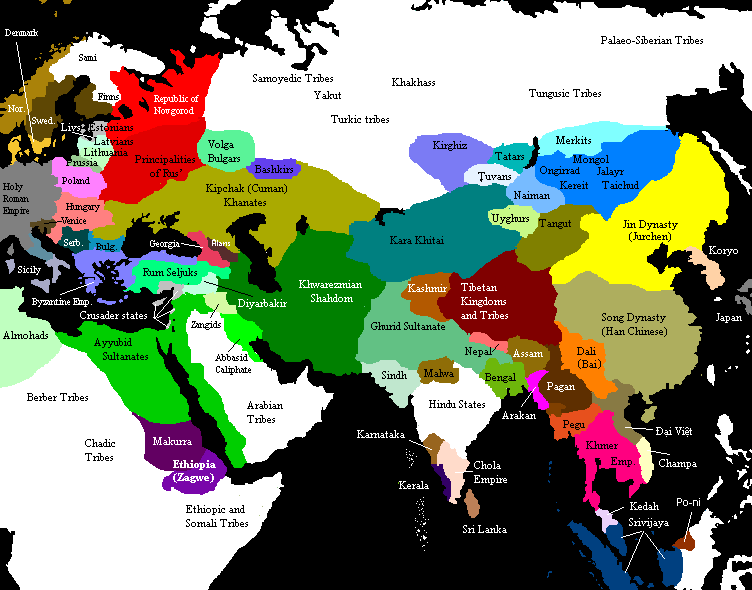
Lage des Kara-Kitai-Reiches in Asien um 1200 vor der mongolischen Herrschaft

Die seit dem 4. Jahrhundert in chinesischen Quellen bekannten, pastoral-wirtschaftenden Nomaden der Kitan hatten während der Tang-Dynastie (618–907) wechselnde Allianzen sowohl mit den Tang als auch mit den Türk (Kaganate Mitte des 6. bis Mitte des 8. Jahrhunderts) und den Uiguren (Kaganat Mitte des 8. bis Mitte des 9. Jahrhunderts) geschlossen und kulturelle Einflüsse sowohl von China als auch aus der Steppe aufgenommen. Nach dem Ende der Tang-Dynastie und dem Fehlen eines Nomadenreiches in der Mongolei seit dem Zusammenbruch des Uigurischen Kaganats hatten sie ihre Liao-Dynastie begründet.
Die Liao-Dynastie wurde nach 200 Jahren Herrschaft über die Mandschurei, die mongolische Steppe und (seit 938) über Teile Nordchinas 1125 von den Jurchen nach über zehnjährigem Krieg besiegt und die Jurchen gründeten ihre Jin-Dynastie. Der Kitan-Fürst Yelü Dashi floh mit einer kleinen Gruppe von Anhängern westwärts in die Liao-Garnison Kedun in der Mongolei.
Anfang der 1130er Jahre verließ Dashi Kedun mit einem kleinen Heer in Richtung Westen und wurde zum Begründer der Kara Kitai oder „Westlichen Liao-Dynastie“. Ein Anlass für den Fortzug könnte die Sorge vor einer Bestrafungsaktion der Jurchen für Dashis provokante Überfälle in den Jahren 1129–1130 gewesen sein. Die Grenzstämme der Liao, die sich Dashi angeschlossen hatten, waren durch gelegentliche Überfälle auf das westlich gelegene, zentralasiatische Land und seinen politischen Verhältnissen bereits vertraut. Vor allem bot Zentralasien den Liao im Vergleich zur Mongolei den Vorteil reichhaltiger Ressourcen, Zugang zu Handelswegen und politischer Zersplitterung. Die Liao unterhielten zudem enge kommerzielle und diplomatische Beziehungen zu einigen der wichtigsten zentralasiatischen Königreiche, wie den buddhistischen Uiguren von Gaochang (Kocho) bei Turpan und den muslimischen Karachaniden, vor allem den östlichen Karachaniden (1041–1205), die über das Tarimbecken und Semirechye (heutiges Süd-Xinjiang, Kirgisistan und Teile Südkasachstans) herrschten.
Nach einer Reihe von Niederlagen, wie gegen die Östlichen Karachaniden in Kaschgar, und Rückschlägen, wie dem Ende seiner Beziehungen zu den Uiguren von Gaochang, gelang es Dashi, sich nach seinem Abzug aus Kedun als Sieger gegen die Jurchen der Jin-Dynastie darzustellen und neue Streitkräfte zu sammeln – darunter sogar einige Jin-Truppen. Er nahm deshalb Ende des Jahres 1131 seinen ersten Herrschertitel yanqing an und wurde sowohl als chinesischer Kaiser als auch mit dem turko-kitanischen Titel Gürkhan (weltweiter Khan) inthronisiert. Dieser doppelte Titel spielte eine wichtige Rolle für seine Legitimation und sollte in der Folge von allen Herrschern der westlichen Liao getragen werden. Von seiner Basis am Fluss Emil (in Nord-Xinjiang) konnte sich Dashi bei seiner Expansion nach Westen den Ruf eines regionalen Führers aufbauen, wurde vom Khan der Karachaniden zu Hilfe gerufen, verbannte diesen nach Kaschgar und übernahm kampflos dessen Hauptstadt Balasagun im heutigen Kirgisistan, die die Hauptstadt der Kara Kitai bis zum Ende ihrer Herrschaft blieb. Dashi nahm daraufhin den Herrschertitel Kangguoan, erweiterte sein Reich nach Osten sowie Süden und übernahm das gesamte Reich der Östlichen Karachaniden. Zudem entsandte er Gouverneure zu den Yenisei-Kirgisen und Uiguren in Bešbalıq und unterwarf rebellische Stämme. Anfang der 1130er Jahre waren somit die Gansu-Uiguren und angrenzende Gebiete des Karachaniden-Ostturkistan in den Machtbereich der Kara Kitai gefallen. Ihr Territorium hatte sich im frühen 11. Jahrhundert weiter nach Ostturkistan ausgedehnt und umfasste die Oasenstädte Kaschgar und Hotan im Tarimbecken. Auch Bešbalıq im Tarim-Becken sowie südwestlich das Ferghana-Tal und der östliche Karachaniden-Staat waren unter ihre Kontrolle geraten.
Als Dashi 1143 starb, kontrollierten die Kara Kitai ein riesiges Reich in Zentralasien, bestehend aus weitgehend autonomen Staaten und Stämmen - es umfasste den größten Teil des modernen Xinjiang, Kirgisistan, Usbekistan, Tadschikistan und Südkasachstan. Es erstreckte sich vom Oxus bis zum Altai-Gebirge. Bis 1175 dehnte es sich noch weiter nach Osten in das Territorium der Naimanen und der Yenisei-Kirgisen aus und umfasste auch den größten Teil der Westmongolei.
Die Bevölkerung dieses Reiches war multiethnisch und heterogen - es bestand neben den eine kleine Minderheit in ihrem Reich bildenden Kitan hauptsächlich aus Turken – einschließlich Uiguren –, Iranern, Mongolen und einigen Han-Chinesen. Zwar war der Großteil dieser Bevölkerung sesshaft und muslimisch, doch gab es auch eine beträchtliche nomadische Komponente – einschließlich der Kitan – sowie florierende buddhistische, nestorianische und jüdische Gemeinden. Talentierte Uiguren und Muslime wurden am Hof des Gürkhans beschäftigt.
Das Reich war, zurückgehend auf die Organisation unter Dashi, in zwei Hauptbereiche aufgeteilt: Einerseits das zentrale und direkt vom Gürkhan regierte Gebiet um die Hauptstadt von Balasagun herum. Andererseits die unterworfenen und indirekt regierten Königreiche (die Gaochang-Uiguren, die Östlichen und Westlichen Karachaniden und als entfernterer Vasall Khwārazm) sowie die unterworfenen Stämme (die Qayalïq und Almalïq kontrollierenden und als Söldner über das Reich zerstreuten Karlucken und bis 1175 die Naimanen und die Kankalis). Diese indirekte Herrschaft der Kara Kita griff kaum in die lokalen Dynastien ein, die größtenteils intakt blieben und meist ihre Herrscher, Titel und Armeen beibehalten konnten. In den unterworfenen Gebieten wurde keine ständige Armee der Kara Kitai stationiert. Zu ihren Pflichten gehörten die jährlichen Tributzahlungen, die Bereitstellung von Truppen im Bedarfsfall und die Anerkennung der Autorität des Gürkhan, etwa durch das Tragen seiner Siegel und paizi.
In der Anfangszeit verlangte der Gürkhan der Kara Kitai den Uiguren neben den jährlichen Tributzahlungen nur wenige Leistungen ab und die Uiguren konnten ihr Königreich selbständig verwalten. Statt eigene Aufseher in den uigurischen Hauptstädten zu stationieren, wandten die Kara Kitai die traditionelle Nomadenstrategie an und ließen den uigurischen Iduqut seine Söhne als Geiseln nach Balasagun schicken.
Bis zum Ende des 11. Jahrhunderts kam es jedoch zu einer Verschlechterung der Beziehung zwischen den Kara Kitai und den Uiguren, nachdem die Kara Kitai immer höhere jährliche Tributforderungen stellten und dauerhaft einen eigenen Aufseher in der uigurischen Hauptstadt stationierten. Die steigenden Forderungen und das machtvolle Auftreten der Kommissare des Gürkhans erregten bei den östlichen Vasallen Widerstand. Zwar gelang es dem Gürkhan Zhilugu (reg. 1178–1211, mit dem Herrschertitel tianxi) 1204 noch, einen Aufstand in Hotan und Kaschgar zu unterdrücken und den feindlichen Khan von Qayalïq zu ersetzen, doch ließen sich seine östlichen Vasallen deutlich schwerer befrieden, seit Dschingis Khan 1206 in der Mongolei die Macht übernommen hatte. Die Umwälzungen in der Mongolei führten zur Einwanderung vieler nomadischer Flüchtlinge in das Reich der Kara Kitai und somit zu einer Störung des empfindlichen Gleichgewichts zwischen Nomaden und Sesshaften. So suchte nach der Niederlage der Stämme der Naimanen und Merkiten gegen Dschingis Khan im Jahr 1208 auch der mit Dschingis Khan befeindete Naimanen-Fürst Küčlüg (auch: Güchülüg oder Quchlug) Zuflucht am Hof der Kara Kitai und wurde vom Gürkhan freundlich empfangen und mit einer seiner Töchter verheiratet. Währenddessen begannen sich jedoch die östlichen Vasallen von Gürkhan den Mongolen zuzuwenden. 1209 ließ Barčuq Art Tegin, der Iduqut der Uiguren, deren Zentrum Bešbalıq war, den damaligen Aufseher Kara Kitai ermorden und unterwarf sich umgehend der schnell wachsenden Konföderation der Mongolen unter Dschingis Khan.
Barčuqs Vorgehen kam zu einer für die Uiguren günstigen Zeit, da die Kara Kitai selbst bald von den Mongolen ausgelöscht wurden und die Uiguren in die Gunst von Dschingis Khan fielen. Nach knapp einem Jahrhundert Bestand war der Staat der Kara Kitai 1218 von den Mongolen erobert worden.

### Uiguren unter Herrschaft der Mongolen (1209–14. Jahrhundert)
Nachdem sich der uigurische Iduqut Barčuq Art Tegin 1209 Dschingis Khan unterworfen hatte, demonstrierte er ihm im gleichen Jahr seine Loyalität, indem er eine Streitmacht der mit Dschingis Khan verfeindeten, mongolischen Merkiten besiegte. Barčuq und seine uigurischen Aristokraten erhielten in der Folge herausragende Stellungen in der mongolischen Regierung, insbesondere in China. Nachdem Barčuq 1211 sein erstes persönliches Gespräch mit Dschingis Khan führen konnte, erklärte Dschingis Khan, Barčuq sei für ihn wie ein „fünfter Sohn“ und versprach ihm als Lohn für seine Loyalität eine Dschingiside zur Frau, seine Tochter Alche Altun. Barčuq durfte seinen uigurischen Titel als Iduqut über die Uiguren behalten und es wurde vielen Uiguren gestattet, in das Tarimbecken zurückzukehren.
Im Gegenzug dafür musste Barčuq seine Stammesangehörigen in Treue zu Dschingis Khan in mehrere militärische Feldzüge führen, insbesondere 1216 in der langanhaltenden Kampagne in Xwârazm gegen den von Küčlüg geführten Stamm der Naimanen, der das Reich der Kara Kitai, Xwârazm und die Tanguten eingenommen hatte, und im Jahr 1225, als Dschingis Khan den Kampf gegen die Tanguten zu Ende bringen wollte. Auch schlug Barčuq einen Aufstand von etwa 10.000 eigenen Truppen nieder, die sich seiner Unterwerfung unter die Mongolen widersetzt hatten.
Nach dem Tod Barčuqs während der mongolischen Herrschaft von Dschingis Khans Sohn und Nachfolger, dem zweiten Großkhan Ögedei Khan (reg. 1229–1241), folgten ihm drei seiner Söhne nach, die alle in Bešbalıq den uigurischen Herrschertitel erhielten. Die uigurischen Iduquts konnten ihr Königreich mit fast völliger Freiheit regieren, bis Ögedei Mahmud Yalawatsch – ein Mitglied der Türk – zum Statthalter eines Gebietes ernannte, das das gesamte Tarimbecken und den Staat Choresmien umfasste.
Nachdem in dem mongolischen Nachfolgestreit, der im Jahr 1248 nach dem frühen Tod des dritten Großkhans Güyük Khan ausgebrochen war, Möngke Khan als vierter Großkhan der Mongolen gewählt wurde, während Barčuqs dritter Sohn, Salindi (gest. 1253 oder 1254), zuvor die in dem unterlegene Partei unterstützt hatte, wurden Salindi und einige andere uigurische Aristokraten im Rahmen einer von Möngke eingeleiteten umfassenderen Säuberung abgeurteilt und Salindis eigener Bruder Ögrünch wurde gezwungen, die Rolle des Henkers bei Salindis Hinrichtung im Jahr 1252 in Bešbalıq auszuüben.
Daraufhin wurde der Titel als uigurischer Iduqut Ögrünch verliehen. Unter Möngke wurde die von Ögedei begonnene Praxis fortgeführt, einen vertrauenswürdigen Statthalter für die Region einzusetzen. Zudem verlegte Möngke eine große Anzahl mongolischer Streitkräfte in das Gebiet, um seine Rivalen innerhalb des mongolischen Herrscherklans, den ögedeiden und den tschagataiden Zweig, auszuschalten.
Nach Ögrünchs Tod wurde dessen Sohn Mamuraq 1257 sein Nachfolger und die Region wurde bald zum Streitgegenstand zwischen dem fünften Großkhan, Kublai Khan, und dessen Rivalen. Das Ausmaß der tatsächlichen Macht, die die uigurischen Iduquts besaßen, hatte seit dem Tod von Dschingis Khan bis zur Machtübernahme von Kublai im Jahr 1260 und dem Beginn eines großen Bürgerkriegs zwischen Kublai und seinem jüngeren Bruder fortschreitend abgenommen.
Der Titel Iduqut ging auch weiterhin an die Nachkommen von Ögrünchs Familie in Bešbalıq über bis in die frühen 1270er Jahre, als sie weiter östlich nach Qarakhocho zogen, womit sie Drohungen von zwei tschagataiden Fürsten ausweichen wollten, die die Macht des über das Tarimbecken anfochten. In dieser Zeit floh eine große Anzahl – und letztendlich die Mehrzahl – aristokratischer uigurischer Familien aus Uiguristan nach China. Kublai war an der Niederlassung der diasporischen uigurischen Aristokratie im mongolischen China sehr interessiert und hatte den sechsten uigurischen Iduqut, Qochgar, in der zweiten Hälfte der 1260er Jahre angewiesen, die nach China migrierte uigurische Diaspora unter seiner Führung zu sammeln. Im Rahmen der Anstrengungen der Yuan-Dynastie, die Kontrolle über das Tarimbecken zu behalten, verließ Qochgar Bešbalıq und zog während seiner Regierungszeit ostwärts nach Hami (damals Qamil) um, wo er im Jahr 1280 starb.
Bešbalıq wurde 1281 offizieller Sitz eines mongolischen Militärprotektorats in der Region und 1283 eines noch umfassenderen Befriedungsbüros zur Überwachung aller militärischen, wirtschaftlichen und politischen Angelegenheiten im Tarimbecken. Ebenfalls 1281 verfügte Kublai für die Verhandlungen aller uigurischen Rechtsstreitigkeiten die Schaffung eines Sondergerichts, an dem Uiguren als Richter und Beamte ernannt wurden und das seine Aufgabe bis zum Ende der Yuan-Dynastie verrichtete.
Uigurische Diaspora in China
Ne’üril Tegin, Qochgars Sohn, wurde der erste uigurische Iduqut, der vom Inneren China regierte, da sein Hof im Jahr 1283 in die Stadt Yongchang in Gansu verlegt wurde. Mit dieser Standortverlegung des uigurischen Hofes in die umwallte Stadt Yongchang durch den Hof der Yuan-Dynastie verstärkte diese die Wirkung des Fortzug der uigurischen Iduquts aus ihren traditionellen Machtzentren noch weiter. Die Entfernung des uigurischen Iduqut aus Bešbalıq und Gaochang (Kocho) war notwendig geworden, weil der große Bürgerkrieg zwischen Kublai und seinem jüngeren Bruder inzwischen das Tarimbecken betraf. Obwohl Ne’üril Tegin bereits 1280 die Nachfolge seines Vaters angetreten hatte, erhielt er den Titel Iduqut erst im Jahr 1308 und regierte unter diesem bis zu seinem Tod im Jahr 1318. Ab diesem Zeitpunkt besaßen die uigurischen Iduquts, obwohl sie diesen Titel bis zum Ende der Yuan-Dynastie Mitte des 14. Jahrhunderts an ihre Nachkommen weitergeben konnten, wenig tatsächliche Macht über ihr Heimatland und somit keinen Einfluss auf die Ereignisse im Tarimbecken. Stattdessen wurden die Iduquts von nun an vollwertige Angehörige des Hofes der Yuan-Dynastie. In Würdigung der fortdauernden Bedeutung der Uiguren für die Begründer des mongolischen Reiches verlieh der Hof der Yuan-Dynastie mehreren Generationen männlicher Nachkommen in der Familie des Iduqut den Ehrentitel „Prinz von Gaochang“ (Gaochang Wang) und versah sie mit Posten in echten Ämtern des Zentralsekretariat der Yuan oder als Provinzgouverneure und Militärbeamte. Uiguren begannen ihre Karriere in der Folge damit, den militärischen Titel ihres Vaters zu erben, wechselten dann aber oftmals in Posten der Zivilbürokratie über, wo viele schnell aufstiegen.
Aufgrund ihrer militärischen, linguistischen und administrativen Kompetenz genossen die seit der ersten Generation den Mongolen in China dienenden Uiguren hohes Ansehen und besetzten sehr schnell wichtige zivile und militärische Posten. Dank ihrer frühzeitigen und freiwilligen Unterwerfung gegenüber Dschingis Khan und ihrer Erfahrung teilten sie die Mongolen in ihrem für Nordchina geschaffenen Verwaltungssystem in die Klasse der „Semuren“ ein, die in der Hierarchie gleich unter den Mongolen selbst und über den vor der mongolischen Eroberung Nordchinas lebenden Gruppen („Nordländer“ oder „Hanren“, das sind Chinesen, Jurchen, Kitan) rangierten. Bis zum Ende der Yuan-Dynastie erhielten Uiguren erfolgreich hochrangige Posten am Hof und in den Provinzen und stellten beispielsweise während der Dynastie sechs der insgesamt siebzig ernannten Provinzgouverneure.
Um 1295 endeten die Anstrengungen der Yuan-Dynastie, die alten uigurischen Gebiete im Tarimbecken zu halten, weitestgehend. Bis zum Ende des 13. oder Anfang des 14. Jahrhunderts war Uiguristan, das bis dahin als untergeordnetes Reich existiert hatte, schließlich in das Haus der Tschagatai übergegangen.
Uigurische Literati und Weitergabe ihrer Schrift

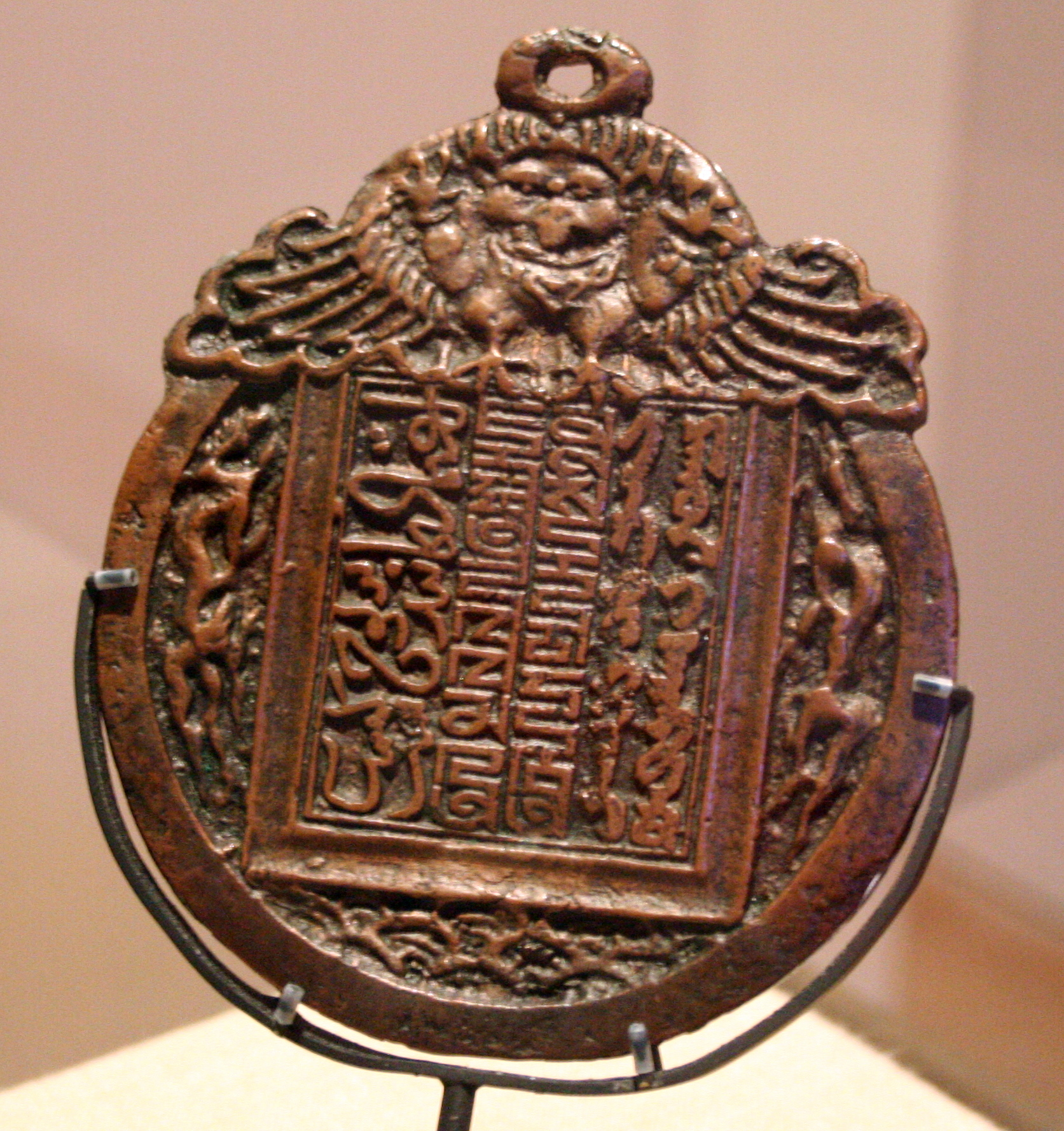
Passiertafel (paizi), die im 14. Jahrhundert von Boten an den mongolischen Poststationen getragen wurde. In der Mitte befindet sich eine Inschrift in drei Schriften

In anderen Gemeinwesen der Mongolei haben uigurische Literati in den Verwaltungen gearbeitet und wurden Teil der chinesischen Literati-Gemeinschaft. Auf diese Weise verbreitete sich das uigurische Alphabet unter den mongolischen Bevölkerungen und es hatte sich möglicherweise schon lange vor der Vereinigung der Mongolei durch Dschingis Khan eine literarische Sprache entwickelt. Die uigurische Schrift wurde von den Naimanen zum Schreiben ihrer mongolischen Sprache verwendet. Als Dschingis Khan dann 1204 die Naimanen unterwarf, nahm er auch ihre uigurischen Schriftgelehrten auf, unter denen sich auch Tatar Tonga (T'a-t'a T'unga) befand, der spätere Hauslehrer der Söhne von Dschingis Khan, und übernahm die Naimanen-Schrift zum Schreiben der mongolischen Sprache.
Johannes de Piano Carpini berichtete im 13. Jahrhundert über die Uiguren unter Dschingis Khan: „Diese Menschen sind Christen von der Sekte der Nestorianer … Die Mongal übernahmen ihre Schrift, denn vorher hatten sie nicht geschrieben; nun aber nennen sie diese als die mongolische Schrift“. In den Kanzleien des gesamten mongolischen Reiches gelangten die Uiguren in der Folge zu beachtlicher Bedeutung.
Uiguren erhielten Stellen als kaiserliche Lehrer und wurden zu Mitgliedern kaiserlicher Büros für Ideologie und Geschichte. Auch unter den bekanntesten neokonfuzianischen Gelehrten befanden sich einige Uiguren, andere wurden bekannte Künstler und Dichter wie etwa Guan Yunshi (貫雲石, uigurisch: Sävinch Qaya; 1286–1324). Viele Uiguren nahmen Nachnamen chinesischer Art an und gingen in der chinesischen Gesellschaft auf, nachdem die Mongolen vom Begründer der nächsten Dynastie aus China vertrieben worden waren.
Bevölkerungszusammensetzung unter mongolischer Herrschaft
Die Mongolen zogen die eroberten Bevölkerungsgruppen systematisch in ihren Militär- und Wirtschaftsapparat ein. Die Anzahl der Mongolen, die in die eroberten Länder zogen, scheint dabei recht gering gewesen zu sein. Wo sie ankamen, wurden sie weitgehend von den lokalen nomadischen Bevölkerungen absorbiert und turkisisert. Bei vielen sogenannten „mongolischen“ Truppen, die in diese Gebiete gebracht wurden, handelte es sich in Wirklichkeit um innerasiatische Turken (Uiguren und andere), die von den bereits existierenden turkischen Bevölkerungsgruppen ohne Schwierigkeiten assimiliert wurden.
Uiguren unter den muslimischen Tschagataiden in Mogulistan
Mit dem Zusammenbruch des mongolischen Reiches wurden die Uiguren, die über lange Zeit lang ein sesshaftes, kommerziell-landwirtschaftliches Volk waren, Bestandteil des unruhigen Territoriums von „Mogulistan“ (Südostkasachstan, Kirgisistan und Ostturkestan).
In den späten 1340er Jahren rief der Klan der Dughlat den angeblichen tschagataiden Fürsten Tughluk Timur (reg. 1347–1363) als Khan aus, der in der Folge für seine Konversion zum Islam und für seine Eroberungen bekannt werden sollte. Die Mongolen des Tschagatai-Kanats wurden daraufhin weitgehend bis Mitte des 14. Jahrhunderts – dem Ende der mongolischen Ära in Eurasien – islamisiert. Außerhalb Chinas und der Mongolei waren Mongolen von da an Muslime. Auf seinen Eroberungszügen in Transoxanien und Afghanistan erstritt er die vorübergehende Wiederherstellung der Einheit des Tschagatai-Khanats dies- und jenseits des Pamir-Gebirges.
Nach der Regierungszeit Tughluk Timurs glitten die Tschagataiden jedoch wieder in eine Zeit des Chaos ab, mit Marionetten-Khans und konkurrierenden Regentschaften, die gleichzeitig in verschiedenen Teilen des ehemaligen Tschagatai-Ulus walteten. Im Westen errichtete Tamerlan (Timur Lenk, reg. 1370–1405) als Emir unter einem nominellen dschingisiden Khan ein kurzlebiges Reich von Indien und Mittleren Osten bis zur russischen Steppe. Seine eigenen Nachkommen sollten daraufhin mit den verbliebenen Tschagataiden um die Macht in Transoxanien konkurrieren. In Mogulistan dagegen hatte ein zum Dughlat-Klan gehörender Emir Qamar ad-Din nach dem Tod Tughluk Timurs im Jahr 1363 die Stellung des Khan an sich gerissen und die meisten Nachkommen von Tughluk Timur beseitigt, doch traten andere Mitglieder des Dughlat-Klans als Herausforderer um die Herrschaft in Mogulistan und Alitishahr gegen Qamar an, ebenso wie Tamerlan, dessen Truppen im Jahr 1389 bis nach Karashahr vordrangen und Qamar vertrieben.
Daraufhin setzte ein anderer Dughlat, der den einzigen überlebenden Sohn von Tughluk Timur, Khizr Khwaja, bis zu dessen Erwachsenenalter beschützt hatte, auf den Thron als Khan, worauf Khizr in den 1390er Jahren persönlich einen heiligen Krieg (ghazat) gegen die „Khitay“ führte, Turfan und Kocho (bis dahin: Qarakhoja genannt) im Herzen Uiguristans eroberte und angeblich die Bekehrung der uigurischen Bevölkerung zum Islam bewirkte. Tatsächlich benötigte das Verschwinden des lokalen Buddhismus aus Turfan einige Zeit und es waren noch laut Reisenberichten von 1420 in der Gegend von Turfan und Kocho Tempel in reicher Ausstattung und in großer Anzahl vorhanden, während Moscheen in der Gegend erst in den 1450er Jahren zahlreich genug waren, um in Reiseberichten Erwähnung zu finden. Dennoch markiert Khizrs Eroberung Uiguristans das Ende der uigurischen Herrschaft und den Beginn der Kontrolle des Turfanbeckens durch die Tschagataiden (Mogul). Nach einer anderen Darstellung (Barbara West, 2010: „Encyclopedia of the peoples of Asia and Oceania“) sollen die beiden bis dahin von den Mongolen unterworfenen, aber weitestgehend intakten „uigurischen“ Königreiche in Xinjiang (Karachniden-Staat und Kocho-Staat) durch die Invasion der muslimischen Uiguren 1397 unter Khizr Khwaja beendet und die beiden uigurischen Bevölkerungen Xinjiangs in einem islamischen uigurischen Königreich vereint worden sein, das seine Unabhängigkeit als ein islamischer Staat bis zur Eroberung durch die Mandschu im Jahr 1759 habe bewahren können.
Verlust der politischen Identität als Uiguren und kulturelles Vermächtnis
Bis zum Ende der mongolischen Ära hatten die Uiguren ihre mit der Trennung von der alten Türk-Konföderation im 8. Jahrhundert begründete politische Identität weitgehend verloren. In diesen sechs Jahrhunderten hatten sich die Uiguren jedoch von einem der mächtigsten, wichtigsten und das Überleben der Tang-Dynastie unterstützenden Nomadenstämme zu einem Musterbeispiel des Übergangs von Nomaden zu einer sesshaften, städtebaulichen und kommerziell orientierten Staatlichkeit und Gesellschaft entwickelt. Sie konnten dieses Erbe gewinnbringend im Zusammenspiel mit anderen Staaten, insbesondere dem der Mongolen, einsetzen.
Nach der vermutlichen Aufgabe der Gebäude der Stadt Kocho im Zuge des Bedeutungsverlusts der ehemaligen uigurischen Hauptstadt für den uigurischen Hof im späten 13. Jahrhundert und nachdem die buddhistischen Gebäude Turfans während der vollständigen Islamisierung der Region im 16. Jahrhundert verlassen wurden, trug die Abgeschiedenheit der verlassenen Orte und das trockene Klima der Taklamakan-Wüste zur Bewahrung vieler Artefakte der manichäischen Buchkunst und deren durch den Buddhismus zweckentfremdeten Abkömmlingen bei. Insgesamt hinterließen die mittelalterlichen Uiguren ein reiches Vermächtnis an Texten und materieller Kultur, das sie aus wissenschaftlicher Sicht zu einem der bedeutenden Völker und Staaten der Weltgeschichte macht.

### Primärquellen zur Geschichte der mittelalterlichen Uiguren

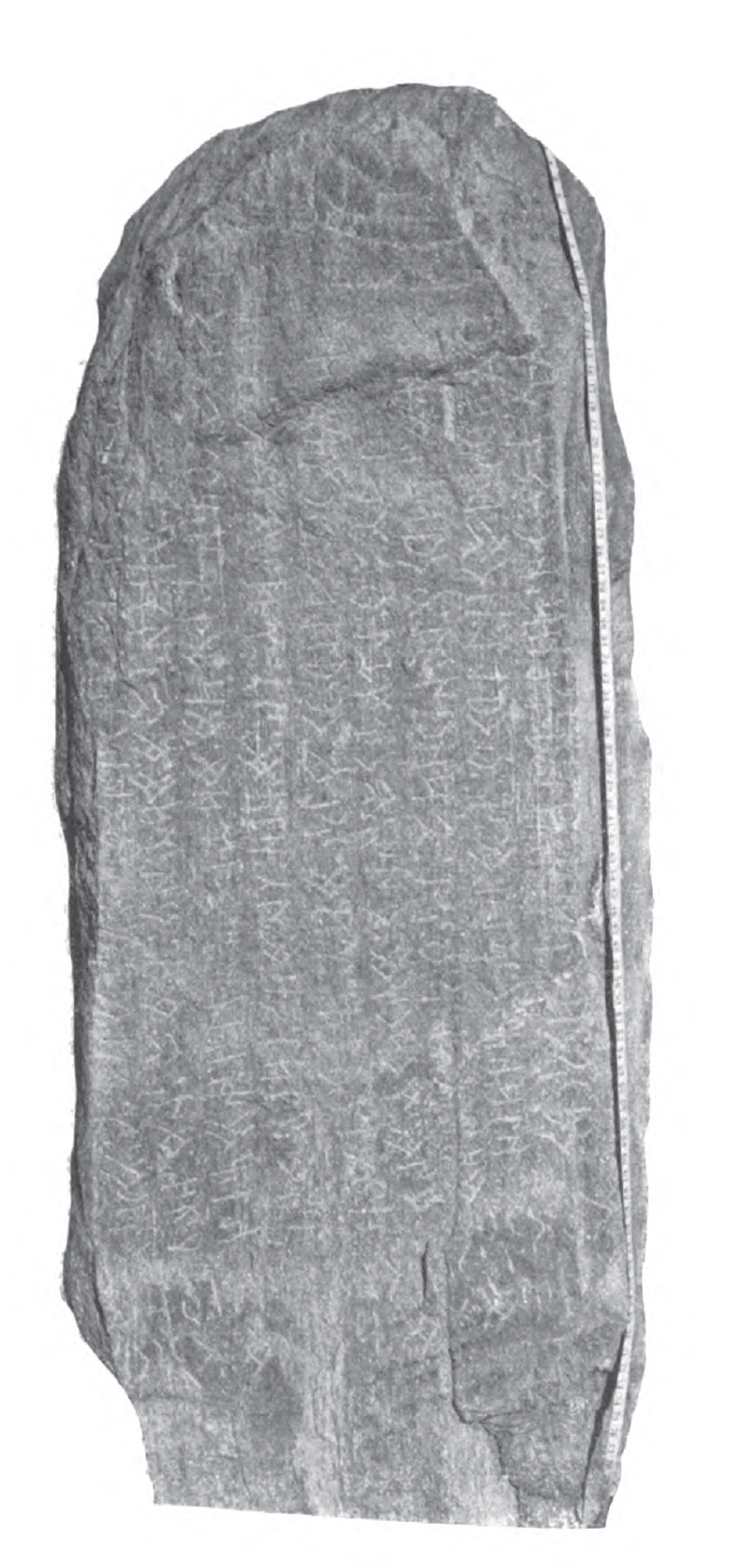
Grabstein aus Schieferplatte mit der Sudži-Inschrift (Foto: 1909). Das 10 cm dicke und 90 cm lange Schieferstück ist nicht verwittert, aber die Schrift wurde vermutlich aus Rücksicht auf die spröde Materialeigenschaft nicht tief eingraviert. Die obere Seite des Steins ist abgerundet. Die Schrift besteht aus 9 vertikalen und 2 quer auf die Unterseite eingehauenen Zeilen.

Primärquellen zur Geschichte der Uiguren sowie der Region des heutigen Xinjiang liegen in recht großem Umfang vor. In den altertümlichen Sprachen Ostturkestans angefertigte Manuskripte werden weltweit in verschiedenen Museen und Bibliotheken aufbewahrt, wobei sich die größten Sammlungen in Peking, London, Sankt Petersburg, Paris, Berlin, Kyōto (Ryūkoku-Museum) und Seoul befinden.
Chinesisch
- Jiu Tangshu (dt. etwa: „Alte Geschichte der Tang“)

Die im Jahr 945 niedergeschriebene Geschichtsaufzeichnung behandelt die Geschichte der Tang-Dynastie für die Zeit von 618–906.
- Xin Tangshu (dt. etwa: „Neue Geschichte der Tang“)

Die im Jahr 1060 zusammengestellte Geschichtsaufzeichnung behandelt die Geschichte der Tang-Dynastie für die Zeit von 618–906.
- Zizhi Tongjian (dt. etwa: „Umfassender Zeitspiegel zur Hilfe bei der Regierung“)

Nach der Reichsgründung des Östlichen Uigurischen Kaganats und dessen Einfluss-Ausweitung über die Mongolei hinaus waren die Uiguren mit ihrer beträchtlichen militärischen Macht einer der wichtigsten Nachbarstaaten und zu bestimmten Zeiten sogar eine Bedrohung für die Tang-Dynastie (618–907, 唐), die zu dieser Zeit die größte Macht in Ost- und Zentralasien darstellten. Deshalb wurden die Aktivitäten der Uiguren von den Chinesen sorgfältig überwacht, und viele Berichte über die Uiguren und ihr Kaganat gingen in die offizielle Chronik der Tang-Dynastie ein. Darin fanden die offiziellen Titel der uigurischen Herrscher vor allem in Berichten über die Inthronisierung neuer Herrscher Erwähnung.
Turkisch (Alttürkisch)
Bei allen turksprachigen Primärquellen handelt es sich um Steininschriften, von denen die Šine-Usu-Inschrift und die Karabalgasun-Inschrift die bedeutendsten Texte zur Geschichte der frühen Uiguren darstellen:
- Orchon-Inschriften

Im Gegensatz zu den von den Uiguren hinterlassenen Inschriften (Šine-Usu-Inschrift, Karabalgasun-Inschrift und Suği-Inschrift) handelt es sich bei den Orchon-Inschriften um Hinterlassenschaften der Türk. Dazu zählen die Kül-Tegin-Inschrift, die Bilgä-Qaγan-Inschrift, die Tonyukuk-Inschrift (von Experten datiert auf 716 bis 726), die İşbara-Tarkan-Inschrıft (Ongin) und die Küli-Čor-Inschrift (Ikhe-Khushotu). Als für die Wissenschaft wichtigste gelten die Inschriften von Tonyukuk, Köl Tegin und Bilgä Ḳag̲h̲an.
- Jenissei-Inschriften

Bisher sind rund 180 Jenissei-Inschriften entdeckt und veröffentlicht worden, die in einem sich über 200 Kilometer Länge erstreckenden Areal entlang des oberen Jenissei-Tales gefunden wurden. Obwohl die ersten Funde der Jenissei-Inschriften über 150 Jahre vor der Entdeckung der Inschriften von Kül Tegin und von Bilgä Qaγan gemacht wurden, blieben sie deutlich (meist wenige Zeilen lang) weniger erforscht als die berühmten Orchon-Inschriften, zumal ihre Texte oftmals sowohl kürzer und fragmentierter, als auch vielfach schlecht erhalten sind und Schwierigkeiten mit ihrer Sprache und Paläographie bestehen. Ihr Inhalt ist epitaphischer Art und beschränkt sich vorwiegend auf den Kummer der Trennung.
- Talas-Inschriften

Das Talas-Tal ist einer der Orte mit der höchsten Dichte an alttürkischen „Runen“-Monumenten. Die bei weitem meisten Texte der hier gefundenen Inschriften sind epitaphischer Art und gelten als wertvolle Dokumente für die Geschichte des Schreibens der frühmittelalterlichen zentralasiatischen Turkvolk-Stämme. Anders als in anderen Zentren der „Runen“-Schrift sind die Talas-Inschriften in der Regel auf gewöhnliche, aus dem Fluss stammende Steinblöcke eingraviert.
- Altai-Inschriften

Die alttürkische „Runen“-Inschriften des Altai-Gebirges (8. bis 9. Jahrhundert) sind bislang nicht so intensiv erforscht worden wie die gut dokumentierten Epitaphe auf den Steinstelen in der Mongolei, in Chakassien und in Tuwa. Nachdem in den letzten Jahrzehnten zunehmend alte „Runen“-Inschriften im Altai-Gebirge entdeckt wurden, sind heute rund 90 bekannt. Alttürkische „Runen“-Inschriften im Altai-Gebirge sind in vielerlei Hinsicht spezifisch. Nur selten sind sie den klassischen Kanons der Inschriften von Orchon und Jenissei folgende Epitaphen, sondern oftmals philosophische, religiöse oder sehr persönliche Texte, die von der alten turkischen Bevölkerung verfasst wurden. Zudem wurden sie durch äußerst feine Gravuren auf Felsvorsprüngen erzeugt, so dass sie auch aus nächster Nähe kaum zu sehen sind. Die Entzifferung der Altai-Inschriften wird durch die Art ihrer Erzeugung erheblich erschwert, und die Gravuren haben im Laufe der Zeit an Kontrast zur Felswand verloren und wurden immer schwerer erkennbar. Darüber hinaus sind sie im Vergleich zur Orthografie der „klassischen“ Orchon-Inschriften in einer nicht-kanonischen Orthografie geschrieben und verwenden einige in den Orchon-Inschriften nicht enthaltene „Runen“-Zeichen. Das sich vom Inventar der „Runen“-Zeichen der Orchon- und der Jenissei-Inschriften unterscheidende „Runen“-Inventar der Altai-„Runen“-Inschriften und ihre spezifischen orthografischen Merkmale weisen die Altai-„Runen“-Schrift als separatem Zweig der alttürkischen „Runen“-Schrift aus, der dem Jenissei-Zweig nähersteht als dem Orchon-Zweig.
Von diesen Inschriften sind die dem zweiten Regenten des Uigurischen Kaganats (reg. 747–759) gewidmete Šine-Usu-Inschrift (750er Jahre n. Chr.) und die während der Regentschaft des achten Regenten (reg. 808–821) errichtete Kara-Balgasun-Inschrift (826 n. Chr.) die wichtigsten der Texte, die die Geschichte der frühen Uiguren betreffen.
- Šine-Usu-Inschrift

Die 1909 von Gustaf John Ramstedt im südlich des Selenga-Flusses gelegenen Talkessel Mogon Šine-Usu (rund 360 km westlich bis nordwestlich von Ulaanbaatar) entdeckte und von ihm auch entzifferte Stele mit der Šine-Usu-Inschrift, die von Ramstedt „Inschrift aus Šire Usu“ oder „Selenginsker Stein“ genannt wurde, ist mit 50 Zeilen die umfangreichste aller uigurischen Inschriften und enthält einen bedeutenden Abschnitt über die Kriege der Uiguren mit den Türk-Khaganaten der Jahre 742–744. So enthält sie einige sehr wichtige Berichte über die militärische und politische Geschichte des uigurischen Staates, insbesondere für deren ersten Jahrzehnte. Die Bedeutung der in dieser Inschrift enthaltenen Informationen liegt in ihrem Schwerpunkt auf interne Ereignisse im uigurischen Staat, die in anderen parallel dazu niedergeschriebenen Quellen – das gilt auch für die chinesischen Annalen – nicht beschrieben sind. Die Inschrift diente den Gelehrten zur Rekonstruktion der Geschichte der alttürkischen und uigurischen Gesellschaften.
- Kara-Balgasun-Inschrift

Das uigurische Steinmonument wurde zur Erinnerung an die Taten der uigurischen Könige in der Hauptstadt Karabalgasun (mongol. Ordubalik) errichtet. Es wurde 1889 von N. M. Jadrinzew in 500 m Entfernung von den Palastruinen in Karabalgasun entdeckt und ist besonders dafür erwähnenswert, dass die Inschrift in drei verschiedenen Sprachen und Schriften verfasst ist (Alttürkisch oder Uigurisch in „Runen“-Schrift, Chinesisch und Sogdisch), wobei der in horizontalen Zeilen von „Runen“-Schrift geschriebene alttürkische Text stark beschädigt und nur zu einem geringen Teil lesbar ist, während die in vertikaler angeordneter Schrift verfassten anderen beiden Versionen in wesentlichen Teilen bis heute erhalten sind. Die Inschrift ist eine der wichtigsten Quellen für das Studium der Geschichte des uigurischen Steppenreiches (744–840) und des Manichäismus in China und Zentralasien, insbesondere weil viele der in der Inschrift aufgezeichneten historischen Ereignisse nur aus dieser Quelle bekannt sind.
Die Uiguren selbst haben drei offizielle Steinmonumente errichtet, neben der Šine-Usu-Inschrift und der Karabalgasun-Inschrift auch die von I. A. Jefremow südöstlich des Sevrey Somon entdeckte und 1948 erstmals bekanntgewordene Sevrey-Inschrift (möglicherweise auf das Jahr 763 zu datieren). Li zählt zu den von den Uiguren hinterlassenen Inschriften mit turkischer „Runen“-Schrift die Inschriften von Tes (errichtet 750; entdeckt 1915 von B. J. Wladimirzow, publiziert in der zweiten Hälfte des 20. Jahrhunderts), Tariat (= Terkh, = Terχin; errichtet 752–753), Šine-Usu, Kara-Balgasun (I und II) und Süüǰi (auch: Suği oder Sudži). Die Buchstaben der Tes-, der Terkh- und der Šine-Usu-Inschriften sind in der gleichen Weise eingraviert, in ihrer Form nahezu identisch und weisen ähnliche tamgas auf. Auch einige weitere Inschriften könnten als uigurisch zu betrachten sein.
Tschagataisch (Turkī)
Es liegen in arabischer Schrift geschriebene Manuskripte aus Ostturkestan in Turki (also in Tschagataischer Sprache) vor, die in verschiedenen Sammlungen wissenschaftlicher Einrichtungen und Bibliotheken verwahrt werden.

## 17. bis 19. Jahrhundert
Die Geschichte Xinjiangs wird ab dem 17. Jahrhundert komplizierter, als unterschiedliche Völker wie Uiguren, Mongolen, Tibeter und Sino-Mandschu um die Vorherrschaft in der Region rangen. Im frühen 17. Jahrhundert untergrub die an Einfluss gewinnende und aus einem Naqschbandīya-Orden in Samarkand stammende Familie K̲h̲wād̲j̲a die Autorität des noch bestehenden Tschagatai-Khanats und wirkte in der Praxis islamisch missionierend. In dem politischen Streit innerhalb der K̲h̲wād̲j̲a-Familie, die sich in einen Aktaghlik-Zweig (dt. etwa „Leute vom Weißen Berg“; in chinesischen Quellen „Weißkappen-Hui“) mit Sitz in Kaschgar und in einen Karataghlik-Zweig (dt. etwa „Leute vom Schwarzen Berg“; in chinesischen Quellen „Schwarzkappen-Hui“) mit Sitz in Yarkant aufgespalten hatte, verhalfen 1678 die Kalmücken-Mongolen in der Dsungarei dem Aktaghlik-Zweig zum Sieg über die rivalisierende Familienfraktion. Es kam zu einem wiedervereinigten Kaschgarien und somit zur Bildung eines islamischen theokratischen Staates, der allerdings ein Protektorat des mongolischen Reiches der Dsungaren darstellte. Dieser Umstand provozierte wiederum die Autorität der Sino-Mandschus in der Region und führte im 18. und 19. Jahrhundert zu schweren Konflikten zwischen diesen beiden Mächten. In der Mitte des 18. Jahrhunderts sollte schließlich der Qing-Kaiser Qianlong Xinjiang aus Sicherheitsgründen erobern, während sich die Qing-Kaiser jedoch keinen wirtschaftlichen Profit durch Xinjiang versprachen.

### Annexion durch das chinesische Reich der Qing um 1759
Die im Norden Xinjiangs gelegene Dsungarei verblieb bis zur Mitte des 17. Jahrhunderts noch unter der Kontrolle eines mongolischen Khanats. Das im südlichen Xinjiang gelegene Tarim-Becken wurde von der Regierung der Sino-Mandschus nun als Hui-p'u („islamische oder muslimische Region“) bezeichnet.
Die Dsungarei war seit Anfang des 17. bis zur Mitte des 18. Jahrhunderts ausschließlich von den Dsungaren (oder: Kalmücken-Mongolen) besiedelt. 1757 wurde die Dsungarei vom Chinesischen Reich annektiert. Infolge der Mandschu-Invasion unter den Qing im 18. Jahrhundert wurden die Mongolen im Norden Xinjiangs, wo sich das nach ihnen benannte dsungarischen Becken befindet, ausgelöscht. Qianlong war auch mit dem Mittel des Ethnozids vorgegangen und hatte zu einem bestimmten Zeitpunkt die Tötung aller im Kampf gefangenen körperlich tauglichen Dsungaren sowie die Versklavung all ihrer Frauen und Kinder befohlen, um die Identität der Dsungaren als Volk auszulöschen. Am Ende der Feldzüge war die gesamte dsungarische Bevölkerung von fast einer Million Menschen als Opfer von Massakern und Krankheiten und durch Flucht verschwunden. Rund 30 % des dsungarischen Volkes waren im Kampf und weitere 40 % an den Pocken gestorben, während 20 % zu den Russen und Kasachen geflohen und der Rest in die Steppe verschwunden war. Die von der Mandschu-Armee angeführten großen Massaker der Jahre 1755 und 1758 hatten durch die Entvölkerung des Landes den Weg freigemacht für eine chinesische Kolonisation. Um die feste Kontrolle zu behalten, bevölkerte die Mandschu-Regierung diese Region nun gezielt neu mit verschiedenen altaischen Völkern, darunter Muslimen aus dem Tarim-Becken, aus der Provinz Gansu und aus anderen chinesischen Gebieten. Schon bald übertraf die Anzahl der Chinesen die Überreste der Kalmücken. Durch die Umsiedlung von Uiguren aus dem Tarimbecken in die Dsungarei durch die Mandschu-Regierung bildete sich schließlich die ethnisch-vielfältge Zusammensetzung der Bevölkerung der Dsungarei aus.
Die endgültige Vernichtung der Dsungaren im Jahr 1756 brachte für die Qing nicht nur die Kontrolle über Nord-Xinjiang, sondern erleichterte ihnen in der Folge auch die Übernahme der Oasenstädte des Tarimbeckens durch die Vertreibung der dort herrschenden Eliten (die Makhdumzada-Hodschas) aus dem Tarimbecken. Diese von den Naqschbandīya abstammende Linie der Hodschas hatten seit Mitte des 16. Jahrhunderts häufig ihren Einfluss auf die großen Oasenstädte des Tarimbeckens ausgeübt, doch waren diese Städte dann mit dem Machtanstieg der Dsungaren nördlich des Tien Shan-Gebirges seit dem späten 17. Jahrhundert zunehmend unter Druck geraten. Als die Qing schließlich 1755 Kulja (Gulja), damals Hauptstadt der Dsungaren, eingenommen hatten, befreiten sie den von den Dsungaren festgehaltenen Hodscha-Bruder Burhan ad-Din, um mit ihm unter militärischer Unterstützung einen abhängigen Staat in den Städten des Tarimbeckens südlich des Tien Shan zu etablieren. Stattdessen erwies sich Burhan ad-Din als unbotmäßig gegenüber den Qing und proklamierte sich kurzerhand zum Herrscher des Tarimbeckens, worauf die Qing eine Militärexpedition in den Süden Xinjiangs entsandten und auf diese Weise schnell die großen Oasen wie Kaschgar und Yarkant eroberten. 1759 erfolgte die Annexion von Kaschgarien durch China. Die Oasenstädte Kaschgar und Yarkant gerieten somit 1759 unter Kontrolle der Qing-Truppen. Das bis dahin Hui-p'u genannte Tarim-Becken und die Dsungarei wurden nun von den Chinesen in Hui-chiang („muslimisches oder islamisches Herrschaftsgebiet“) umbenannt. Nach den letzten Schlachten zwischen den indigenen Turkvolk-Muslimen und den Mandschu-Invasoren im Jahr 1759 wurde das uigurische Siedlungsgebiet Altishahr Teil des in China verorteten Qing-Reiches, wo es in unpassender Weise in einer gemeinsamen Verwaltungseinheit mit der Steppenheimat der inzwischen ausgestorbenen Dsungaren als Xinjiang (dt. „neues Herrschaftsgebiet“) verbunden wurde. Trotz der Eroberung des uigurischen Gebietes und seiner erstmaligen Eingliederung in den chinesischen Staat 1759 durch die Mandschus gelang es diesen als regierende Qing-Dynastie nie, die Uiguren in China zu assimilieren. Das neue chinesische Territorium stellte eine erhebliche Belastung für die Ressourcen der Qing dar, deren Kaisern von ihren Beamten oftmals vergeblich der Rat gegeben wurde, Xinjiang wieder aufzugeben.
Die Qing-Herrschaft siedelte Kasachen, Uiguren, Han- und Hui-Chinesen sowie Xibe in den nördlich des zentralen Gebirges gelegenen Teil Xinjiangs um. Damit kam es erstmals zu einer tatsächlichen chinesischen Besiedlung, was für die Militärkolonien der Han- und Tang-Dynastien im Gebiet von Xinjiang nicht zugetroffen hatte, zumal es sich im Fall der Tang-Dynastie bei den „chinesischen“ Armeen im Westen ohnehin größtenteils um turkstämmige Menschen gehandelt hatte. Die Mitte des 18. Jahrhunderts begonnene Auswanderung ethnischer Chinesen nach Xinjiang hielt in der Folge recht stetig an; und obwohl sie von beträchtlichen Perioden des Erliegens oder der Umkehr des Migrationsflusses unterbrochen wurde, kann der gesamte Zeitraum seit der Qing-Eroberung bis heute in dieser Hinsicht als Einheit betrachtet werden.
Dabei durften sich die Han- und Hui-chinesischen Siedler in der Qing-Ära jedoch nur nördlich der Berge niederlassen, nicht aber im Süden des Gebiets. Gleichzeitig lag der Siedlungsschwerpunkt der uigurischen Bevölkerung hauptsächlich im und um das Tarimbecken herum. Zusätzlich kamen Qing-Beamte und Militärangehörige nach Xinjiang, womit der Bevölkerung mongolische, mandschurische und chinesische Elemente hinzugefügt wurden. Eine Volkszählung der ethnischen chinesischen Siedler (darunter Han- und Hui-Chinesen) in den beiden in Xinjiang gelegenen Präfekturen Zhenxi und Dihua (Ürümqi), bei denen es sich um die am intensivsten von Chinesen besiedelten Gebiete der Region handelte, ergab im Jahr 1787 eine Anzahl von 114.348 Menschen. Anhand von Gazetteer-Daten von 1803 kam der Wissenschaftler Wang Xilong zu der Schätzung, dass „über 155.000“ Chinesen Land auf der „Nordroute“ (Beilu) urbar machten, also in einem Gebiet, das den Nordosten von Xinjiang von Barkol bis Ürümqi umfasste, dazu die vielen Siedlungen nördlich von Ürümqi, sowie Jinghe, Kur Kara Usu, das Ili-Gebiet und Tarbaghatai (Tacheng). Da Han und Hui-Chinesen sich zu dieser Zeit nicht dauerhaft in den Städten des Tarim-Beckens niederlassen durften und nicht mehr als einige Hundert chinesische Kaufleute im Süden lebten, kann Wangs Anzahl von 155.000 Chinesen als Schätzung für die chinesischen Bevölkerung in Xinjiang zu Beginn des 19. Jahrhunderts angesehen werden (Chinesen in Hami, Turpan und etwaige Einwohner Ürümqis, die keine Landwirtschaft betrieben, nicht inbegriffen). Eine Volkszählung der Uiguren unter den Qing ergab im Jahre 1818 63.767 uigurische Haushalte in den Oasenstädten des Tarimbeckens wie Kaschgar, Yarkant, Hotan, Ush (Uqturpan), Aksu, Sairam, Bai, Korla, Bugur, Kuqa sowie in Ili, woraus sich eine Anzahl von 320.000 Uiguren schätzen lässt, wenn für jeden Haushalt fünf Mitglieder berechnet werden. Da zu dieser Zeit nur wenige Uiguren in Ürümqi und in den neuen Siedlungen der Nordroute lebten, kann diese Anzahl von 320.000 als Schätzung für die uigurische Bevölkerung in Xinjiang im frühen 19. Jahrhundert angesehen werden (Uiguren in Hami und Turpan nicht inbegriffen). Zusätzlich verfügten die Qing in Xinjiang über ein Amts- und Militärpersonalstärke von 42.000 Mann, von denen die Hälfte Manschu- und mongolische und der Rest chinesische Bannermänner waren. Bei Gegenüberstellung dieser geschätzten Zahlen ergibt sich ein geschätztes Bevölkerungsverhältnis in der Zeit der Qing-Herrschaft zu Beginn des 19. Jahrhunderts, bei dem sich die Gesamtbevölkerung von 517.000 Menschen zu 62 % (320.000) aus Uiguren, zu 30 % (155.000) aus ethnischen Chinesen (Han- und Hui-Chinesen) und zu 8 % (42.000) aus Qing-Beamten (verschiedene andere Minderheiten einschließend) zusammengesetzt hätte. 1820 kam aus der Qing-Verwaltung der förmliche Vorschlag zur Kolonisierung Xinjiangs, indem die Strategie aufzugeben sei, „Barbaren“ durch „Barbaren“ regieren zu lassen und stattdessen in Xinjiang investiert werden müsse, indem Kanäle und Windschutz errichtet werden und Xinjiang mit han-chinesischen Bauern und Mandschu-Bannereinheiten oder Soldaten besiedelt werden solle. Auch in der Zeit nach den Qing sollten die Einstellungen der chinesischen Führung zur Entwicklung Xinjiangs weitgehend unverändert bleiben. Historisch betrachtet kann das Konzept der im Jahr 1999 gestarteten „Go-West-Strategie Chinas“ somit als auf die Qing-Dynastie zurückgehend angesehen werden.
Während es in den 1750er Jahren zur Verbündung der Qing mit den Uiguren zur Eroberung der Dsungaren in Ostturkestan gekommen war, sollte das Qing-China ein Jahrhundert später, um 1876, beginnen, mit Angriffen tiefer nach Xinjiang hineinzustoßen. Die Qing betrachteten Xinjiang zu dieser Zeit als ausschlaggebende Region für die Herrschaft Chinas über ein Gebiet, an dessen Kontrolle auch Russland gleichermaßen interessiert war.
Zum Ende der Qing-Ära hatte sich die Verteilung der ethnischen Gruppen in Xinjiang komplexer ausgestaltet. Im Süden herrschten in der Tarim-Region weiterhin Uiguren vor, während in Turpan neben den Uiguren auch Hui- und Han-Chinesen zur dominierenden Bevölkerung gehörten. Im Norden wurde das Ili-Tal von Kasachen beherrscht, zusammen mit Uiguren, Hui- und Han-Chinesen, während in Ürümqi (bis 1954: „Dihua“) und dem umliegenden Gebiet sowohl Uiguren als auch Han-Chinesen lebten. In allen Städten der Region existierten zur Zeit der Qing-Herrschaft chinesische Garnisonen und Siedler, selbst bis nach Kaschgar hin. In dem Sinne, dass der chinesische Staat der uigurischen Bevölkerung nicht nur loyales Verhalten, sondern auch gefühlsmäßige Verbundenheit abverlangte, können Parallelen der späten Qing-Zeit mit dem gegenwärtigen Programm der Masseninternierung und Umerziehung der Uiguren in der VR China gesehen werden.

### Rebellionen und kurzlebige Staatsgründungen im 19. und 20. Jahrhundert
Es folgten im 19. Jahrhundert verschiedene muslimische Aufstände gegen die Mandschu-Herrschaft in Hui-chiang. Einige der zahlreichen Rebellionen der Altishahri verliefen vorübergehend recht erfolgreich. Im Laufe der 100 Jahre nach der Eroberung durch die Qing im Jahr 1759 sollen die Uiguren über 40 mal erfolglos gegen die chinesische Herrschaft der Qing rebelliert haben, bis sie schließlich in den 1860er Jahren nach einem erfolgreichen Aufstand ein unabhängiges Königreich gründen konnten. Häufig war das Zentrum des Widerstands und der Rebellion unter der chinesischen Herrschaft Kaschgar, wo auch die Hauptgarnision der Qing-Dynastie im Tarim-Becken verortet war, das nun in die von Ili aus regierte und „Xinjiang“ (dt. etwa: „neues Territorium“) genannte, größere Verwaltungseinheit eingegliedert war. Unter den Qing blieb der Sufi-Fraktionismus bestehen, und der verbannten, aber in Kaschgar Unterstützung genießenden Afaqi-Fraktion gelangen Überfälle und Aufstände aus dem benachbarten Ferghanatal heraus.

### Aufstand und „Emirat Kaschgar“ unter Jakub Beg (1865 bis 1877)
Unter der Führung des ursprünglich aus Kokand stammenden Militäroffiziers Jakub Beg entwickelte sich aus solch einer Rebellion ein unabhängiger Staat (auch Jetti-Schahrt genannt), der von 1865 bis 1877 Bestand hatte. Unter seiner Herrschaft litten die Berg-Tadschiken, von denen nach 1868 viele gewaltsam nach Kaschgar umgesiedelt wurden, weil sie dort leichter zu kontrollieren waren und nicht länger die Grenzsicherheit gefährden konnten. Während politische Ereignisse, Rebellionen und Kriege sonst nur vorübergehende Störungen darstellten, die sozialen Praktiken aber letztlich ungehindert fortbestanden, bildete die islamische Theokratie unter Jakub Beg davon eine Ausnahme. Allerdings stellten seine drastischen Maßnahmen zur Durchsetzung und Einhaltung des islamischen Rechts keinen Widerspruch zur lokalen Tradition dar und schufen zumindest in ideologischer Hinsicht im Gegenteil eher günstige Bedingungen für deren Fortbestehen. In der Zeit von 1862 bis 1875 bildete Kaschgar zunächst ein Zentrum der muslimischen Rebellion und wurde dann zur Hauptstadt unter Jakub Beg. Jakub war 1864 in den Nordwesten Chinas einmarschiert und hatte die antichinesischen Aufstände der muslimischen Einwohner militärisch und politisch nutzen können, um sich als Oberhaupt des Königreichs Kaschgarien zu etablieren. Er dehnte seinen Einflussbereich im Gebiet des heutigen Xinjiang nordwärts aus und erregte die Aufmerksamkeit des osmanischen Sultans, der ihm zum Emir von Kaschgarien ernannte. Die Russen wiederum nutzen die unruhige Situation, um Teile von Chinesisch-Turkistan und Xinjiang zu besetzen und schlossen mit Jakub 1872 einen Handelsvertrag. Ein Jahr später schlossen dann auch die Briten einen ähnlichen Vertrag mit Kaschgarien, um eine Pufferzone zu schaffen zwischen Indien und dem sich südwärts ausdehnenden russischen Reich. Diese beiden mit Russland und den Briten geschlossenen Verträge verliehen Kaschgarien de facto internationale Anerkennung. Laut Barbara A. West sollen die Briten 1876 eine Qing-Invasion des uigurischen Territoriums finanziert haben, weil sie die Ausdehnung des russischen Reiches in das damalige Ostturkestan fürchteten und stattdessen eine Rückeroberung des Territoriums durch die Chinesen bevorzugten. Die chinesische Invasion unter Zuo Zongtang verlief erfolgreich. Nach der Rückeroberung Xinjiangs durch die mandschurischen Regierungstruppen führten die Qing eine assimilatorische Politik zur Sinifizierung der Angehörigen von Turkvölkern in der Region ein. Die chinesische Herrschaft war jedoch von den Muslimen in der Region immer als Fremdherrschaft angesehen worden. Seit dem Sturz des Emirats von Jakub Beg wuchs der Nationalismus unter den türkischen Muslimen stark und sollte schließlich in Sezessions-Bewegungen münden.

## Uiguren in der Moderne

### Umwandlung zu einer chinesischen Provinz (ab 1884)
Die Qing-Dynastie begann nach der in den 1880er Jahren erfolgten Rückeroberung der Region eine „Zivilisierungsmission“, zu der auch die Ansiedlung von Han-chinesischer Bevölkerung gehörte. Eine konfuzianistische Elite, die die Kontrolle über die Region erlangt hatte, startete ein Programm, das türkischsprachige Muslime in chinesischsprachige Konfuzianer umzuwandeln sollte, um diese Bevölkerung und ihr Heimatland kulturell und politisch an das chinesische Reich anzuschließen. Zwar scheiterten die chinesischen Assimilations-Maßnahmen größtenteils, zeigten jedoch bereits das wachsende chinesische Interesse daran an, Kaschgar und Xinjiang nicht nur als strategische Protektorate zu kontrollieren, sondern sie auch dem eigentlichen China einzuverleiben. Anstatt dass aber eine Assimilierung bewirkt wurde, vertiefte sich die Spaltung zwischen den Gemeinschaften weiter, woraus eine tiefgreifende und bis in die Gegenwart anhaltende Entfremdung resultierte.
Sechs Jahre nach der Unterdrückung des Aufstands von Jakub Beg und drei Jahre nach der offiziellen Rückeroberung der gesamten Region durch die Qing 1881, reformierte die Mandschu-Regierung die Verwaltung der Region im Jahr 1884, um sie enger in die Verwaltung des gesamten Reichsgebiets zu integrieren, indem sie sie unter eine Art chinesische Provinzverwaltung mit der Bezeichnung „Hsin-chiang“ stellte, ein Name, der von den Qing für die Region bereits zuvor in weniger formal Form verwendet worden war. Von dieser Zeit an wurde Ostturkestan zu einer chinesischen Provinz mit offiziellem Status als solche. Die Chinesen hatten somit bis 1884 Xinjiang annektiert und ihren militärischen Sieg durch einen politischen Erfolg gefestigt.
Die Gesamtbevölkerung Ostturkestans wurde von T. D. Forsyth (1873) auf rund 1 Million und von A. N. Kuropatkin (1879) für „Kaschgarien“ auf 1,2 Millionen Menschen geschätzt, von denen laut Hermann Vámbéry die große Mehrheit den Turkvölkern angehörten, während „die fremden Nationalitäten durch Chinesen und Dunganen, richtiger Döngen, d. h. Bekehrte, Chinesen, die schon in den vergangenen Jahrhunderten den Islam annahmen, ferner durch Hindus, Tadschiks und Afghanen“ vertreten waren. F. Grenard (1898) schätzte die Bevölkerung der gesamten Provinz auf rund 2,5 Millionen, davon 800.000 in Kaschgar, 250.000 in Yarkant, 160.000 in Hotan, 80.000 in Keriya und 40.000 in Maralbashi.
Die Muslime Xinjiangs wurden am Anfang des 20. Jahrhunderts trotz ihrer peripheren geographischen Lage in zwei Katastrophenszenarien verwickelt. Zum einen in die Xinhai-Revolution von 1911 bis 1912, die zum Sturz der Mandschu-Dynastie in China und zum Ende des Chinesischen Reiches führte. Und zum anderen in den Ersten Weltkrieg. Der Sturz der Qing-Dynastie warf die Frage nach dem Status von Xinjiang als einer weit entfernt gelegenen Grenzregion, in der äußerst wenige Chinesen lebten, neu auf. Eine Verwicklung in den Ersten Weltkrieg entstand, indem der Blick Russlands auf Xinjiang angesichts der Verbindungen der Provinz sowohl zu Russland als auch zum Osmanischen Reich zunehmend misstrauisch wurde, als sich die Balkankriege von 1912 bis 1913 zum globalen Konflikt von 1914 auswuchsen. Der Ausbruch des Krieges erfolgte in der gleichen Zeit wie die Niederlage der chinesischen Republikaner in Xinjiang und der Aufstieg von Yang Zengxin und seinem antirevolutionären Regime in Ürümqi.

### Uiguren in der Ära der nationalistischen Republikaner (1911–1949)
Mit und nach dem Sturz des chinesischen Kaiserreiches der Qing-Dynastie im Jahr 1911 folgte eine fragile Regierung der nationalistischen Republikaner (1911–1949), die die Nachfolgeherrschaft über das Territorium der Qing übernahm. Während dieser Zeit stellte die Region Xinjing zwar noch immer nominell eine Provinz Chinas dar, wurde aber nur lose von han-chinesischen Gouverneuren kontrolliert, die in schwacher Beziehung zu den Zentralbehörden standen. In der Realität befand sich Xinjiang in einer chaotischen Verfassung, und die Provinzgouverneure führten die Region wie ihr eigenes kleines Feudalreich, spielten nun die Rolle unabhängiger Kriegsherren und hielten eigene Außenbeziehungen zu den benachbarten Staaten.
Der erste Provinzgouverneur der republikanischen Ära, Yang Zengxin, war zugleich Vertreter der seit über 1000 Jahren (zurückreichend bis in die Tang-Dynastie) ersten Generation Han-chinesischer Beamten, die die Nicht-Han-Grenzgebiete regierten, wo vorher stattdessen Mongolen und Mandschus eingesetzt worden waren. Während der folgenden vier Jahrzehnte der Republik in Xinjiang machten chinesische Gouverneure nun zum Regieren vollen Gebrauch von Vermittlern, die von ihnen abhängig waren, darunter tatarische Expatriaten, Mandschu-Bannermänner (Solon und Sibe), weiße russische Soldaten, der muslimische Prinz von Hami, mongolische und kasachische Fürsten und Häuptlinge, turkvölkische Begs und Hui-Soldaten, also chinesischsprachige Muslime. Bevor die Zentralregierung die Kontrolle in Xinjiang in den 1940er Jahren wieder übernehmen konnte, bestand das Ziel der Han-Gouverneure der republikanischen Ära darin, die traditionell auf Peking gerichtete Loyalität dieser Vermittler weg- und hin auf die Verwaltung in Ürümqi zu leiten. Yang und seine Nachfolger wollten in religiösen, kulturellen, wirtschaftlichen oder politischen Fragen die Rolle von Schiedsrichtern über die Angelegenheiten ihrer abhängigen Vermittler einnehmen, deren wichtige Funktion bei der Vermittlung der Han-Herrschaft unter ihren Untertanen sie anerkannten. Yang betrachtete die Ausweisung Xinjiangs als Provinz im Jahr 1884 als Fehler und versuchte eine Grundlage für einen institutionalisierten Unterschied von Xinjiang wiederherzustellen, das er als ein von den inneren chinesischen Provinzen sich unterscheidendes Land ansah. Dazu wollte er die halbautonomen Ämter entfernen, die traditionell von Vertretern aus Peking besetzt wurden und die zentralisierungs- und integrationsorientierten Bemühungen des späten Qing-Staates auf Xinjiang ausdehnt hätten. An ihrer Stelle besetzte Yang seine Provinzbürokratie mit aus der Qing-Zeit berufserfahrenen Han-Beamten des Nordwestens. Mit ihnen schuf er eine neue Berufskaste nach dem Vorbild der innerasiatischen Eroberungselite. Während Yang konsequent eine konservative ethno-elitäre Plattform förderte, unterdrückte er gleichzeitig unverzüglich sämtliche nationalistischen Plattformen, einschließlich derer, die „die gelbe Rasse“ achteten.
Eine in den Jahren 1940 bis 1941 durchgeführten Bevölkerungserhebung der Provinzialregierung Xinjiangs ergab eine Gesamtbevölkerung von 3.730.051 Einwohnern für die Provinz. Dreiviertel dieser Bevölkerung lebten der Erhebung zufolge im Tarimbecken, dessen Bevölkerung wiederum zu 95 % aus Uiguren bestand, während Chinesen 1 %, Kasachen ein weiteres Prozent und sonstige Ethnien die restlichen 3 % der Bevölkerung im Tarimbecken stellten. Im Gegensatz zu der weitgehend homogenen Bevölkerung des Tarimbeckens mit seiner starken Dominanz an Uiguren war das nördliche Xinjiang ethnisch-vielfältiger und vorwiegend von Kasachen besiedelt. Die Uiguren des Tarimbeckens machten dabei 91 % der Gesamtbevölkerung an Uiguren in Xinjiang aus, während 5 % der Uiguren in Ürümqi lebten (und dort 35 % der Bevölkerung stellten, während dort Chinesen 36 %, Kasachen 12 % und sonstige Ethnien 17 % ausmachten), weitere 3 % in Gulja (entsprach 24 % der dortigen Bevölkerung, während Kasachen 36 %, Chinesen 6 % und sonstige Ethnien 34 % ausmachten) und schließlich 1 % in Tacheng (entsprach 6 % der dortigen Bevölkerung, die zu 54 % aus Kasachen, zu 16 % aus Chinesen und zu 24 % aus sonstigen Ethnien bestand). Das Ili-Gebiet war somit in etwa zu gleichen Teilen von Uiguren, Hui-Chinesen und Kasachen bewohnt, während Ürümqi gleiche Anteile an Uiguren und Han-Chinesen aufwies. Zu den sonstigen nicht-chinesischen Ethnien Xinjiangs gehörten zu dieser Zeit Kirgisen, Kalmücken, Tadschiken und Tungusen. Anders als bei den in Oasen lebenden und hauptsächlich landwirtschaftlich tätigen Uiguren handelte es sich bei den Kasachen, Kirgisen und Kalmücken um nomadisierende Hirten, wobei die Kasachen für ihre Reitkünste berühmt waren. Obwohl die ethnischen Chinesen nur eine Minderheit von 5 % (Han-Chinesen) und 2,5 % (Hui-Chinesen) in Xinjiang beziehungsweise 1 % (Chinesen) im Tarimbecken stellten, handelte es sich bei ihnen um die herrschende ethnische Gruppe, die sowohl die Bürokratie als auch die Streitkräfte dominierte. Sie waren zumeist landwirtschaftlich tätig, teilweise aber auch im Geldverleih und Karawanenhandel.
In der ersten Hälfte des 20. Jahrhunderts beförderten die in Kontakt mit der Türkei und den Tataren Russlands stehenden lokalen Eliten den panturkistischen Reformismus, der sich erstmals ideologisch in den antikolonialen Bewegungen Xinjiangs niederschlug. Während dieser Phase, als die chinesische Macht in ihrem Zentrum geschwächt war und Großmächte wie Großbritannien und Russland die verschiedenen politischen Fraktionen zugunsten ihres eigenen Einflusses gegeneinander auszuspielen versuchten, kam es in Xinjiang zwei Mal zur Gründung einer unabhängigen Republik.

### Erste Republik Ost-Turkestan (1933–1934)
1931 führte Hodscha Niyaz (K̲h̲wād̲j̲a Niyāz Ḥād̲j̲d̲j̲ī) eine Rebellion mit dem Ziel an, das Land durch Gründung einer „Türkisch-Islamischen Republik Ostturkestan“ zu befreien. Diese Republik (im Englischen manchmal Turk Islamic Republic of East Turkistan, abgekürzt: TIRET) wurde von den Emiren von Hotan und von antikommunistischen Pan-Turkisten geführt und hatte ihren Schwerpunkt in den Gebieten von Hotan und Kaschgar. Hauptstadt dieser kurzlebigen Islamischen Republik Ostturkestan (1933–1934) war Kaschgar, das im Chaos der 1930er Jahre erneut als ein Zentrum des Widerstands gegen die chinesische Herrschaft fungierte. Intellektuelle aus der Region Kaschgar spielten in der ersten Hälfte des 20. Jahrhunderts eine besonders tragende Rolle bei der Verbreitung neuer Denkweisen wie dschadidistische Reformbewegung, Ethnonationalismus, Pan-Turkismus und dem Islamischen Fundamentalismus. Auf Kaschgar und Ili konnten sich Exilanten aus Xinjiang in der Sowjetunion beziehen, die diese politische und intellektuelle Arbeit teilweise noch energischer betrieben. Zu den revolutionären Initiativen in Kaschgar gehörten die frühen reformistischen Grundschulen und die erste Druckpresse im Tarim-Beckens. Dieser von Kaschgar aus regierte Staat war auch als „Republik Uiguristan“ bekannt. Auf einigen ihrer Münzen hatte sich die Ostturkestanische Republik 1933 als „Islamische Republik Uiguristan“ bezeichnet. Die Bezeichnung der Islamischen Republik Ostturkestan als „Republik Uiguristan“ spiegelte die zunehmende Verwendung des Ethnonyms „Uiguren“ wider, mit dem aus dem Tarim-Becken stammende, sesshafte Türken identifiziert wurden.
Die Bewegung wurde durch sowjetische Intervention zur Unterstützung des chinesischen Provinzstatthalters im Juli 1934 niedergeschlagen, und es wurde eine grausame Kampagne von Massakern an Muslimen gestartet. Die Regierung von Sheng Shicai, dem nach Yang Zengxin (1912–1928) und Jin Shuren (1928–1933) dritten Provinzherrscher Xinjiangs (1933–1944) der republikanisch-chinesischen Phase, um 1934 bereits seine Kontrolle in Kaschgar gefestigt hatte und die Bezeichnung als „uigurisch“ unterstützte, etablierte das von der Ostturkestanischen Republik verwendete Ethnonym „Uiguren“ bald auch offiziell von chinesischer Seite. Hodscha Niyaz stieg zum nominellen Provinzführer auf.
Die im Gebiet von Kaschgar von 1928 bis 1937 stattfindende muslimische Rebellion konnte zwar letztendlich vom Provinz-Kriegsherrn Sheng Shicai mit sowjetischer Hilfe unterdrückt werden, doch wurde die Kontrolle durch die chinesische Zentralregierung erst 1943 wiederhergestellt. Die Massentötungen nach der Unterdrückung der Bewegung im Jahr 1934 hielten die Muslime in der Region nicht davon ab, die Waffen erneut gegen die chinesische Herrschaft und den sowjet-russischen Druck zu ergreifen. 1937 kam es zu einer Rebellion (Sabīl Allāh) unter Führung von ʿAbd Allāh al-Niyāz und Kichik Akhund, die jedoch ebenfalls scheiterte. Einer weiteren Rebellion im Jahr 1940 gelang unter Führung von ʿUt̲h̲mān Batūr zwar der Sieg gegen die Sowjet-Russen, doch wurde auch sie 1943 niedergeworfen, diesmal von Truppen der chinesischen nationalistischen Regierung.

### Zweite Republik Ost-Turkestan (1944 bis 1949)
Trotz des Scheiterns der früheren Rebellionen kam es in der Folge zu einer weiteren Zunahme von türkischem Nationalismus und Sezessionsbewegung. Ein Aufstand im Gebiet des Ili-Tals im November 1944 führte zur Gründung der „Republik Ostturkestan“ (S̲h̲arḳī Türkistān Ḏj̲umhūriyyati). Zwar handelte es sich hierbei vor allem um eine von der kasachischen und uigurischen Bevölkerung betriebene Bewegung, doch wurde sie später in beträchtlichem Umfang von Nicht-Muslimen unterstützt. Von 1944 bis 1949 wurde diese Republik (im Englischen East Turkistan Republic, abgekürzt: ETR) von den Sowjets unterstützt und stützte sich auf die drei nördlichen, an der Grenze zur Sowjetunion liegenden Bezirke von Xinjiang. Erster Präsident war Elihan Tore (ʿAlī K̲h̲ān Türe), ein usbekischer ʿālim. Das Hauptziel der Republik Ostturkestan lag laut Erklärung vom 5. Januar 1945 in der Schaffung eines multinationalen demokratischen Staates mit Religionsfreiheit. Offenbar wurde der Islam nicht als offizielle Religion der Republik angenommen. Dennoch hatte die Bewegung eine turko-islamische Ausrichtung, da der Islam als Grundlage für die Einheit innerhalb der Muslime in der Republik fungierte, die Dreiviertel der Bevölkerung ausmachten. Aufgrund verschiedener Einflüsse konnte sich die Ostturkestanische Republik lediglich drei Jahre halten.
Die beiden kurzen Perioden der Unabhängigkeit der Uiguren oder ihres Siedlungsgebietes Altishahr in den Jahren 1933–1934 und 1944–1949 endeten somit jeweils mit der Rückeroberung des Territoriums durch die Chinesen, trotz der Schwächung Chinas in der chaotischen republikanischen Phase und in beiden Fällen mit Hilfe der Sowjetunion. Die türkisch-nationalistische Geisteshaltung jedoch, für die sich die Befürworter der Republik Ostturkestan einsetzten, hält bis in die Gegenwart an.
Nach der Chinesischen Revolution im Jahr 1949 blieb zunächst unklar, unter welche Herrschaft die Region Xinjiang fallen würde. Statt beispielsweise wie die Mongolische Volksrepublik als unabhängiger Satellitenstaat in den Einflussbereich der Sowjetunion zu geraten, wurde sie jedoch schließlich mit der Volksrepublik China (VR China) zusammengelegt.

### Flaggen
Von den mindestens sechs verschiedenen Flaggen der Warlords (zwei mit Schahāda, zwei rot-gelb mit Stern, blau oder rot mit Halbmond) gilt die hellblaue Flagge nach dem Vorbild der Türkei noch heute nationalistischen Uiguren als Identifikationssymbol. Auch Logo und Flagge der im Jahr 2003 aufgelösten China Xinjiang Airlines sind daran angelehnt und zeigen eine Form eines (seitenverkehrten) Halbmonds auf blauem Grund mit einem blauen Kranich.

Version mit Schahāda
Halbmond-Variante 1 nach dem Vorbild der Flagge der Türkei
Halbmond-Variante 2
Flagge der Republik China (alt), der weiße Streifen verkörpert Chinas Muslime (Uiguren und Hui)
Sheng Shicais erste Flagge, in chinesischem Rot-Gelb

### Aufnahme in die VR China und Auswirkungen auf die uigurische Gesellschaft seit 1949

#### Historisches Vorfeld

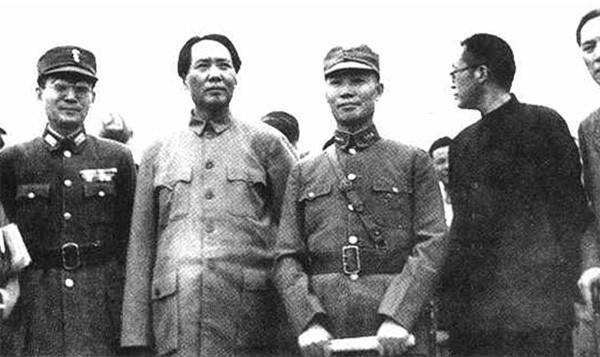
Mao Zedong und Zhang Zhizhong (11. Oktober 1945)

In ähnlicher Weise, wie die Sowjetunion aus den heterogenen Gebieten des russischen Zarenreiches gebildet worden war, erbte die Volksrepublik China (VR China) die meisten vom Mandschu-Reich der Qing-Dynastie vor dessen Zusammenbruch (1911) eroberten Gebiete.
Bevor die Kommunistische Partei Chinas (KPCh) im Jahr 1949 die volle Kontrolle über China übernommen hatte, bestand die Erwartungshaltung vieler Uiguren im baldigen Erreichen ihrer vollständigen politischen Unabhängigkeit in Xinjiang. Diese Erwartung war sowohl von Mao Zedongs Äußerungen ein Jahrzehnt zuvor entsprechend genährt worden als auch von Xinjiangs letztem Gouverneur unter den Nationalisten (Kuomintang, kurz: KMT), Zhang Zhizhong, der in der Öffentlichkeit über die mögliche „Entkolonialisierung“ der Region nach dem Vorbild Indiens und der Philippinen gesprochen hatte.

#### Frühe Jahre der KPCh-Herrschaft (1949–1957)
Nach Gründung der Volksrepublik China jedoch wurden die Uiguren von den KPCh-Funktionären aufgefordert, sich mit der Autonomie zufriedenzugeben, die im Sinne einer „Kontrolle über ihre eigenen Angelegenheiten“ beschrieben wurde. Mao Zedong selbst sah in der Entwicklung Xinjiangs großes wirtschaftliches Potenzial für China und sagte später:

“We say China is a country vast in territory, rich in resources and large in population; as a matter of fact, it is the Han nationality whose population is large and the minority nationalities whose territory is vast and whose resources are rich ...”

„Wir sagen, China ist ein Land mit riesigem Territorium, reichen Ressourcen und großen Bevölkerungen; aber tatsächlich ist es die Han-Bevölkerung, die groß ist, und es sind die Minderheiten-Nationalitäten, deren Territorium riesig und deren Ressourcen reich sind ...“

So wurde auch die gesamte Region Xinjiang in den zur Zeit des Untergangs des Qing-Reiches geltenden Grenzen – also einschließlich der uigurischen Mehrheitsregionen im Tarim-Becken, im Ili-Tal und in den nördlichen Oasen – nach der kampflosen Kapitulation der chinesischen nationalistischen Regierung in Xinjiang gegenüber der weit überlegenen Armee der Kommunisten im Chinesischen Bürgerkrieg mit Billigung der Sowjets von der am 1. Oktober 1949 gegründeten Volksrepublik China einverleibt, während die Führung der Republik Ost-Turkestan – vermutlich unter sowjetischem Druck – einer Aufnahme in die KPCh zugestimmt hatte. Um ihre Ziele für das gesamte Territorium in den Grenzen des alten Qing-Reiches umsetzen zu können, nahm die KPCh die veränderungswilligen Eliten auf und formte die sozialen Bewegungen der vergangenen Jahrzehnte für ihre eigenen Bedürfnisse um. 1955 versuchte die chinesische Regierung ihren Rückhalt in der turksprachigen Bevölkerung in dem Gebiet zu stärken, als sie Xinjiang mit der Betitelung „Uigurisches Autonomes Gebiet Xinjiang“ versah, doch war die Verwaltung der Region in der Praxis weder uigurisch noch tatsächlich autonom. Peking bediente sich dabei zunächst der assimilierungswilligen Eliten Xinjiangs, die es zu jeder Zeit der chinesischen Herrschaft gegeben hat. Es waren Muslime aus Xinjiang, die die revolutionäre Literatur Maos und seiner Genossen ins Arabische, Türkische und Persische übersetzten und im Ausland verbreiten halfen.
Andererseits trat die KPCh in Konflikt mit alten historisch verwurzelten Institutionen, die sich bis dahin weitgehend unbeschadet hatten halten können wie Moscheen mit Landbesitz oder unabhängige Richter. Als einen der ersten Eingriffe nahm die chinesische Herrschaft der Mao-Ära die Abschaffung des islamischen Rechtssystems vor, das in der Qing- und in der republikanischen Ära parallel zum staatlichen Rechtssystem bestanden und sich mit Zivil- und geringfügigen Strafangelegenheiten befasst hatte. Zügig wurde auch 1950 eine sich nachhaltig auswirkende Landreform durchgeführt, durch die Bauern, die gepachtetes Land bestellt hatten, nun Landbesitz erlangten, während die früheren Landbesitzer (poméshchik) enteignet und ihre Familien durch Zuweisung einer sozialen Klasse als „lokale Despoten“ stigmatisiert wurden. Zu den verschiedenen wirtschaftlichen und politischen Zielen der Landreform in der Anfangszeit der VR China gehörte auch die Entmachtung der in der Regel aus sogenannten Grundbesitzern bestehenden lokalen Eliten. Die Landreformen sollten durch Senkung der Pachten und die Neuverteilung des Landes die Mobilisierung der ärmeren Bauern gegen die lokalen Eliten bewirken und der kommunistischen Partei die Unterstützung der ärmeren Gesellschaftsschichten sichern. Arbeitsgruppen der Volksbefreiungsarmee (VBA) führten neben der 1950 begonnenen Landreformbewegung in Xinjiang Prozesse und Kampftreffen gegen „lokale Despoten“ und die in uigurischen Gebieten ebenfalls bedeutende Ländereien besitzenden islamischen Einrichtungen durch.
Der Staat nahm unter kommunistischer Führung eine zentrale Rolle in der uigurischen Gesellschaft ein, trieb Veränderungen maßgeblich voran und setzte eine die Anstrengungen von Sheng Shicai weit übertreffende bürokratische Durchdringung durch. Die Volksrepublik China begann bald damit, das zuvor von der Sowjetunion begründete und in geringerem Maßstab sowohl von Sheng Shicai als auch von der Zweiten Republik Ost-Turkestan betriebene Management der uigurische Kultur fortzuführen. Forscher bereisten die Region zur Ansammlung von uigurischer „Folklore“.
Bis einschließlich 1957 brachte die Herrschaft der VR China viele Verbesserungen gegenüber der vorangegangenen chaotischen republikanischen Ära mit deren Kriegsführung und ständigen Ausgabe neuer Inflationswährungen.
Zwar war die VR China energisch bei der Durchsetzung ihrer Hauptziele vorgegangen, zu denen neben der Bekämpfung des bewaffneten Widerstands und dem Aufbau der Partei- und Regierungsstruktur auch die Landreform, die Erschließung neuer landwirtschaftlichen Flächen sowie die Kontrolle der islamischen Institutionen gehörten. Doch hatten die vermutlich die Mehrheit der uigurischen Bevölkerung stellenden Bauern durch die Landreform mehr ökonomische Eigenständigkeit erhalten. Auch hatte es die chinesische Führung in den frühen 1950er Jahren vermieden, mit ihrer Politik die kulturellen Unterschiede der Han-Chinesen zu den Turkvölkern und anderen Nationalitäten in Xinjiangs zu stark hervorzuheben. Die KPCh rief Kampagnen gegen „Han-Chauvinisim“ ins Leben, die die Einbeziehung indigener Völker wie die Uiguren in Entscheidungspositionen propagierten, für die bis dahin Han-Beamte privilegiert waren. Die Bevölkerung konnte ihr aus der Qing-Zeit gewohntes Alltags- und Familienleben fortführen. Mao selbst kritisierte in den 1950er Jahren wiederholt den Han-Chauvinismus und stellte die VR China als multiethnische Nation dar.

#### Ära der Kulturrevolution (1957–1978)
Während die kommunistische Führung in den ersten Jahren ihrer Herrschaft in Xinjiang Reformen noch zunächst mit einiger Zurückhaltung betrieb, wurden die Uiguren in den späten 1950er Jahren denselben radikalen und leidensvollen Veränderungen ausgesetzt wie die Bevölkerung im übrigen China. Es begann eine Ära, in der Mao den Klassenkampf als Leitmotiv in den Vordergrund stellte. Die maoistische Politik wechselte nun zwischen Perioden mit wirtschaftlichem Chaos (im Großen Sprung nach vorn) und solchen mit wirtschaftlichen, politischen und militärischen Chaos (in der Großen Proletarischen Kulturrevolution). Diese Phase war von einem streng kommunistischen und fremdenfeindlichen Klima geprägt, das sich gegen Kulturelemente richtete, die als „feudal“ angesehen wurden oder von der als sozialistisch erachteten Norm abwichen.

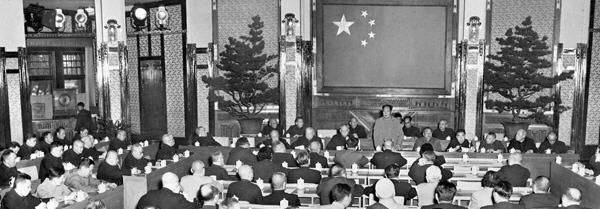
Mao Zedong bei der Verkündung der Hundert-Blumen-Bewegung (2. Mai 1956). Der Kritik an Partei und Regierung einfordernden Hundert-Blumen-Bewegung folgte nach dem Entsetzen der chinesischen Führung vor dem Ausmaß der öffentlichen Kritik umgehend die repressive Anti-Rechts-Kampagne. Beide Kampagnen legten die Unzufriedenheit der Uiguren mit der Herrschaft der Han-Chinesen in Xinjiang offen.

Nachdem Mao 1956 für kurze Zeit der Meinungsfreiheit durch die landesweite Kampagne der Hundert-Blumen-Bewegung mehr Raum gegeben hatte, um durch Aufruf zu öffentlicher Kritik an der Partei und der Regierung die Ursachen für das schleppende Wirtschaftswachstum zu ergründen und Partizipation des „Volkes“ zuzulassen, war die chinesische Führung von Umfang und Vehemenz der Reaktion auf die Hundert-Blumen-Bewegung entsetzt und startete unmittelbar darauf die Anti-Rechts-Kampagne, in deren Verlauf über 1.000 uigurische Beamte Säuberungen wegen „lokalem Nationalismus“ oder vermeintlicher Verbindung mit der Sowjetunion zum Opfer fielen. Sowohl die Berichterstattung über die Hundert-Blumen-Bewegung als auch diejenige zur Anti-Rechts-Kampagne hatte den KPCh-Behörden in Xinjiang die unter der Nicht-Han-Bevölkerung weit verbreitete Unzufriedenheit mit der Nationalitätenpolitik und mit der realen Umsetzung der Xinjiang versprochenen „Autonomie“, in der Han-Chinesen die tatsächliche Macht innehatten, enthüllt. Die Anti-Rechts-Kampagne ebnete in Xinjiang daraufhin den Weg für die willkürliche Politik der Mao-Ära und erfolgte im Verein mit der Kampagne der Religionsreform, die zum völligen Abbau uigurischer religiöser Einrichtungen und Praktiken führte.
Gefolgt wurde die anti-religiöse Kampagne vom Großen Sprung nach vorn (1958–1962), der zu ökonomischen Katastrophen und oftmals zu Hunger oder Hungersnot führte. Vor dieser Hungersnot flohen 1962 etwa 50.000 nomadische Kasachen, Kirgisen und Uiguren mit ihren Pferden in die Sowjetunion. Darüber hinaus brachte der Große Sprung auch die Zerstörung der uigurischen Sozialstrukturen mit sich. Die Kollektivierung belastete die Organisation der Haushalte und verhinderte mit der gemeinsamen Zubereitung von Mahlzeiten bedeutende Alltagsroutinen und Bräuche der Gastfreundschaft. Die Umwälzungen des Großen Sprungs und der Kulturrevolution (1966–1976) veränderten die uigurische Gesellschaft auf fast allen Ebenen. Diese Umbrüche wurden zentral und hauptsächlich von Han-Chinesen vorangetrieben, doch waren die Uiguren davon besonders stark belastet, weil von ihnen zum einen wie von der übrigen chinesischen Bevölkerung gefordert wurde, Maos sozioökonomische Visionen umzusetzen, sie aber zum anderen einer offen assimilatorischen Agenda der Behörden in Xinjiang ausgesetzt waren, die auf eine Lösung der „Nationalitätenfrage“ durch Anpassung der Uiguren an chinesische kulturelle Normen abzielte.
Ende der 1950er Jahre wurde die uigurische Sprache formalisiert und mit einer neuen lateinischen Schrift (genauer: Pinyinisierung der Schrift) versehen. Mit der Abwendung von den kyrillischen Schriften und der stattdessen erfolgten Einführung neuer Schriftsysteme für in Xinjiang lebende Turkvölker reagierte die chinesische Führung 1960 auf die inzwischen erfolgte Abkühlung der chinesisch-sowjetischen Beziehungen. Ziel der KPCh war es dabei, kulturelle Unterschiede sowohl zu berücksichtigen als auch unter Kontrolle zu halten. Der Kontakt der Uiguren in China zu den Turkvölkern in der Sowjetunion sollte gekappt, die Einführung chinesischen Vokabulars in Turksprachen erleichtert und somit die „Fusion und Assimilation“ von Minderheiten in die chinesische Mehrheitsgesellschaft vorangetrieben werden.
Zur Zeit ihrer intensivsten Ausprägung mit Umbau der Moscheen zu Parteibüros und Verbot religiöser Texte hatte die Kulturrevolution die öffentliche Ausübung islamischer Bräuche fast unmöglich gemacht. Trotz der formalen Autonomie und Religionsfreiheit wurde und wird vor allem der der kommunistischen Ideologie feindliche Islam, dem die meisten der Uiguren angehören, stark überwacht und ist Restriktionen ausgesetzt: so dürfen Schüler, Beamte und generell unter Achtzehnjährige keine Moschee besuchen. Die Regierung begründet dies mit der Befürchtung, dass sich in den Moscheen Zentren des separatistischen/fundamentalistischen Widerstandes bilden könnten.

#### Demographische Sinisierung Xinjiangs
Eine weitere Folge der Politik der Mao-Ära ist ein massiver demographischer Wandel insbesondere im Norden Xinjiangs, indem die kommunistische Regierung ab 1953 in Wellen die Masseneinwanderung von Han-Siedlern nach Xinjiang forcierte, um die Region zu sinisieren und unter Kontrolle zu halten, wobei sich die Han-Bevölkerung Xinjiangs durch Zustrom von Han-Siedlern und Flüchtlingen aus dem inneren China zum Beispiel in der Zeit von 1953 bis 1964 verzehnfachte.
Die Mehrzahl Xinjiangs Han-chinesischer Immigranten der 1950er bis 1970er Jahre wurden vom Aufbaucorps Bingtuan umgesiedelt und erhielten auch Arbeit im Aufbaucorps, das während der meisten Zeit der Mao-Ära über 25 % der Wirtschaftsleistung Xinjiangs ausmachte, große Mengen neuen Landes bewirtschaftete und zur Verdopplung (zwischen 1955 und 1960) beziehungsweise fast zur Verdreifachung (zwischen 1949 und 1961) der landwirtschaftlichen Anbaufläche Xinjiangs beitrug. Die zum Aufbaucorps Bingtuan gehörende Bevölkerung in Xinjiang wuchs durch den Han-chinesischen Migrationszustrom von 200.000 (1954) und 300.000 (1957) in den 1950ern auf 500.000 bis 600.000 im Jahr 1966. Aufbaucorps Bingtuan vermittelte aber auch den massiven Han-chinesischen Migrantionszustrom nach Xinjiang (1959 und 1960 jeweils mehr als 800.000, 1961 mehr als 600.000) in der Hungerzeit während des „Großen Sprungs nach vorn“ sowie während der „Kulturrevolution“ in den Jahren 1965 bis 1967 (1,6 Millionen). Zudem sollen nach Angaben von 1975 im Rahmen von Maos Politik des „Hinuntersendens“ (xiafang / 下放) 450.000 Stadtjugendliche nach Xinjiang angesiedelt worden sein und somit mehr als in die meisten anderen Regionen Chinas. Als ihre Zentrale wurde die neue Stadt Shihezi durch den Aufbaucorps Bingtuan erbaut. Während aber rund zwei Millionen Han-chinesische Siedler nach Xinjiang strömten, flohen Zehntausende Uiguren und Kasachen in die Sowjetunion und nochmals Tausende nach Afghanistan.

#### Geburtenkontrolle
Die Uiguren waren zwar, wie alle Minderheiten in der VR China, im Gegensatz zu den Han-Chinesen von der „Ein-Kind-Politik“ ausgenommen, wurden aber dennoch per Geburtenkontrolle (Geburtenziffer) behördlich reglementiert. Städtischen Uigurinnen waren maximal zwei und ländlichen drei Kinder gestattet zu gebären, aber auch diese nur mit einer behördlichen Spezialgenehmigung. Dabei übten die chinesischen Behörden Druck auf Uigurinnen aus weniger Kinder zu gebären. Da die Geburtenkontrolle nicht in allen Kreisen der Bevölkerung Anwendung fand, waren Abtreibungen noch zu Beginn des 21. Jahrhunderts alltäglich und fanden laut Schweizerischer Flüchtlingshilfe (SFH) aufgrund der schwachen medizinischen Versorgung „unter schlimmsten Bedingungen“ statt.

### Autonomiebestrebungen und staatliche Repression seit 1949
Eine große Anzahl von Forschungsarbeiten dokumentiert die Geschichte der Beziehungen zwischen Uiguren und Han-Chinesen und zeugt sowohl von Zusammenarbeit als auch von Konflikten, die seit vielen Jahrhunderten andauern und bis zum Bau der Chinesischen Mauer zurückreichen. Auch in jüngerer Zeit gibt es in Xinjiang eine lange Geschichte von Beschwerden der Uiguren gegen die chinesische Herrschaft. Da der westliche Teil der Region in der Mitte des 20. Jahrhunderts als mit der Sowjetunion verbundene Republik Ostturkestan Unabhängigkeit genossen hatte und eine wirksame Kontrolle durch China erst kurz nach Gründung des kommunistischen Staates im Jahr 1949 erreicht werden konnte, blieben Erinnerungen an eine eigene politische und administrative Identität der Uiguren in bestimmten Gebieten und in bestimmten Teilen der uigurischen Gesellschaft stark ausgeprägt. Nach der Festigung der chinesischen Herrschaft durch die Brigaden des Produktions- und Aufbaukorps und der Gründung der autonomen Region Xinjiang im Jahr 1955 kam es regelmäßig zu Protesten. Mit diesen Protesten, die sich insbesondere gegen die Einführung der von Han-Chinesen dominierten Produktionsbrigaden und die Gründung der autonomen Region Xinjiang (1955) richteten, trat der Konflikt von Uiguren mit der VR China um die Region Xinjiang erstmals offen zutage.

#### Späte 1950er bis Mitte 1980er Jahre
Die Zeit der späten 1950er bis Mitte der 1980er Jahre war von Feindseligkeiten zwischen China und der Sowjetunion geprägt, die sich weitaus mehr an entscheidenden nationalen Faktoren ausrichteten als an Rechten oder Ansichten ethnischer Minderheiten, und in Anbetracht derer Xinjiang eine sensible Grenzregion Chinas zur mächtigen Sowjetunion darstellte.

#### Lockerungen in den 1980er Jahren
Nach dem Tod Mao Zedongs im Jahr 1976 begann eine Reformperiode unter Deng Xiaoping und es kam mit der Machtübernahme der Reformer zu einer kurzzeitigen Lockerung der staatlichen Kontrolle in den 1980er Jahren. Die Reformperiode bot für die Uiguren zunächst vielversprechende Aussichten und die chinesische Führung verfolgte vorübergehend eine Strategie teilweiser Dekolonisation in Xinjiang. Die Liberalisierungsreformen wurden in Xinjiang wie auch in anderen Regionen Chinas von Hu Yaobang (1982 bis 1987 KPCh-Generalsekretär) geleitet, der sich in Xinjiang für die Rückkehr vieler Han-chinesischer Immigranten in ihre Herkunftsregionen und für erhebliche kulturelle, religiöse und politische Reformen einsetzte.
Im April 1980 war es in Aksu zu schweren Unruhen mit vielen Toten bei Auseinandersetzungen zwischen Militärangehörigen und staatlichen Landwirtschaftsangestellten des Produktions- und Aufbaukorps einerseits und unzufriedenen xiafang-Jugendlichen (下放青年) andererseits (vornehmlich Han-Chinesen, lokale Uiguren und andere nicht-Han-Angehörige) gekommen, die schließlich von der Volksarmee niedergeschlagen wurden. Nach diesen Unruhen und als versöhnliche Reaktion, die auch die Exzesse der Kulturrevolution in Xinjiang anerkannte, durften geschlossene Moscheen wieder geöffnet und islamische Literatur verbreitet werden. Mit dem Abklingen der repressiven, aber chaotischen Politik der Kulturrevolution konzentrierte sich die uigurische Opposition gegen die chinesische Herrschaft in den 1980er Jahren allmählich mehr auf die Unabhängigkeit.
Neben der von der Regierung genehmigten Wiedereröffnung und dem Neubau von Moscheen kam es während der Reformen von Hu Yaobang auch zu einem sprunghaften Anstieg von Veröffentlichungen und künstlerischen Ausdrucksformen in uigurischer Sprache. Angestrebt wurde von Hu Yaobang innerhalb seiner Vision von Demokratisierung und Liberalisierung auch eine stärkere Einbeziehung ethnischer Minderheiten, wozu eine autonomere Stellung Xinjiangs innerhalb des chinesischen Verwaltungssystems ebenso zählen sollte wie die Rekrutierung der Führer Xinjiangs aus den indigenen ethnischen Gruppen der Region und die Verankerung ihrer Kultur und Sprache in lokalen staatlichen Institutionen. Die Umsetzung der von Hu Yaobang vorgeschlagenen Ziele einer autonomeren uigurische Region Xinjiang und einer demokratischeren Ausrichtung Chinas fand jedoch nie statt.
Stattdessen wurde Hu Yaobang 1987 von konservativen Kräften der KPCh unter dem Vorwurf abgesetzt, seine liberale Politik schüre die landesweite Studenten-Agitation. Teils als Reaktion auf den Sturz von Hu Yaobang ereigneten sich im Jahr 1989 Massenproteste von Studenten auf dem Tian’anmen-Platz, deren Niederschlagung das Ende der politischen Reformperiode markiert.

#### Unruhen und staatliche Gegenmaßnahmen der 1990er Jahre
Mit dem Zusammenbruch der Sowjetunion Ende 1991 änderte sich die Lage für die Politik gegenüber der Region Xinjiang entscheidend, und der uigurische Separatismus galt ab Anfang der 1990er Jahre als zunehmende Bedrohung für China. In Verkennung der tatsächlichen historischen Zusammenhänge betrachtete die chinesische Führung Prozesse der ethnischen Selbstbestimmung als verantwortliche Ursache hinter der Auflösung der Sowjetunion und beschloss, in China entsprechenden Entwicklungen entgegenzuwirken. China, Russland und die drei zentralasiatischen, westlich an China grenzenden ehemaligen Sowjetrepubliken Kasachstan, Kirgisistan und Tadschikistan begannen sich multilateral zu verbinden und zu organisieren. Sie beschlossen vor allem mit Berufung auf die Bedrohung durch ethnische Unruhen und islamischen Fundamentalismus in Zentralasien, einschließlich des uigurischen Separatismus, ihre gegenseitige Unterstützung zu verstärken. Ihre fünf Staatsführer (Shanghai Five) trafen sich seit ihrem Treffen im April 1996 jährlich, seit Juni 2001 einschließlich des Vertreters von Usbekistan, gründeten 2001 die Shanghaier Organisation für Zusammenarbeit und unterzeichneten ein Dokument, in dem sie sich zur Zusammenarbeit bei der Bekämpfung der „drei Übel“ (san gu shili 三股势力) – Terrorismus, ethnischer Separatismus und religiöser Extremismus – verpflichten, wobei das letzte sich klar auf den islamischen Fundamentalismus bezog. Tatsächlich kam es vor allem seit den 1990er Jahren zu gewaltsamen separatistischen Strömungen innerhalb der uigurischen Autonomiebestrebungen und Unabhängigkeitsbewegung. Es existierte dabei keine einheitliche uigurische Agenda. Während einige Uiguren, insbesondere Gewalt anwendende Gruppen, einen separaten Staat („Uyghuristan“ oder „Ostturkestan“ genannt) forderten und andere Uiguren die Wahrung ihrer kulturellen Eigenheit innerhalb einer autonomen Beziehung zu China anstrebten, unterstützten wiederum andere die Integrierung in das chinesische System. Die gewalttätigen Ausbrüche in Xinjiang ereigneten sich sporadisch. Und die Gruppen, die sich jeweils für verantwortlich erklärten, erwiesen sich oft als labil, indem sie in Splittergruppen zerfielen, sich zusammenschlossen und auflösten. Xinjiang galt politisch als sensibelste aller Minderheitengebiete Chinas, wo die Situation seit den Aufständen von 1990 ernster geworden war als in Tibet, obgleich Tibet eine umfangreichere und wohlgesonnenere Berichterstattung westlicher Medien erhielt als Xinjiang. Sowohl die staatlichen chinesischen Behörden als auch die han-chinesische Bevölkerung fürchteten Gewaltaktionen separatistischer Uiguren, doch wurde der allgemeine Eindruck der seit 1990 eskalierenden Bedrohung übertrieben. Der bestehende Umfang der uigurischen muslimischen Separatistenbewegung in China blieb schwach und unter angemessener Kontrolle.
Die 1990er Jahre stellen einen Wendepunkt in der Geschichte der Beziehungen zwischen dem chinesischen Zentralstaat und seinen Minderheiten dar, aus dem sich eine Welle zunehmender politischer Gewalt entwickelte. Das Anwachsen des ethnischen Nationalismus in der uigurischen Bevölkerung zu Beginn und in der Mitte der 1990er Jahre in Xinjiang und ihre darauf folgende und mit Härte durchgeführte politische und kulturelle Unterdrückung durch den chinesischen Staat sind intensiv erforscht worden. Diese Repression schien zunächst 1996 mit der Kampagne „des harten Schlages“ (yanda 严打) ihren Höhepunkt erreicht zu haben, doch führten dann die Anfang 1997 in Gulja (Yining) ausgebrochenen Proteste zu einer weiteren Verschärfung der Repression, die manchen Quellen zufolge nach dem 11. September 2001 noch weiter intensiviert und ausgedehnt wurde.
Die Strategie der chinesischen Regierung zur Stabilisierung der Lage in Xinjiang beinhaltete neben der Anwendung dieser repressiven Maßnahmen zusätzlich die Implementierung des ebenso bedeutenden Programms „Große Entwicklung des Westens“ (xibu da kaifa 西部大开发), mit dem große Anstrengungen zur Wirtschaftsentwicklung Xinjiangs verbunden waren. Die Rhetorik der „Großen Entwicklung des Westens“ impliziert auch die Notwendigkeit für die Han-Chinesen, die „rückständigen“ ethnischen Gesellschaften zu unterstützen, damit diese kulturell modern werden können. Die Kampagne zur „Großen Entwicklung des Westens“ wurde am 17. Juni 1999 von Präsident Jiang Zemin ins Leben gerufen und bildete den Höhepunkt der 15-jährigen Phase von vorbereitenden Maßnahmen, die auf Xinjiang als Schwerpunkt abzielte.
Es wurde eine erzwungene Modernisierung eingeleitet, die auf massiven Investitionen zur Entwicklung insbesondere der westlichen Regionen Chinas beruhte. So finanzierte der Zentralstaat in Xinjiang fast die Hälfte des Provinzbudgets, um die Entwicklung voranzutreiben. Zu den massiven Infrastrukturprojekten gehörten der Ausbau von Flughäfen, Autobahnen, Eisenbahnstrecken, Telekommunikationsnetzen und Hochspannungsleitungen für den Stromtransport aus den westlichen Provinzen in die östlichen Gebiete Chinas.
Xinjiang wurde dabei nicht nur Gegenstand von Infrastrukturprojekten und Investitionen, sondern war auch demografischem Wandel ausgesetzt. Eng an dieses Modell gekoppelt fand eine erzwungene Sinisierung von Minderheiten statt, um sie in die chinesische Nation zu integrieren. Die Uiguren erlebten eine Flut von überwachenden und unterdrückenden Maßnahmen, wie die Sinisierung des Schulsystems und Verbote zur Ausübung religiöser Praktiken. Während die chinesische Führung die Entwicklung im Rahmen der „Großen Entwicklung des Westens“ als Reaktion auf die ethnischen Spannungen in der Region betrachtete, waren die Transformationen aus Sicht der Uiguren mit ethnischer Ungleichheit verbunden und nur für die Han-Chinesen profitabel.
In verschiedenen Phasen der 1990er Jahre wurden Tausende politische Gefangene festgenommen und Berichten zufolge inhaftiert. Einige wurden nach unfairen Gerichtsverfahren zu langen Haftstrafen verurteilt, während andere ohne Anklage oder Gerichtsverfahren inhaftiert blieben.
Obwohl es in der Reformära größere Protestaktionen gegeben hatte, lösten zwei große Protestereignisse der 1990er Jahre – der Baren-Aufstand von 1990 und der Gulja-Aufstand von 1997 – die größte Besorgnis bei den chinesischen Behörden der Reformära aus, denn sie übertrafen in Bezug auf Organisation, Gewalt und ideologische Herausforderung für das regierende System alle vorigen Ereignisse in Xinjiang nach 1949. Diese Ereignisse von Baren im Jahr 1990 und von Gulja im Jahr 1997 bilden Wendepunkte in der offiziellen Darstellung von Identität und Sicherheit. Von nun an wurde China nicht mehr als eine die verschiedenen ethnischen Minderheiten vereinigende Multi-minzu-Nation dargestellt, sondern als eine Nation, die durch ethnischen Separatismus bedroht sei. Demonstrationen blieben zwar dem Gesetzworteslaut nach erlaubt, wurden aber in der Praxis unterdrückt. Seit 1997 fand bis zum Juli 2009 keine größere organisierte Demonstration mehr statt. 1998 erklärte Staatspräsident und Generalsekretär Jiang Zemin, es sei eine militarisierte Kampagne „des harten Schlags“ (yanda 严打) für die „langfristige Aufgabe des Kampfes gegen die Spaltung“ nötig. Am Ende des Jahrzehnts befanden sich Uiguren und chinesische Regierung nach den Unruhen in Gulja und der drakonisch durchgeführten Kampagne des „harten Schlags“ in einem Teufelskreis von Widerstand und Repression.

##### Unruhen in Baren 1990 und weitere Entwicklung
Im April 1990 kam es zu Unruhen im vorwiegend uigurisch besiedelten Baren, Kreis Akto, im Kirgisischen Autonomen Bezirk Kizilsu, nordwestlich von Kaschgar. Dabei hatten einige Männer, die an einem Gebet in einer Moschee in Baren teilnahmen, zunächst die Haltung der Regierung gegenüber ethnischen Minderheiten, einschließlich der Geburtenkontrolle, Kernwaffentest und Export von Ressourcen aus Xinjiang in das chinesische Binnenland, kritisiert, worauf sich Massendemonstrationen entwickelten, bei denen einige Aktivisten einen Dschihad forderten, um die „ungläubigen“ Han-Chinesen aus Xinjiang zu vertreiben und einen unabhängigen Staat Ostturkestan zu gründen. Über die Anzahl der Opfer existieren widersprüchliche Angaben. Während ausländische Medien von 60 Toten sprachen, kamen nach offiziellen chinesischen Angaben sechs Polizisten, ein uigurischer Kader und 15 Demonstranten zu Tode. Chinesische Behörden beschuldigten ausländische Kräfte der Einmischung, insbesondere die seit langem bestehende und mit İsa Yusuf Alptekin in Verbindung stehende Gruppe von Exil-Uiguren in der Türkei. Der bewaffnete Aufstand markierte den Beginn des Übergleitens in Gewalt und Konflikt in Xinjiang.

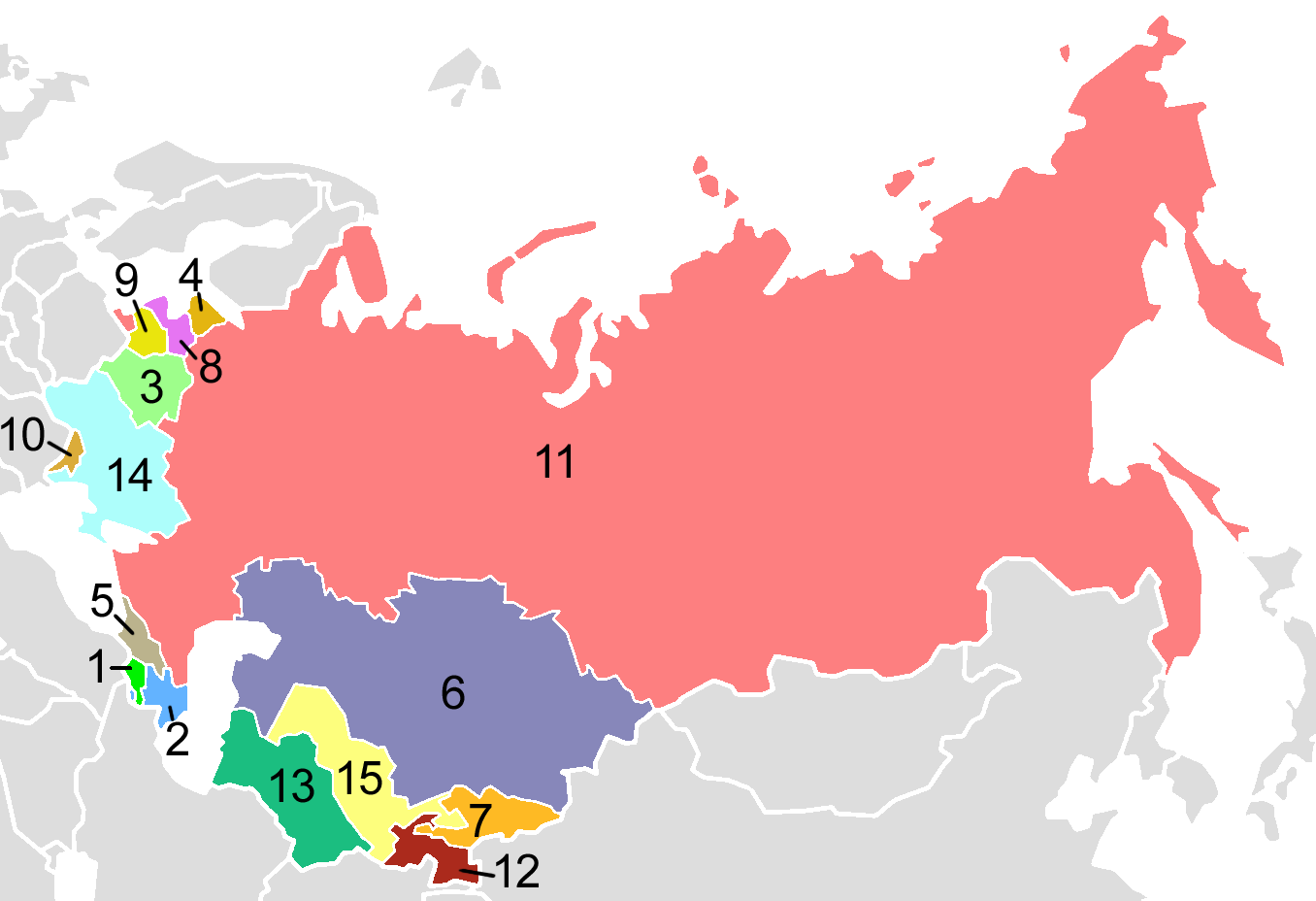
Im Rahmen des 1990 begonnenen Zerfalls der Sowjetunion erklärten drei an Xinjiang grenzende zentralasiatische Republiken ihre Unabhängigkeit:
1. 6: Kasachstan (16. Dezember 1991)
2. 7: Kirgisistan (31. August 1991)
3. 12: Tadschikistan (9. September 1991)
Des Weiteren die zentralasiatischen Republiken von:
1. 15: Usbekistan (1. September 1991)
2. 13: Turkmenistan (27. Oktober 1991)

Der große, islamisch inspirierte Aufstand veranlasste die chinesische Führung zu einer langfristigen Strategie zur Erlangung einer strikteren Kontrolle über die uigurische Gesellschaft. Während Xinjiang zuvor noch eine entfernt gelegene, indigene Peripherie Chinas geblieben war, kam es nun mit dem Herausfordern der staatlichen Ordnung zu einem Wendepunkt in der chinesischen Politik gegenüber den Uiguren und der Region Xinjiang. Angesichts des Kontrollverlusts der sowjetischen Führung über die osteuropäischen Satellitenstaaten und des bevorstehenden Zusammenbruchs der Sowjetunion sowie der Entstehung der neuen zentralasiatischen Republiken befürchtete China, dass die ethno-nationalistischen Bestrebungen der Uiguren in Xinjiang durch das Beispiel der neuen Unabhängigkeit zentralasiatischer Völker und mit deren möglichen Unterstützung angestachelt werden könnten.
Die chinesische Führung begann daraufhin mit der Umsetzung des ehrgeizigen Plans, die Integration von Xinjiang in China durch verstärkte ethnisch-chinesische Besiedlung Xinjiangs zu beschleunigen und die natürlichen Ressourcen von Xinjiang, vor allem Öl und Gas, verstärkt auszubeuten, um die wirtschaftliche Entwicklung voranzutreiben. Mit der wirtschaftlichen Entwicklung kam es aber nicht zu einer Verringerung des lokalen Nationalismus', wie von der chinesischen Führung der 1990er Jahre angestrebt. Stattdessen kann diese Politik für die Verschärfung der politischen Spannungen als verantwortlich angesehen werden. Es kam zu einer Eskalation der Gewalt zwischen den Han-Chinesen und der uigurischen Gesellschaft. Gründe dafür lagen zum einen in der Masseneinwanderung ethnischer Han-Chinesen aus Ostchina nach Xinjiang und zum anderen in der oftmals ungleichen Verteilung der wirtschaftlichen Gewinne und Begünstigung der Han-Chinesen in der Bevölkerung gegenüber der zunehmend mit Einschränkungen bei der Ausübung ihrer Sprache, Kultur und Religion konfrontierten lokalen Bevölkerung anderer Ethnie. Die sozial und kulturell marginalisierte Volksgruppe der Uiguren fühlte sich in zunehmendem Maße ausgegrenzt und abgehängt. Sie betrachteten die Politik in Xinjiang als einen bewussten Versuch der chinesischen Regierung, die islamische Identität in der Region zu untergraben, um die Uiguren „chinesischer“ zu machen. Nach Meinung des Experten für den Islam in China Daniel Krahl (Stiftung Wissenschaft und Politik) wurden zwar auch in anderen Regionen Chinas Städte umgestaltet, doch sei die Lage in Xinjiang besonders brisant gewesen, da es als „Angriff auf die uigurische Kultur“ interpretiert wurde und den „Uiguren das Gefühl einer ausweglosen Situation gegeben“ hatte, was zu Verzweiflungstaten geführt habe.
Nach den Massendemonstrationen und gewalttätigen Unruhen in Baren im April 1990 kam es Mitte der 1990er Jahre zu weiteren uigurischen Demonstrationen und Unruhen in verschiedenen Städten, darunter Gulja, Hotan (Juli 1995) und Aksu (zwischen Februar und April 1996). Die chinesische Regierung reagierte darauf Ende April 1996 mit der Einführung der chinaweiten Kampagne „des harten Schlags“ (bekannt als yanda für yanli daji yanzhong xingshi fanzui huodong) gegen „Verbrechen“. Diese Kampagne hatte nicht Verbrechen im landläufig verstandenen Sinn, sondern inoffizielle politische Organisationen und speziell separatistische Aktivisten zum Hauptziel, also insbesondere Uiguren und Separatisten in Xinjiang. Ab 1996 führte der chinesische Staat in der Folge regelmäßige Kampagnen „des harten Schlags“ durch, um Kriminalität und Bedrohungen der öffentlichen Ordnung mittels Mobilisierung der Polizei zu bekämpfen. Die mit Härte und aus sicherheitspolitischer Sicht zunächst erfolgreich durchgeführten Kampagnen „des harten Schlags“ in Xinjiang wurden von Seiten der Uiguren als repressiv wahrgenommen und verschärften auf langfristige Sicht die Spannungen in der Region.
Als Ausdruck ihrer Abkehr von der liberalen Ethnopolitik der 1980er Jahre hatte die Regierung seit 1995 auch eine Umdefinierung bestimmter „kultureller Bräuche“ vorgenommen, die nun als politische oder religiöse Praktiken aufgefasst wurden. Die Regierung verlieh ihrer politischen Kehrtwende Legitimität, indem sie die Maßnahmen als Schutz gegen eine von der Regierung als separatistische und terroristische Bedrohung wahrgenommene Entwicklung darstellte. So wurden 1995 auch die mäšräp genannten traditionellen uigurischen Männerversammlungen reglementiert. Das harte Vorgehen gegen von der staatlichen Linie abweichende Meinungen und gegen die Religion in der uigurischen Bevölkerung können als Reaktion des chinesischen Staates auf die Unruhen in Baren und auf den Zerfall des Vielvölkerstaates UdSSR angesehen werden. Ein 1996 geleaktes und als „Dokument Nr. 7“ bekannt gewordenes Dokument belegte schließlich, dass die VR China ihre Strategie zur Unterdrückung von Religiosität und Selbstbestimmungsbestrebungen in der uigurischen Bevölkerung systematisch verfolgte. Das Dokument verordnete eine Doppelstrategie, bei der einerseits ökonomische Entwicklung, Reformen und die staatliche „Politik der offenen Tür“ die „Grundlagen für die Aufrechterhaltung der Stabilität in Xinjiang“ bilden sollten, während andererseits mittels aggressiver Sicherheitsmaßnahmen uigurischer Dissens unterbunden werden sollte, der angeblich von „internationalen konterrevolutionären Kräften unter Führung der Vereinigten Staaten von Amerika“ unterstützt werde. Weder beendete die Kampagne „des harten Schlags“ jedoch den Widerstand radikaler Uiguren und deren Angriffe auf Polizei und andere Symbole chinesischer Autorität in der Folgezeit, noch wurden diese durch sie eingedämmt. Auf die erste großangelegte Verhaftungswelle von Uiguren (im Jahr 1996) folgte im Februar 1997 der Aufstand von Gulja.

##### Unruhen in Gulja 1997 und weitere Entwicklung
Trotz oder möglicherweise auch teilweise aufgrund der weitreichenden Sicherheitsmaßnahmen traten im Februar 1997 die Spannungen um die Uigurenfrage bei Unruhen in der 50 km von der kasachischen Grenze entfernten Stadt Gulja (Yining) erneut hervor. Die Berichte über das Ereignis sind widersprüchlich. Laut Human Rights Watch schlugen die chinesischen Sicherheitskräfte (Public Security Bureau und Bewaffnete Volkspolizei) eine friedliche Demonstration mit äußerster Härte nieder und erschossen einige unbewaffnete Demonstranten. Xinjiangforscher und Gruppen der uigurischen Diaspora beschreiben den Vorfall von Gulja teilweise als „Massaker an Uiguren“, die für das Recht demonstriert hätten, auf traditionellen uigurischen Versammlungen (mäšräp) für Bildung und gegen Alkoholismus in der Region einzutreten. Die staatliche chinesische Lesart stellt die Niederschlagung der Unruhen dagegen als Sieg gegen separatistische „Spalter“ und als progressiven Wendepunkt in der chinesischen Sicherheitspolitik dar.
Am Anfang der Ereignisse in Gulja stand offenbar eine Demonstration Hunderter Uiguren auf den Straßen Guljas am 5. Februar 1997, die sich gegen die chinesische Politik in Xinjiang richtete. Einwohner der Stadt hatten insbesondere gegen Einschränkungen religiöser und kultureller Aktivitäten sowie gegen die Einwanderung chinesischer Siedler in der Region protestiert. Die meisten journalistischen Berichte über den Gulja-Vorfall griffen für dessen Vorgeschichte oder Hintergründe lediglich auf wenige Tage zurückliegende Ereignisse zurück wie etwa die Verhaftung Dutzender uigurischer Jugendlicher im Januar. Westliche Wissenschaftler und Amnesty International legten später offen, dass ein wichtiger Faktor, der zu den Ereignissen im Februar 1997 geführt hatte, die Unterdrückung der mäšräp-Bewegung durch Sicherheitskräfte in Gulja im Jahr 1995 gewesen war. Chinesische Quellen dagegen erwähnen diese Jahre zurückliegende Verbindung zum Verbot der mäšräp-Bewegung nicht, sondern verlegen den Beginn der Ereignisse auf das Jahr 1996 und bringen ihn mit der separatistischen Organisation Eastern Turkestan Islamic Party of Allah in Verbindung. Die Demonstranten sollen friedlich die Freilassung des willkürlich inhaftierten Führers der mäšräp-Bewegung, Abdulhelil, gefordert haben. Laut Human Rights Watch forderten die Demonstranten die Einhaltung gesetzlichen Autonomiebestimmungen, die in allen chinesischen Regionen ethnischer Minderheiten gelten und das Recht der ethnischen Minderheiten garantieren, „Selbstverwaltungsorgane“ einzurichten und eine gewisse Kontrolle über ihre lokalen Angelegenheiten und wirtschaftlichen Ressourcen zu behalten. Die uigurische Demonstration wurde gewaltsam unterdrückt. Etwa zwei Stunden nach Beginn der Demonstration rückte die Polizei gegen die Demonstranten in voller Kampfausrüstung und mit Hunden vor. Schließlich schoss die Polizei scharf in die Menge, um die Demonstration niederzuschlagen. Einigen Quellen zufolge verhaftete die bewaffnete Polizei zwischen 300 und 500 Demonstranten und Umstehende.
Die Ereignisse eskalierten nach dem Zusammenstoß von Sicherheitskräften mit Demonstranten, der mehrere Opfer gefordert hatte. Nach der gewaltsamen Niederschlagung der friedlichen Demonstration setzten sich die Proteste in den folgenden zwei Tagen sporadisch fort, dehnten sich auf Vororte aus und in einigen Gebieten brach Aufruhr mit Gewalt aus. Die Behörden reagierten darauf erneut mit Härte. Es kam zu gewaltsamen Auseinandersetzungen zwischen Demonstranten und Anti-Riot-Gruppen und -Truppen, die am 6. Februar in großer Anzahl in die Stadt disloziert worden waren. Bei diesen Zusammenstößen am 6. und 7. Februar sollen Demonstranten die Polizei und han-chinesische Einwohner angegriffen und einige Fahrzeuge in Brand gesetzt haben, während die Truppen das Feuer auf Umstehende, Demonstranten oder Randalierer eröffneten, von denen einige getötet und viele andere verletzt wurden. Die Opferzahlen der Unruhen variieren je nach Quelle, doch gehen konservative Schätzungen von neun Toten und Hunderten Verletzten aus. Manche Quellen sprechen dagegen von hunderten Toten. Offizielle chinesische Berichte zu den Ereignissen sind in Bezug auf Ursache und Art der Ereignisse zueinander widersprüchlich. Mal wurde bestritten, dass es überhaupt zu einem Vorfall gekommen sei. In anderen Berichten wurden die Ereignisse als Werk von Plünderern, Drogensüchtigen oder „gesellschaftlichem Abfall“ und Ähnlichem dargestellt. Und schließlich wurden Separatisten und religiöse Elemente, die einen heiligen Krieg schüren wollten, für verantwortlich erklärt. Chinesische Behörden bestritten zudem zunächst, dass es bei der Polizeiaktion Opfer gegeben habe. Die Regionalregierung gab dagegen 10 Tote und 130 Verhaftungen an. Nicht-chinesische Quellen berichteten von bis zu 130 Toten an einem Tag und von bis zu 500 Festnahmen.
Wenig später folgte die Dislozierung weiterer Truppen in die Stadt, die Verhängung einer Ausgangssperre in der Stadt durch die Regierung, die Schließung des Flughafens und des Bahnhofs und die Abriegelung der Stadt für die Dauer von zwei Wochen.
Weniger als drei Wochen nach dem „Gulja-Vorfall“, am 25. Februar 1997, kam es zu dem seit Jahrzehnten einzigen bekanntgewordenen Vorfall, bei dem uigurische Aktivisten Zivilisten wahllos angriffen, als in Ürümqi gleichzeitig drei Bomben in drei öffentlichen Bussen explodierten. Die Detonationen erfolgten zeitgleich mit der Bestattung von Deng Xiaoping, töteten neun Menschen und verletzten 28 weitere schwer. Zwar übernahm keine bestimmte Organisation die Verantwortung für die Bombenanschläge und es wurden nur wenige Einzelheiten über den Vorfall bekannt, doch lässt die zeitliche Deckung mit der Gedenkfeier für Deng Xiaoping auf politische Beweggründe schließen. Im Anschluss kam es auch zu Angriffen auf Polizeistationen, Militäreinrichtungen und auf einzelne politische Führer. Seitdem verblieben Militär und Polizei in höchster Alarmbereitschaft.
Auf die beiden gewalttätigen Ereignisse in Gulja und Ürümqi von Februar 1997 reagierte der chinesische Staat mit einem erneuten, landesweiten und mit äußerster Härte verbundenen Vorgehen gegen Uiguren, das mit weitaus höherer Intensität durchgeführt wurde als während der in den frühen 1990er Jahren erfolgten Maßnahmenwellen. Es kam zu einer intensivierten und umfassenden antiislamischen und antinationalistischen Kampagne der Regionalregierung in Xinjiang. Die traditionellen mäšräp-Versammlungen wurden 1997 vorübergehend verboten, nachdem sie von behördlicher Seite als „Hauptkatalysator“ des Gulja-Aufstands angesehen wurden. In den auf die Auseinandersetzungen in Gulja folgenden Wochen verhafteten die Behörden Hunderte oder Tausende Uiguren. In der gesamten Region wurden öffentliche Verurteilungen verdächtigter Aktivisten abgehalten. Nach den Sprengstoffanschlägen in Ürümqi vom 25. Februar und insbesondere im Mai und Juni 1997 – im Vorfeld der Rückgabe Hongkongs – verschärften die Behörden ihr Vorgehen gegen mutmaßliche „Separatisten“ und „Terroristen“ in der gesamten Region. In der Folge gelang es den chinesischen Sicherheitskräften durch sehr hartes Durchgreifen, gewaltsame Ausschreitungen größtenteils zu verhindern. Um einen möglichst hohen Abschreckungseffekt zu erzielen, wurden dabei drakonische Strafen verhängt und zahlreiche öffentliche Hinrichtungen vollstreckt. Laut Amnesty International wurden zwischen 1997 und 1999 210 Todesstrafen verhängt, von denen 190 kurz nach dem Urteil vollstreckt wurden. Bei der ganz überwiegenden Mehrheit der zum Tode Verurteilten und Hingerichteten handelte es sich um Uiguren. Xinjiang war dabei die einzige Provinz Chinas, in der die Exekution politischer Gefangener üblich war. Die Regierung führte zudem weitreichende Maßnahmen ein, die auf die Religion als angebliche Quelle der Opposition abzielten, und schloss Moscheen und religiöse Schulen. Schon zu diesem Zeitpunkt stellte die Regierung die Verbindung zu internationalen Kräften in den Vordergrund ihrer Erklärungen. Nachdem die chinesische Regierung nach den Anschlägen vom 11. September 2001 und nochmals im Dezember 2001 ihr Vorgehen gegen mutmaßliche Regierungsgegner intensiviert hatte, veröffentlichte sie am 21. Januar 2002 einen Bericht mit einer Liste von Vorfällen der vorangegangenen 10 Jahre in der Region, die die Regierung als „terroristisch“ deklarierte. Darin wurden die ethnischen Unruhen in Gulja vom Februar 1997 von der Regierung als Beispiele für „terroristische Aktivitäten“ dargestellt, was von Amnesty International als Beleg für die sehr lose und weit gefasste Definition des Begriffs „Terrorismus“ durch die chinesischen Behörden gewertet wurde. Im Jahr 2002 erklärte das chinesische Außenministerium, es wolle hart gegen „diese Terroristen als Teil eines internationalen Kampfes gegen Terrorismus“ vorgehen. Als vom Staat postulierte existenzielle Bedrohung für China wurde nicht mehr die Uneinigkeit im eigenen Land benannt, sondern ein Islamismus auf globaler Ebene. Dementsprechend wurde der Gulja-Vorfall von staatlicher chinesischer Seite zu einem Beispiel eines „Sieges“ gegen einen „langfristigen Kampf gegen Terrorismus“ umgedeutet. Mit dem Bericht von 2002, in dem die chinesische Regierung erstmals Einzelheiten zur Gewalt in Xinjiang bekannt gab, schuf China den von Xinjiang-Analysten angezweifelten Narrativ, der Gulja-Vorfall und allgemein die gesamte uigurische Opposition gegen die chinesische Herrschaft – einschließlich des gewaltfreien Widerstands – sei mit dem internationalen radikal-islamischen Terrorismus verbunden. Hinter den Aktivitäten stünden „ostturkestanische Terroristen“ der mutmaßlichen uigurischen Terrororganisationen „Ostturkestan“ und uigurische Organisationen hätten Schulungen und Finanzmittel von Pakistan und Afghanistan erhalten hätten, einschließlich direkter Finanzierungen von Osama bin Laden selbst.
In der Wissenschaft scheint die Einschätzung vorzuherrschen, dass der Gulja-Vorfall in der jüngeren Geschichte Xinjiangs einen Wendepunkt darstellt, nach welchem uigurischer Dissens gegenüber der Staatslinie in der Region sowohl im öffentlichen, als auch im privaten Umfeld praktisch zum Verstummen gebracht wurde. In den Jahren vor dem Gulja-Vorfall war der öffentliche Raum Xinjiangs von Ausdrucksformen des Widerstands angefüllt gewesen, die die verbreitete Überzeugung der Uiguren widerspiegelten und inspirierten, dass sie in naher Zukunft mehr Autonomie oder sogar Unabhängigkeit erreichen könnten. Viele Uiguren waren zuversichtlich, dass ihre Unabhängigkeit mit dem Näherrücken des Datums für die Retrozession Hongkongs (Juli 1997) unmittelbar bevorstehe. Nach den auf den Gulja-Vorfall folgenden harten Repressionen kam es dagegen zu einem drastischen Wandel der Lage in Xinjiang, indem nahezu jede abweichende Meinung zum Schweigen gebracht und der öffentliche Raum entpolitisiert wurde. Gleichzeitig waren auch Sozialwissenschaftler erheblichen Einschränkungen bei der Erforschung der Stimmung in der uigurischen Bevölkerung ausgesetzt, da die Durchführung von Feldforschung, Interviews und Umfragen in Xinjiang durch die auf der akuten politischen Sensibilität beruhenden strengen Kontrollen praktisch unmöglich gemacht wurde. In den späten 1990er und frühen 2000er Jahren war die oppositionelle Stimmung unter Uiguren einer allgemeinen Atmosphäre betrübter Akzeptanz der Han-chinesischen Dominanz in Xinjiang, der Hoffnungslosigkeit und Hilflosigkeit gewichen.
Bereits Ende 1997 gab es Berichte über heimliche Sterilisationen von Frauen, die sich für Operationen in ein Krankenhaus begeben hatten, von Umerziehungs- und Arbeitslagern mit damals „Tausenden“ von Insassen, die allerdings für niemanden zugänglich waren. Bei einem Dokumentationsversuch wurde der Bürgerrechtler Harry Wu festgenommen und abgeschoben.
Chinesische Berichte über Proteste in Xinjiang wie die Aufstände in Baren im Jahr 1990 blieben in den frühen 1990er Jahren sehr wortkarg. Bis Ende der 1990er Jahre wurden kurze Beschreibungen zu den Ereignissen gegeben, bis sie schließlich in großer Ausführlichkeit aufgezeichnet wurden. Die Schilderungen zu den Ereignissen wurden in manchen Fällen mehrfach überarbeitet, um sie an die geänderten politischen Ziele anzupassen. So wurden etwa der Baren-Aufstand von 1990, die Demonstration in Hotan von 1995 und die Demonstration in Gulja von 1997 ursprünglich und über mehrere Jahre hinweg als Machwerke von „Spaltern“ dargestellt, während sie in einem Artikel von 2004 zu einem Werk von „Terroristen“ umgedeutet wurden.

#### Einordnung in den „Globalen Krieg gegen Terror“ seit 2001
Nach den verschiedenen Bombenattacken mit Todesopfern und Repressionskampagnen der 1990er Jahre blieb die Lage in Xinjiang von 2000 bis 2007 zunächst überwiegend ruhig.
Zwar hatten die Behörden in Xinjiang seit Mitte der 1990er Jahre die gegen den Staat gerichtete Gewalt erkannt, zogen es aber noch bis Anfang September 2001 vor, diese auf eine geringe Zahl von separatistischen Gewalttätern zurückzuführen und von einer stabilen und wohlhabenden Region zu sprechen. China hatte den uigurische Konflikt in dieser Zeit als lokale Angelegenheit behandelt, nicht als Auswirkung eines im Ausland geschürten internationalen Dschihadismus.
Unmittelbar nach den gegen die USA gerichteten Anschlägen am 11. September 2001 kehrten die Behörden jedoch ihre Haltung um. Vor dem Hintergrund der islamistischen Anschläge in den USA am 11. September 2001 Jahres verstärkte die chinesische Regierung nun ihre Rhetorik in Bezug auf Verbindungen internationaler Kräfte. Nachdem das Problem der uigurischen Opposition gegen die chinesische Herrschaft in Xinjiang jahrzehntelang von der Regierung geleugnet worden war, begannen offizielle Berichte und Staatsmedien ab 2001 damit, es als „terroristische Aktivitäten“ zu beschreiben. Die chinesische Regierung behauptete nun erstmals, die Opposition in Xinjiang sei mit dem internationalen Terrorismus verbunden, und die Bewegung habe in einigen Fällen Verbindungen zu Osama bin Laden selbst. China stellte nun Gewalt von Uiguren, aber auch allgemein Dissens von Uiguren, als al-Qaida-artigen Terrorismus dar und behauptete, Osama bin Laden und die Taliban in Afghanistan hätten „den Terrororganisationen in 'Ostturkestan' Ausrüstung und finanzielle Ressourcen zur Verfügung gestellt und ihr Personal ausgebildet“, und die Ostturkestanische Muslimische Bewegung (ETIM) sei ein „Hauptbestandteil des von Osama bin Laden angeführten Terrornetzwerks“, verbunden mit al-Qaida.
Im Oktober 2001 erklärte sich China über das Außenministerium zum „Opfer des internationalen Terrorismus“, das hoffe, dass „die Bemühungen zur Bekämpfung der ostturkestanischen Terroristen Teil der internationalen Bemühungen werden und auch Unterstützung und Verständnis gewinnen sollten“. Am 12. November 2001 gab China dem Sicherheitsrat der Vereinten Nationen gegenüber an, dass gegen den Staat gerichtete uigurische Gruppen Verbindungen zu den Taliban in Afghanistan hätten und von radikalislamistischen Organisationen aus dem Ausland unterstützt würden.
Die chinesische Regierung schloss sich im neuen „Globalen Krieg gegen den Terrorismus“ den USA an und initiierte eine rege diplomatische und Propaganda-Kampagne gegen „ostturkestanische Terroristen“. Dieses Label wandte China in der Folge wahllos auf alle Uiguren an, die im Verdacht standen, separatistisch tätig zu sein. Laut Human Rights Watch versuchten die chinesischen Behörden dabei nicht, zwischen friedlichen und Gewalt befürwortenden oder anwendenden politischen Aktivisten oder Separatisten zu unterscheiden. Besonders nach den Anschlägen vom 11. September 2001 verschärfte China sein Vorgehen in Xinjiang, setzte Islamismus und Separatismus oder schlicht jegliche Gewalt und antistaatliches Verhalten grundsätzlich mit „Terrorismus“ gleich und präsentierte den Kampf gegen den Separatismus muslimischer Uyguren als Teil des internationalen „Kampf gegen den Terror“. Vonseiten westlicher Wissenschaftler und Menschenrechtlern existiert die Einschätzung, die chinesische Zentralregierung habe so den Terrorismus-Vorwurf seitdem dazu benutzt, den Wunsch nach uigurischer Selbstbestimmung pauschal zu diskreditieren und ihre Repression zu rechtfertigen.
Um Unterstützung zu gewinnen, veröffentlichte die chinesische Regierung eine Reihe von Dokumenten, in denen sie angebliche Aktivitäten uigurischer Terroristengruppen in China beschrieb und die Menschenrechtslage in Xinjiang ausführlich verteidigte. China begleitete diese publizistische mit einer umfassenden diplomatischen Kampagne, die allgemein auf die internationale Gemeinschaft und insbesondere auf Chinas unmittelbare Nachbarstaaten in Zentralasien und auf dem asiatischen Subkontinent gerichtet war. Alleine in den Jahren 2002 bis 2003 führte China drei Wellen ihrer intensiven Propagandaoffensive durch, jeweils initiiert durch einen offiziellen Regierungsbericht im Januar 2002, im Mai 2003 und im Dezember 2003.
2002 gelang es China, die USA in der nach dem 11. September 2001 herrschenden alarmistischen Stimmung dazu zu bewegen, die kaum bekannte uigurische Gruppierung ETIM auf die Liste der Terrororganisationen zu setzen. Die internationale Gemeinschaft reagierte unverzüglich mit heftiger Kritik und warf dem US-Außenministerium vor, die ihm von der chinesische Regierung zur Verfügung gestellten Informationen unkritisch übernommen zu haben. Zwar beteuerten US-amerikanische Beamte, im Besitz „unabhängiger Beweise“ zu sein, doch zitierte ihre Pressemitteilung das von der chinesischen Regierung im Januar 2002 herausgegebene Dokument der ersten Propagandawelle wortwörtlich und schrieb sogar fälschlicherweise alle terroristischen Vorfälle ausschließlich der ETIM zu. Noch im selben Jahr wurde die ETIM auf Drängen Chinas und mit Unterstützung der USA auch auf die UN-Terrorliste gesetzt.
Während China die ETIM als hauptverantwortlich für die Gewalt darstellte, stellten westliche Experten in der Folge die Rolle der ETIM bei der Gewaltentfaltung und sogar ihre anhaltende Existenz selbst infrage. So behandelten Xinjiang-Analysten auch den chinesischen Regierungsbericht vom 21. Januar 2002 der ersten Propagandawelle mit Skepsis, zeigten das Fehlen unabhängiger Bestätigungen für die Behauptungen der chinesischen Regierung auf und wiesen auf das Fehlen von Belegen dafür hin, dass die von der chinesischen Regierung als für verschiedene Vorfälle als verantwortlich bezeichnete Gruppen überhaupt nach 1998 noch weiter existierten, werteten den Zeitpunkt der Veröffentlichung des Berichts als opportunistisch und stellten auch die Kategorisierung aller Unabhängigkeitsgruppen unter dem Label „Ostturkestan“ in Frage, mit dem nach ihrer Ansicht Irredentisten und gewaltfreie Befürworter der Unabhängigkeit mit islamischen Terrororganisationen gleichgesetzt wurden. Die chinesische Regierung hingegen gab im Mai 2003 ein White Paper zu Xinjiang heraus, das in den folgenden Wochen eine zweite Propagandaflut mit Hunderten von verwandten Nachrichten über offizielle Nachrichtenagenturen und Zeitungen in Chinesisch, Englisch und anderen Sprachen mit sich brachte. Vor der Veröffentlichung des White Papers zu Xinjiang durch den Chinese State Council und die nachfolgenden Medienberichte war den offiziellen Medien die Verwendung des Begriffs „Ostturkestan“ verboten gewesen und hatte zur Verhaftung führen können, obwohl er unter Uiguren und anderen Sprechern von Turksprachen außerhalb Chinas die gebräuchlichste Bezeichnung für die Region war. Im Dezember 2003 folgte schließlich als Hauptstück einer dritten Propagandawelle die Herausgabe einer Liste „ostturkestanischer“ Gruppierungen und Individuen durch das Ministerium für Öffentliche Sicherheit, bei der es sich um eine Aufbereitung der Liste von Januar 2002 handelte. Dies erfolgte zu einer Zeit, als China eine Kampagne zur Rückführung chinesischer Uiguren an die USA richtete, die elf aus China stammende uigurische Häftlinge ohne Anklage aus Guantanamo entlassen wollten und erwogen, sie an China zu übergeben, während Menschenrechtler ihre Hinrichtung als „Separatisten“ durch China im Falle einer Auslieferung befürchteten.

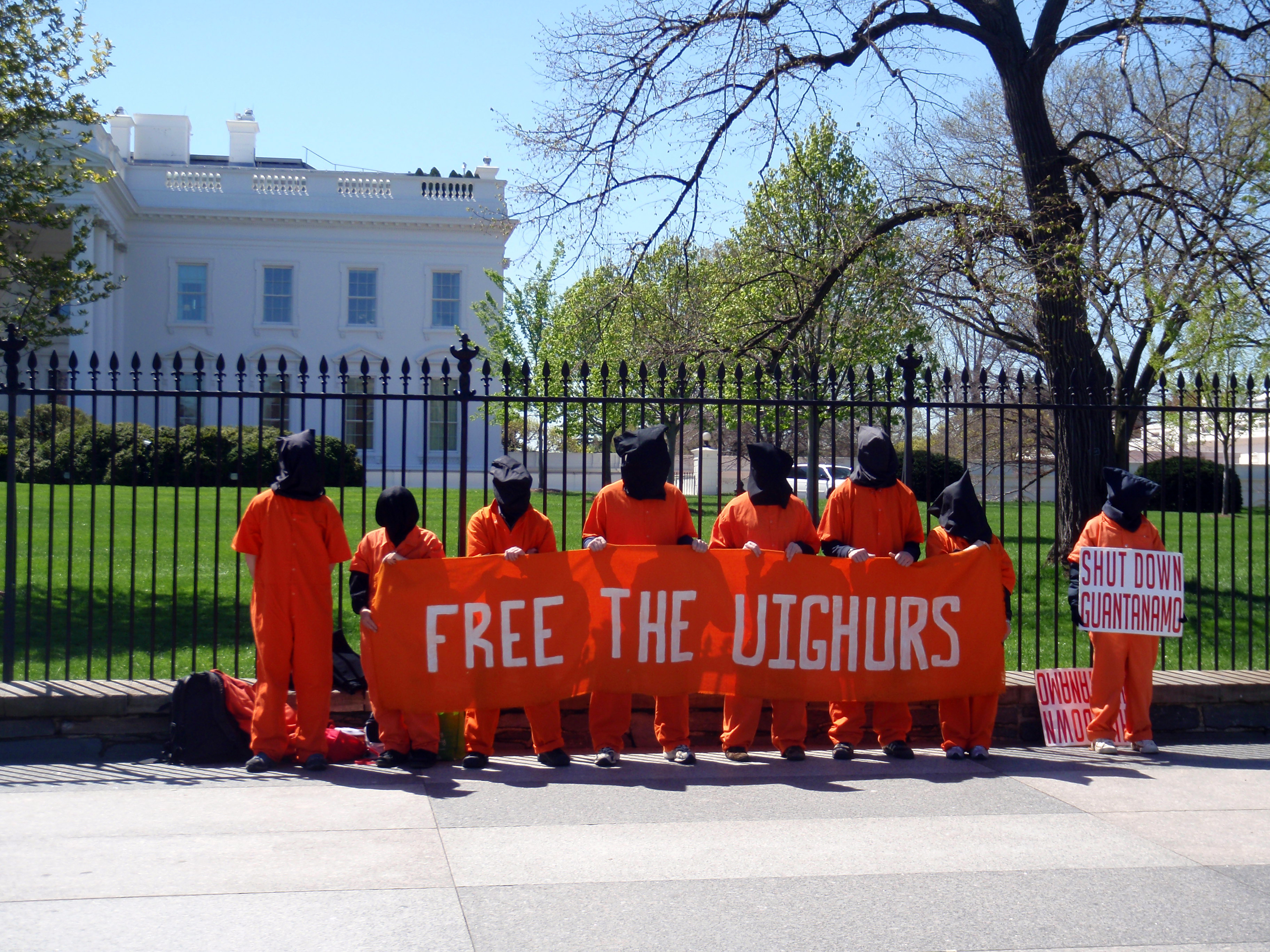
Demonstranten setzen sich vor dem Weißen Haus in Washington, D.C. für die Freilassung der Uiguren aus Guantánamo ein (16. April 2009)

Zu langwierigen internationalen Diskussionen kam es über uigurische Häftlinge im US-Gefangenenlager Guantanamo. Die 22 Männer waren ursprünglich aus China geflohen. Auf der Flucht aus dem Zugriffsbereich der chinesischen Regierung waren einige uigurische Flüchtlinge nach Afghanistan gelangt. Viele von ihnen strebten als Ziel die als sichere Zuflucht für Uiguren geltende Türkei an. Nach dem Beginn der US-amerikanischen Luftangriffe in Afghanistan waren viele dieser Uiguren über die Berge nach Pakistan geflüchtet. Eine größere Gruppe von ihnen war von für die USA arbeitenden Kopfgeldjägern an das US-Militär verkauft worden. Im Jahr 2001 waren fünf von ihnen von US-amerikanischen Sicherheitskräften in Afghanistan festgenommen worden. Die anderen 17 waren von der Polizei in Pakistan festgenommen und später vom pakistanischen Militär an die USA ausgeliefert worden. Wenige Monate nach den Terroranschlägen vom 11. September 2001 waren sie aus Afghanistan in das US-Gefangenenlager Guantanamo überführt worden. Seit 2002 wegen Terrorismusverdachts verhaftet, blieben sie jahrelang inhaftiert. Sie wurden wiederholt verhört, wobei es die USA im Rahmen eines Abkommens über gemeinsame Operationen zur Terrorismusbekämpfung auch chinesischen Vernehmern gestatteten, Verhöre durchzuführen. 2006 wurden sie von Terrorismusvorwürfen gerichtlich freigesprochen. Ein US-amerikanisches Militärgericht hatte die fehlende Berechtigung ihrer Verhaftung und Internierung bestätigt. Fünf der 22 Uiguren fanden im selben Jahr in Albanien Asyl, worauf China mit Protesten reagierte. Medienangaben zufolge gewährte Albanien seitdem offenbar aus Sorge vor chinesischem Druck keinen weiteren Uiguren aus dem Guantanamo-Lager mehr Asyl. 2008 urteilte ein Gericht, dass die verbliebenen 17 Uiguren in die USA entlassen werden müssen. Die Bush-Regierung widersetzte sich jedoch jahrelang den juristischen Bemühungen zur Freilassung, so dass die Uiguren in Guantanamo verblieben, mit Ausnahme von fünf der in Pakistan festgenommenen Uiguren, die bereits nach Albanien entlassen worden waren. Die Regierung Obama erkannte dann zwar an, dass die noch in Guantanamo befindlichen Uiguren keine Gefahr für die USA darstellten, stieß jedoch auf innenpolitischen Widerstand mit dem Vorschlag sie in Nord-Virginia anzusiedeln und zeigte sich dann an einer Überführung dieser Uiguren in Drittländer interessiert, da dies zur Umsetzung des damaligen Vorhabens von US-Präsident Barack Obama beitragen sollte, das Gefangenenlager Guantanamo bis Anfang 2010 zu schließen und so „Amerika sicherer“ zu machen. China betrachtete die Uiguren aus Guantanamo hingegen weiterhin als Mitglieder einer islamistischen Gruppe und forderte ihre Auslieferung. Als die letzten 17 der 22 Uiguren freigelassen wurden, denen nach Befürchtung von Menschenrechtsorganisationen bei einer Auslieferung an China Folter und Haft drohten, fand sich jedoch weltweit zunächst kein Staat dazu bereit, sie aufzunehmen. Nachdem auch Deutschland mehrfach vergeblich von den USA um Aufnahme uigurischer Häftlinge gebeten worden war, erklärte sich im Juni 2009 schließlich der Inselstaat Palau als einer der wenigen Staaten, die die Volksrepublik China nicht anerkennen und stattdessen diplomatische Beziehungen mit der sogenannten Republik China (Taiwan) unterhalten, zur Aufnahme der verbliebenen 17 Uiguren bereit. Gegenüber Medien bezeichnete Palaus Präsident Johnson die um nationale Selbstbestimmung ringenden Uiguren allerdings als „ethnische Chinesen“. Nach intensiver Lobbyarbeit der USA wurden 2009 vier der 17 Uiguren 2009 an die britische Kronkolonie Bermuda überstellt, sechs nach Palau und zwei weitere 2010 in die Schweiz, während die übrigen fünf eine Entlassung in bestimmte Länder (Palau und die Malediven) ablehnten und sich ihre Gefangenschaft so um Jahre verlängerte. Zwei wurden schließlich 2012 nach El Salvador freigelassen und die letzten drei Ende 2013 in die Slowakei überführt womit sie über 12 Jahre im US-Gefangenenlager Guantanamo verblieben waren.
Bereits ab 1996 waren regelmäßige Kampagnen „des harten Schlags“ durch den chinesischen Staat durchgeführt worden, um Kriminalität und Bedrohungen der öffentlichen Ordnung mittels Mobilisierung der Polizei zu bekämpfen. Ab den 2000er Jahren aber wurden die seit 1996 bestehenden, regelmäßigen Kampagnen „des harten Schlags“ zunehmend zur Bekämpfung von „Separatismus, Extremismus und Terrorismus“ eingesetzt. Ein 2005 von Human Rights Watch veröffentlichter Bericht zeigte auf, dass fast die Hälfte der Insassen in Umerziehungslagern in Xinjiang unter dem Vorwurf illegaler religiöser Aktivitäten inhaftiert worden waren. In Xinjiang blieb konstant eine starke Polizeipräsenz aufrechterhalten. So patrouillierten etwa im Jahr 2007 Han-chinesische Polizisten in auffälliger Weise täglich in Sechsergruppen und mit Schlagstöcken bewaffnet durch die uigurischen Stadtteile von Ürümqi. Die chinesische Führung führte die in Vorbereitung auf die Olympischen Sommerspiele 2008 eine neue einjährige Sicherheitskampagne gegen die „drei bösen Mächte“ („Terrorismus, religiöser Extremismus und Separatismus“) durch, die noch drastischere Einschränkungen der religiösen, kulturellen und politischen Rechte der Uiguren mit sich brachte. Die Härte der verschiedenen Kampagnen „des harten Schlags“ der zentralchinesischen Regierung in Xinjiang unterdrückte zwar kurzfristig die Gewalt, schürte aber langfristig ein Gefühl der Ungerechtigkeit und des Misstrauens unter den Uiguren.
Vier Tage vor Beginn der Olympischen Sommerspiele 2008 kam es zu einem Bombenanschlag auf eine Polizeistation in Kaschgar, bei dem 16 Polizisten getötet wurden. Es folgte nach der verhältnismäßig ruhigen Zeit zwischen 2000 und 2007 eine erneute Eskalation des Konflikts, die bis heute (Stand: 2021) andauert. Dabei ist es seit 2017 zu keinen offiziell gemeldeten Gewalttaten mehr gekommen (Stand: 2019).

##### Unruhen in Ürümqi 2009 und weitere Entwicklung

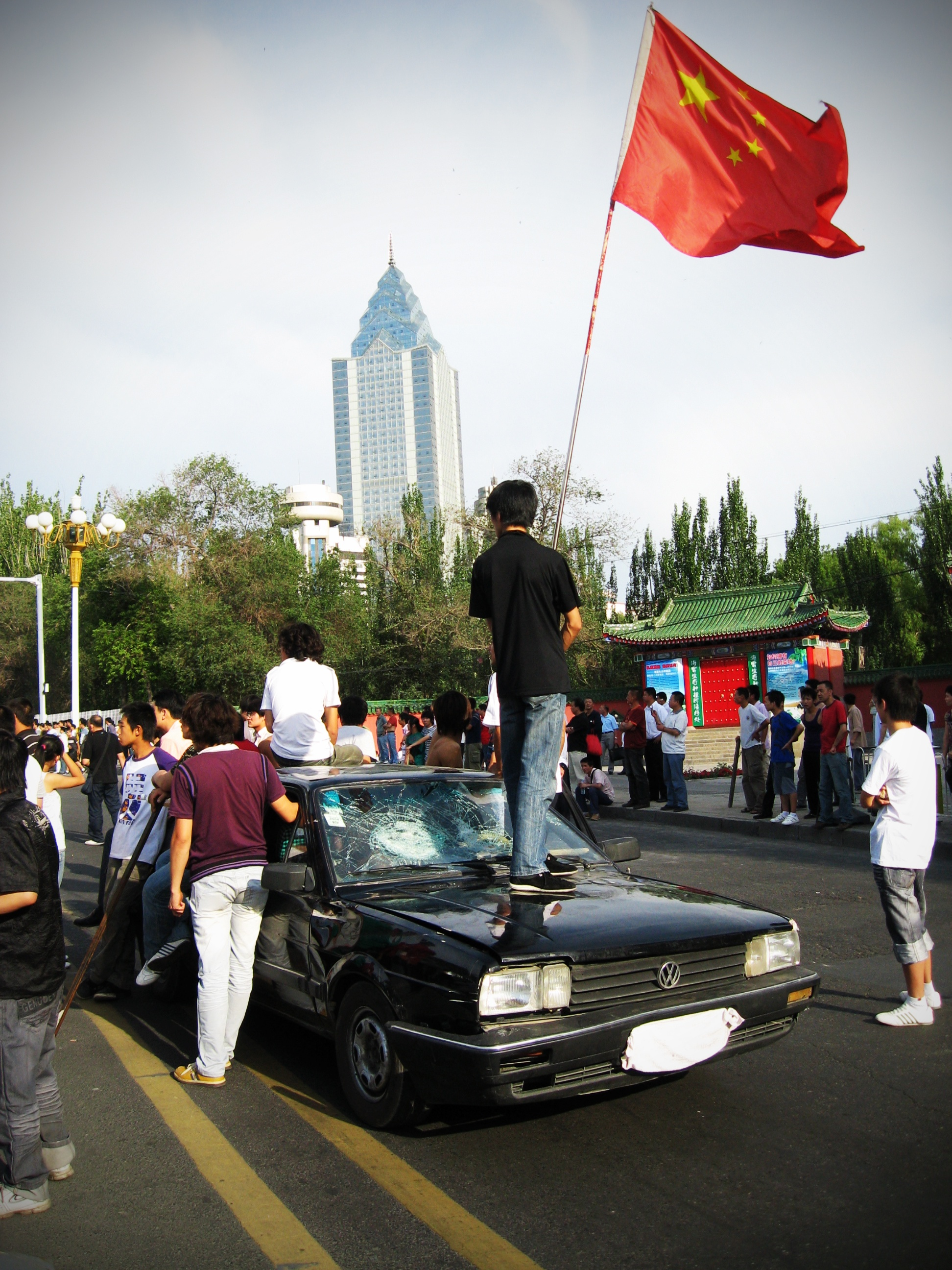
Bewaffnete Han-Chinesen formen am 7. Juli Banden

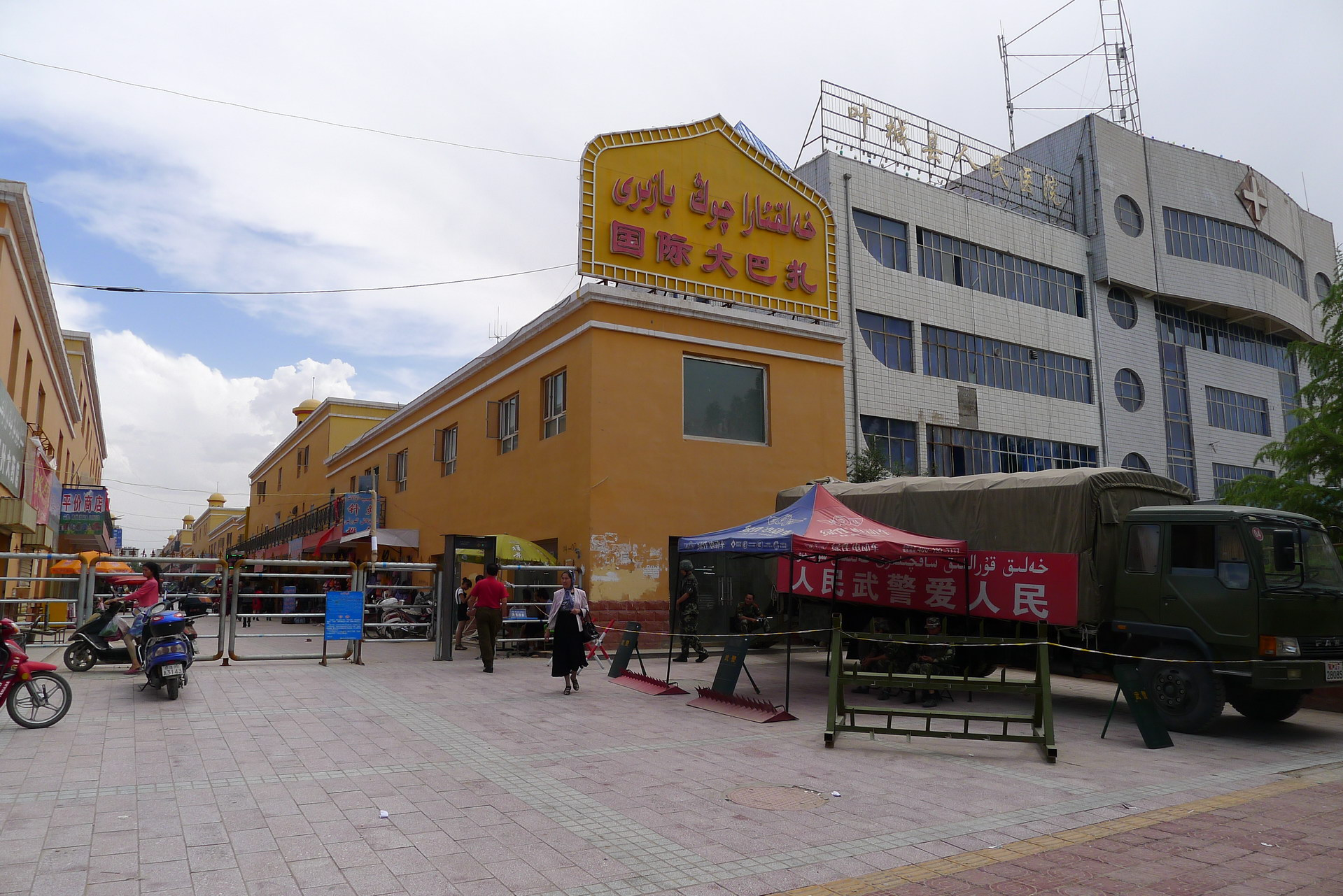
Checkpoint bewaffneter Polizei am Basar in Kargilik (2012)

Im Juli 2009 kam es vom 5. bis 7. Juli zu Protesten in Ürümqi. Sie gipfelten in den schwersten Ausbruch interethnischer Gewalt seit Jahrzehnten in China und führten zu einem Ausufern behördlicher Maßnahmen, die sich gegen die Religion richteten. Die Unruhen führten laut Sean R. Roberts zu einer klar feststellbaren Dämonisierung der Uiguren und trugen, obwohl sie in keiner Weise mit Terrorismus oder islamischen Extremismus in Verbindung standen, möglicherweise in besonderem Maße dazu bei, in der Han-Bevölkerung Vorstellungen eines uigurischen Terrorismus auszubilden.
Auslöser für die Proteste war zwar eine Auseinandersetzung zwischen Han-Chinesen und Uiguren in einer Fabrik in der Stadt Shaoguan in der südchinesischen Provinz Guangdong, bei der mindestens zwei uigurische Wanderarbeiter getötet wurden. Die tieferen Ursachen lagen jedoch nach einhelliger Einschätzung von Beobachtern in der langjährigen massiv diskriminierenden Politik der chinesische Regierung in der Region und in den völlig überzogenen Einschränkungen der religiösen, politischen, erzieherischen, sprachlichen und wirtschaftlichen Rechte der Uiguren.
Am 5. Juli forderten hunderte Uiguren auf einer offenbar zunächst friedlichen Demonstration in Ürümqi die Untersuchung des Vorfalls. Für den Protest gegen die Tötung der uigurischen Arbeiter marschierten uigurische Studenten durch den uigurischen Teil Ürümqis, dessen Zentrum das Erdaoqiao-Gebiet (Dong Kövrük) mit der städtischen Hauptmoschee und dem neuen Großen Bazaar bildet. Die Lage eskalierte in Gewalt, als die Bereitschaftspolizei die Proteste auflösen wollte und die uigurische Menge schließlich wahllos Han-chinesische Einwohner – einschließlich Frauen, Kindern und älteren Menschen – in der Stadt angriff, verletzte oder tötete. Später marschierten Han-chinesische Demonstranten in uigurische Stadtviertel, wo einige von ihnen Häuser mit Steinen und Hackbeilen angriffen. ZDF-Reporter berichteten von aufgebrachten Han-Chinesen, die ihrerseits Uiguren in Ürümqi attackierten, während die Sicherheitskräfte versuchten, die sich bekämpfenden Ethnien zu trennen. Die Polizei machte nie Aussagen darüber, wie viele Menschen bei diesen Vergeltungsunruhen gestorben oder verletzt wurden. Laut den offiziellen chinesischen Angaben von August 2009 wurden 197 Menschen getötet. Bei 156 Getöteten habe es sich um „Zivilisten“ gehandelt, darunter 134 Han-Chinesen, 11 Hui-Chinesen, 10 Uiguren und ein Mandschu. 12 weitere seien angeblich von Sicherheitskräften beim Begehen von Gewaltakten oder krimineller Aktivitäten erschossen worden. Vertreter der uigurischen Exilorganisation WUC zweifelten die offiziellen Zahlen an und gingen von weit höheren Opferzahlen unter Uiguren aus. Rebiya Kadeer sprach von etwa 400 Toten. Über 1600 Menschen wurden nach offiziellen Angaben verletzt. 1434 Personen wurden laut chinesischen Regierungsmedien verhaftet. Im Anschluss an die Verhaftungswelle demonstrierten am 7. Juli 2009 etwa 200 Uiguren für die Freilassung ihrer Angehörigen. Uigurische Exilorganisationen sowie Rebiya Kadeer verurteilten die blutige Niederschlagung der Proteste und forderten die internationale Gemeinschaft auf zu handeln. Das Internet in der Region Xinjiang wurde nach den Konflikten und Protesten in der Region im Jahr 2009 für die Dauer von fast einem Jahr offiziell gesperrt.
In den Monaten nach dem gewaltsamen Ereignis bildete sich die bereits bestehende ethnische Segregation der Stadt Ürümqi noch weitaus schärfer aus, indem han-chinesische Einwohner aus dem uigurisch dominierten Stadtteil fortzogen, während Uiguren aus dem von Han-Chinesen dominierten nördlichen Teil Ürümqis in das uigurische Stadtgebiet zuzogen. Zur gleichen Zeit kam es auch zu einer auffälligen Islamisierung dieses Stadtgebiets.
Mitte Oktober 2009, drei Monate nach den Unruhen, verurteilte die chinesische Justiz die ersten an den Unruhen beteiligten Uiguren zum Tode, ein weiterer wurde zu einer lebenslangen Haftstrafe verurteilt. Das Gericht in Ürümqi sah es als erwiesen an, dass sich die Angeklagten des Mordes bzw. der Brandstiftung und des Raubes schuldig gemacht hätten. Im November wurden die Todesurteile gegen acht verurteilte Uiguren und einen Han-Chinesen vollstreckt, im Dezember 2009 wurden vier an den Unruhen beteiligte Uiguren und ein Han-Chinese zum Tod verurteilt.
Nach den Unruhen in Ürümqi im Juli 2009 nahmen gewalttätige Vorfälle zu. Seit 2009 kam es zu einer langanhaltenden Serie von Angriffen mit Messern, Kraftfahrzeugen und teilweise auch wieder selbstgebastelte Bomben, die sich nicht mehr speziell gegen Sicherheitskräfte oder Regierungsvertreter, sondern gegen Menschenmengen richteten. Insbesondere der Aufstand im tibetanischen Lhasa 2008 und die Unruhen in Ürümqi im Jahr 2009 führten in China zu Sorge vor einem ethnisch-begründeten Staatszerfall wie in der Sowjetunion. Dies ermutigte zu integrationistischen oder assimilationistischen Tendenzen in der Minderheitspolitik, die aber nicht zu einem Nachlassen der ethnischen Spannungen führten, sondern das Gefühl von kultureller Unsicherheit bei den Uiguren noch erhöhte.
Unter Staatspräsident Xi Jinping wurde die Politik Chinas ab 2013 zentralisierter. Seit Anlaufen der ehrgeizigen One Belt, One Road-Initiative („Neue-Seidenstraßen“-Initiative) Xis Ende 2013 erlangte die Aufrechterhaltung der Stabilität (维稳) in der unbeständigen Xinjiang-Region eine noch größere Priorität. Xinjiang wurde zu einer „Kernregion“ (核心区) der Neuen Seidenstraße, gerade zu einer Zeit, als tödliche Widerstandsaktivitäten in Xinjiang einen Höhepunkt erreichten. Die Uigurenfrage in Xinjiang als sehr rohstoffreicher Region und als ein wichtiger Teil der sogenannten Seidenstraßeninitiative war damit aus Sicht der chinesischen Führung auch primär ein geostrategischer Konflikt. Dementsprechend sollte die Region unter Kontrolle gebracht werden.
Der 2010 in Gang gesetzte und sich selbst verstärkende Prozess anhaltender Gewalt zwischen Sicherheitsorganen und örtlichen Uiguren im Süden Xinjiangs eskalierte im Jahr 2013 und kann als ein über drei Jahre andauernder Zyklus von Gewalt und Repression beschrieben werden. Er fand allerdings isoliert in der uigurischen Region statt und wurde vom Staat größtenteils nicht vermeldet.

##### Gewalteskalation 2013
Über einige Gewaltausbrüche des Jahres 2013 wurde von den chinesischen Staatsmedien ausführlich berichtet, anders als bei den meisten anderen Gewaltausbrüchen in der uigurischen Heimatregion aus diesem Jahr. Dazu zählte zunächst der Vorfall vom 26. Juni in dem weiter nördlich als bei den meisten anderen Vorfällen gelegenen Lukqun, über den aufgrund seines Ausmaßes berichtet wurde. Weiter zählte dazu der Vorfall in Peking vom 28. Oktober, der große Aufmerksamkeit auf sich zog, weil er sich im Zentrum der Staatsmacht ereignet hatte. Und schließlich berichteten chinesische Staatsmedien auch über den Vorfall in Maralbexi im April, wahrscheinlich wegen der großen Anzahl von Opfern unter den Sicherheitskräften durch die Gewalt:
Am 23. April 2013 kam es in Maralbexi (im Regierungsbezirk Kaschgar) Berichten der chinesischen Staatsmedien zufolge zu einem Zusammenstoß, bei dem im Gefolge von Routine-Hausdurchsuchungen ein Haus abbrannte und mindestens 15 Polizisten und „Gemeindearbeiter“ getötet wurden. Viele Umstände des Vorfalls blieben allerdings ungeklärt. Der Vorfall wurde in der Berichterstattung der offiziellen Medien als „Terroranschlag“ gemeldet und bot dem Staat die Möglichkeit, die von angeblichen „Terroristen“ aus der uigurischen Bevölkerung ausgehende Bedrohung „aufzubauschen“, als die TIP erneut ein Video veröffentlichte, in dem sie die beteiligten lokalen Uiguren pries und den Vorfall als dschihadistische Tat bezeichnete.
Ende Juni 2013 kam es zu Auseinandersetzungen zwischen der uigurischen Minderheit und chinesischen Sicherheitskräften mit insgesamt etwa 35 Toten am 26. Juni in der Großgemeinde Lukqun (Kreis Piqan/Shanshan) in der Präfektur Turpan, sowie am 28. Juni in der Stadt Hanerik oder Hanairike (Kreis Moyu) in der zu 97 % uigurisch besiedelten Präfektur Hotan. Es handelte sich um den blutigsten Ausbruch ethnischer Gewalt seit 2009. Von beiden Ereignissen wurden nur lückenhaft Einzelheiten bekannt. Die chinesischen Staatsmedien beschuldigten in einer ungewöhnlich gezielten Zuordnung die syrischen Oppositionskräfte, muslimische Extremisten ausgebildet zu haben, die für die Unruhen verantwortlich seien. Das KPCh-Sprachrohr Global Times behauptete mit Berufung auf chinesische Anti-Terror-Behörden, einige Mitglieder der ETIM seien aus der Türkei nach Syrien eingereist, hätten sich an Kämpfen gegen die syrische Armee beteiligt und gleichzeitig Personen ausgemacht, die auf chinesisches Territorium vordringen sollen, um dort Terroranschläge zu verüben. Global Times zitierte einen anonymen Anti-Terror-Beamten mit der Aussage, seit 2012 seien fast 100 ethnische Uiguren nach Syrien gereist um auf der Seite der Rebellen zu kämpfen und ihre „terroristischen Fähigkeiten“ zu verbessern. Die Staatsmedien verwendeten damit den üblichen Narrativ der chinesischen Regierung, dass die Gewalt in Xinjiang aus dem Ausland wie Pakistan und nicht aus im eigenen Land entstandenen Verdruss stamme. Trotz der staatlichen Bemühungen, die Gewalt in Xinjiang mit islamistischen Kräften im Ausland in Verbindung zu bringen, gab es jedoch tatsächlich kaum Hinweise auf organisierte Verbindungen. Der Bericht der Global Times folgte auf Versuche Chinas, eine aktivere Rolle im Syrien-Konflikt zu übernehmen. Die TIP veröffentlichte zwar ein Video, in dem die Gewalt in Lukqun als Akt des Dschihad gelobt und dargestellt wurde und das Uiguren im Heimatland dazu aufforderte, Dschihad-Operationen durchzuführen. Die Geschehnisse in Lukqun blieben jedoch ungeklärt wie auch die Frage, ob sie tatsächlich politisch motiviert waren. Westliche Medien hielten der staatlich-chinesischen Lesart entgegen, dass spontane Wut oder Spannung, die durch unnachgiebige Restriktionen gegen Moscheen und muslimische Ausdrucksformen ausgelöst wird, wahrscheinlich eine größere Ursache darstellt, als die staatliche Verwaltung zugestehe. In der Präfektur Turpan, wo sich der Vorfall vom 26. Juni ereignet hatte, hatten die Behörden zuvor eine Kampagne durchgeführt, die erreichen wollte, dass uigurische Männer keine langen Bärte und Frauen keinen Schleier oder andere islamische Kleidung mehr tragen. Der zweite Vorfall war weniger als zwei Wochen vor Beginn des heiligen muslimischen Fastenmonats Ramadan erfolgt, nachdem einige Lokalregierungen in Xinjiang versucht hatten, Uiguren von ihrem üblichen Fasten abzuhalten.
Die regionalen Behörden begannen in der Zeit der Vorfälle von Lukqun und Maralbexi verstärkt damit, die zunehmende Gewalt in der Region mit religiösen Ideologien in Verbindung zu setzen, die sie als „Extremismus“ deklarierten, unabhängig davon, ob diese in Verbindung zur Gewalt in Lukqun und Maralbexi standen oder nicht. Die VR China hatte bereits seit dem Vorfall in Baren im Jahr 1990 generell Religion mit gewaltsamen Widerstand verbunden, aber die neuen Anstrengungen gingen darüber hinaus und wurden laut einem chinesischen „Terrorismusbekämpfungsexperten“ eingeleitet, indem die Regionalpartei im Mai 2013 ein internes Verschlusssachendokument herausgab, das umgangssprachlich als „Dokument Nr. 11“ (自治区党委11号文件) bekannt wurde. Nach diesem Dokument sollte zwischen „legitimen“ und „extremistischen“ religiösen Ausdrucksformen unterschieden werden. Es wird häufig im Zusammenhang mit der frühen Phase des Vorgehens gegen den sogenannten uigurischen Separatismus und den damit verbundenen Kampagnen des harten Schlags und der Umerziehung zitiert.
Bereits im Februar 2013 hatte die KPCh eine Initiative angekündigt, für die 200.000 Han-chinesischen Kadern aufgefordert wurden, sich für voraussichtlich ein Jahr in 9.000 Dörfern zu postieren und dort unter die lokale Bevölkerung zu mischen. Eine ihrer Aufgaben lag in der Überwachung des Verhaltens, indem sie sowohl die lokale uigurische Verwaltung beobachteten als auch die lokale Bevölkerung auf Anzeichen religiöser und kultureller Gewohnheiten überwachten, die der Staat als „extremistisch“ eingestuft hatte. Dabei sollen die Behörden regelmäßige Haus-Durchsuchungen durchgeführt zu haben, um das Verhalten der Uiguren privat zu bewerten und festzustellen, ob sie den Kriterien des Staates für „Extremismus“ entsprachen, wobei nach wissenschaftlicher Einschätzung vermutlich auch eine Bewertung von religiösen Büchern, Kleidung, Ausstattung oder Ess- und Trinkgewohnheiten im Haushalt vorgenommen wurde. Diese polizeilichen Durchsuchungen wurden von dem Großaufgebot von Han-chinesischen Kadern verstärkt, die in ländlichen Gebieten der uigurischen Region, insbesondere im Süden, eingesetzt wurden. Laut dem Xinjiangforscher Sean R. Roberts wurde die Gewalt in Maralbexi im April 2013 vermutlich durch die invasive Art dieser „routinemäßigen“ Hausdurchsuchungen ausgelöst und es handelte sich bei den in Maralbexi getöteten „Gemeindearbeitern“ wohl um solche Han-chinesische Kader.
Ende Oktober 2013 fuhr eine uigurische Familie mit einem Geländewagen auf dem symbolträchtigen Platz des Himmlischen Friedens (Tian’anmen-Platz) in Peking in eine Menschenansammlung (Anschlag am Tian’anmen-Platz), wobei sich das Fahrzeug vor der Verbotenen Stadt entzündete. Bei diesem Vorfall kamen die drei uigurischen Insassen des Fahrzeugs sowie zwei Touristen ums Leben und 38 weitere Besucher und Sicherheitsangestellte wurden verletzt. Der Mangel an zuverlässigen Informationen über den Vorfall, der durch staatliche Zensur noch verstärkt wurde, führte zu verschiedenen Spekulationen in chinesischen sozialen Medien. In den nachfolgenden Tagen stellte China den Vorfall als den ersten großen Selbstmordanschlag der Nation dar, der von separatistischen „Militanten“ aus Xinjiang verübt worden sei. Es war das erste Mal, dass der schrittweise eskalierende Konflikt aus der uigurischen Heimatregion auf das Innere China übergriff. Während der Guardian meldete, die islamistische Gruppe Islamische Turkestan-Partei (TIP) habe sich einen Monat nach dem Vorfall als erste Gruppierung zu dem Vorfall bekannt, verweist der langjährige Xinjiangforscher Sean R. Roberts darauf, dass die TIP zwar ein Video veröffentlichte, das den Tätern zu der Tat als einem dhischadistischen Akt gratulierte, jedoch nicht beanspruchte, dafür verantwortlich zu sein oder damit in irgendeiner besonderen Verbindung zu stehen. Es sei weit wahrscheinlicher, dass der Vorfall ein Ergebnis der Spannungen durch die anhaltende Gewalt zwischen Sicherheitsorganen und Uiguren im Süden des uigurischen Heimatlandes sei, als in irgendeiner Weise mit dem „internationalen Terrorismus“ in Verbindung zu stehen. Im Gegensatz dazu zeigte sich der chinesische Staat fest davon überzeugt, dass der Vorfall ein offensichtlicher „Terroranschlag“ sei, der von den TIP-Anhängern in China geplant wurde. Die chinesischen Behörden hatten für den Angriff die ETIM verantwortlich gemacht, und erklärten, die ETIM sei gleichzusetzen mit der TIP. Die tatsächlichen Umstände des Vorfalls blieben unklar.
Der Vorfall trug dazu bei, dass die Angst vor der angeblichen von Uiguren in der VR China ausgehenden „terroristischen Bedrohung“ auf eine neue Ebene gehoben wurde. Nach der Explosion im Oktober 2013 kündigten Staatsmedien ein „härteres Vorgehen“ in Xinjiang an. Mitte November 2013 wurde die Einrichtung eines Nationalen Sicherheitsrates beschlossen, der der chinesischen Regierung ein konzertiertes Vorgehen gegen bis dahin lediglich unklar definierte innere und äußere Bedrohungen gestattete.

##### Gewalteskalation 2014/15
Neben dem Vorfall vom 28. Oktober 2013 im Zentrum Beijings erregte noch ein zweiter Angriff außerhalb Xinjiangs besonderes Aufsehen, der sich im südchinesischen Kunming ereignete: Dort kam es zu Messer-Angriffen einer achtköpfigen uigurischen Gruppe aus Xinjiang am 1. März 2014 auf Passanten in der mit Menschen angefüllten Bahnhofshalle mit rund 30 Todesopfern und 130 oder 140 Verletzten.
Die beiden Ereignisse am Tian’anmen-Platz und in Kunming wurden als erste Gewaltakte, die Uiguren im inneren China zugeschrieben wurden, in hohem Maße publik gemacht. Der Umstand, dass sich diese Angriffe in Peking und Kunming weit von Xinjiang entfernt zutrugen, schockierte die chinesische Öffentlichkeit und Politik. Der Terroranschlag im Bahnhof von Kunming wurde in den folgenden Jahren oft von chinesischen Vertretern zur Rechtfertigung ihrer Xinjiang-Politik angeführt.
Während diese beiden Gewaltereignisse außerhalb von Xinjiang stattgefunden hatten und große Bekanntheit erlangten, eskalierte 2014 innerhalb von Xinjiang die Gewalt. Dort kam es zu den Angriffen mit den meisten Opfern dieser Zeit: Am 22. Mai 2014 wurden bei einem Angriff mit selbstgebastelten Granaten auf eine Menschenmenge eines belebten Marktes in Ürümqi 43 oder 31 Marktbesucher getötet und über 90 Menschen verletzt.
China beschuldigte im Mai 2014 uigurische Separatisten, hinter Attacken mit Messern und Bomben im Jahre 2014 zu stehen, die in der Region Xinjiang am 30. April (am Bahnhof Ürümqi) und am 22. Mai (Marktplatz in Ürümqi) zu Todesopfern und Verletzten geführt hatten. In den Wochen zuvor waren in einer „Anti-Terror-Kampagne“ etwa 200 Menschen in Xinjiang festgenommen und 39 verurteilt worden. Zwei Monate nach dem Anschlag vom 18. September 2015 berichteten chinesische Medien, die Verantwortlichen seien nach einer großangelegten und monatelangen Verfolgungsjagd gestellt und 28 von ihnen beim Widerstand gegen ihre Festnahme getötet worden.
Nach dem Anschlag am Tian’anmen-Platz (28. Oktober 2013), dem Massaker im Bahnhof Kunming (1. März 2014) und dem Anschlag in Ürümqi im April 2014 rief Staatspräsident Xi Jinping 2014 dazu auf, die Terroristen mit äußerster Anstrengung dingfest zu machen. Laut der indirekt von der US-Regierung mitfinanzierten Nichtregierungsorganisation Uyghur Human Rights Projects soll die Zahl der verhängten Todesurteile von rund 51 im Jahr 2013 auf rund 560 im Jahr 2014 gestiegen sein. Nach Lesart der chinesischen Regierung handelte es sich bei den Verantwortlichen stets um radikalisierte Islamisten, Terroristen bzw. Separatisten, doch unterließ die Regierung dabei in der Regel eine klare Unterscheidung dieser drei Gruppen oder Motivlagen, während sie aus externer Perspektive praktisch unmöglich blieb, so dass nicht feststellbar war, ob Islamismus eine treibende Kraft für uigurischen Widerstand darstellte. Die Führer der KPCh trieben ihre Kampagne des „harten Schlages“ (yanda) gegen die „drei Übel“ (Separatismus, Extremismus und Terrorismus) voran und starteten den Krieg des Volkes gegen den Terror, der sich 2014 zunehmend auf die Ausmerzung des konservativen Islam ausrichten sollte.
In Aksu wurden am 18. September 2015 bei einem Angriff auf eine Kohlemine nach offiziellen Angaben 16 Menschen getötet, darunter 5 Polizisten, während das von der US-Regierung finanzierte Radio Free Asia berichtete, es seien beim Angriff rund 50 im Schlaf überraschte Han-chinesische Arbeiter getötet worden.
Seit den Attacken in den Jahren 2014 und 2015 kam es in China zu einer erheblichen Zunahme islamophober Äußerungen in öffentlichen Debatten.

## Historische Einordnung
Die uigurische Geschichte wird als äußerst komplex bewertet und häufig in drei, vier, fünf oder gar sechs verschiedene Perioden unterteilt. Allerdings herrscht offenbar keine Einigkeit darüber, wie die verschiedenen Perioden am sinnvollsten voneinander abgegrenzt werden sollten.
In Bezug auf die Region Xinjiang erschweren deren lange Geschichte mit unzähligen Völkerschaften, Religionen und Kulturen sowie ihr komplexes Netz ausländischer Verbindungen und ihre komplizierten Beziehungen zwischen den Ethnien das Verständnis für Vergangenheit oder Gegenwart der Region in enormer Weise. Seriöse Analysen sind auf Belege angewiesen, die aber auf weitgehend unübersetzte Texte zumindest in uigurischer, chinesischer, japanischer und russischer Sprache zerstreut sind, darüber hinaus aber sogar noch in Persisch, Tschagataisch, Türki oder noch exotischeren Sprachen vorliegen.

### Politisch oder landestypisch beeinflusste Geschichtsnarrative
Die Geschichte der Uiguren wird in den Geschichtsschreibungen vieler Länder unterschiedlich dargestellt.
Aus etischer Perspektive können die Uiguren, deren Heimat zum größten Teil innerhalb der heutigen Staatsgrenzen Chinas liegt, einerseits als eine der offiziell anerkannten Minderheitsnationalitäten (少数民族) der VR China betrachtet werden. Andererseits können die Uiguren, die kulturell als zentralasiatisch einzuordnen sind, aber auch als einzige der zentralasiatischen Nationalitäten (Nationen) – wie etwa Usbeken und Tadschiken – angesehen werden, die keinen eigenen unabhängigen Nationalstaat besitzt.
Aus emischer Perspektive ist ein bedeutender Aspekt der heutigen uigurischen Kultur der Wunsch nach Unabhängigkeit. Angesichts der kulturellen und religiösen Unterschiede zwischen uigurischen Chinesen einerseits und stärker sinisierten Minderheiten und Han-Chinesen andererseits, nimmt der Wille zur Unabhängigkeit für die uigurische Identität eine wichtige Rolle ein.
Aus ihren unterschiedlichen politischen Intentionen resultiert, dass die Geschichtsschreibung der offiziellen chinesischen Historiker einerseits und der uigurischen Nationalisten andererseits grundlegend unvereinbar miteinander bleibt. Zudem ist bei Han-Chinesen eine Sprachkenntnis für Uigurisch sehr selten vorhanden sowie die Kompetenz oder Bereitschaft des Lesens von Mandarin-Texten nicht bei allen Uiguren gegeben, so dass auch diese uigurisch-chinesische Sprachbarriere zu einer Trennung im Geschichtsbild zwischen Uiguren und Han-Chinesen beiträgt, auch wenn der chinesische Staat seine offizielle Geschichtsversion durch Übersetzungen ins Uigurische und durch das Schulsystem in der uigurischen Bevölkerung durchzusetzen versucht und umgekehrt han-chinesische Geschichtswissenschaftler mithilfe hastig erstellter Übersetzungen den Zugriff auf die Positionen uigurischer Intellektueller zu erlangen versuchen.
Die akademische Forschung zur uigurischen Geschichte und zu Xinjiang konnte bedeutende Fortschritte erzielen, wenngleich sie sich zum einen gegen die in vielen Ländern spezifisch geprägten Lesarten behaupten muss und zum anderen auch nur eine Randstellung in den Zentraleurasienwissenschaften einnimmt.

### Die chinesische Sicht
Im Gegensatz zu den europäischen Gelehrten hatten die chinesischen schon zur Zeit der Qing-Dynastie eine Einteilung der turksprachigen Völker als miteinander verbundene Gruppe (Turkvölker) vermieden und die uigurischen Nomaden nicht in die Nähe der Türk, sondern in die der chinesischsprachigen Muslime (Hui-Chinesen, lokal auch „Tunganer“ oder „Dunganer“ genannt) gestellt. In Übereinstimmung mit der politischen chinesischen Linie – beispielsweise gegenübern den Führern der Republik Ostturkestan (1944 bis 1949) – leugnete die chinesische Geschichtsschreibung mit Verweis auf historische chinesische Quellen die Turkstämmigkeit der Uiguren und deren verwandtschaftliche Beziehungen zu den Türk (chinesisch Tujue). Den Panturkismus behandelte der chinesische Staat als ernsthafte Bedrohung für die nationale Sicherheit und propagierte den Narrativ der westlichen Region (chinesisch Xīyù) Chinas, das Konzept der vereinten „chinesischen Nation“ (chinesisch zhonghua minzu) verfolgend. Dieses Konzept wurde erstmals von Sun Yat-sen formuliert, dann von der nationalistischen Regierung der Republik China unter Chiang Kai-shek durch Historiker der Kuomintang modifiziert und nach der kommunistischen Machtübernahme von der Regierung der VR China übernommen und weitergeführt, die die Geschichtsschreibung nun unter strikte Kontrolle nahm und keine abweichenden Auslegungen oder Zielsetzungen mehr duldete. In der kommunistischen Geschichtsschreibung gehören zu diesem Konzept die drei Prinzipien, dass alle das heutige chinesische Territorium besiedelnden Völker (Nationalitäten Chinas) seit der Antike als eine die „chinesischen Nation“ bildende Einheit aufzufassen seien, dass China als ein seit jeher „vereinigter multinationaler Staat“ verstanden werden müsse und dass die ethnischen Minderheiten Teil der „chinesischen Nation“ bleiben und niemals unabhängige Staaten gründen würden.
Auch die uigurische Geschichte wird in der kommunistischen Geschichtsschreibung der VR China als Teil des Konzepts einer „chinesischen Nation“ behandelt, so dass die Uiguren dem chinesischen Geschichtsbild zufolge seit dem Altertum eine gemeinsame Nation mit den anderen ethnischen Minderheiten und Han-Chinesen gebildet und Uiguren dementsprechend niemals eigene, unabhängige Staaten gegründet haben sollen. Passend zu diesem Konzept setzt die Geschichtswissenschaft der VR China die heute in Xinjiang sesshafte Bevölkerung Xinjiangs mit den Nachfahren der Alten Uiguren gleich, übernimmt also die Vorstellung, dass die Modernen Uiguren im Sinne der uigurischen Nationalität Chinas (chinesisch weiwuer zu) als fortgesetzte Linie der Alten Uiguren im Sinne des historisch überlieferten Volkes (chinesisch Huihu) aufzufassen seien. Die chinesische Geschichtsschreibung verwendet die Migration historischer nomadischer Uigurenstämme aus dem heutigen Gebiet der Mongolei in das Tarim-Becken nach 840 als Argument für ihre Darstellung, dass die uigurische Besiedlung Xinjiangs viel später als die han-chinesische erfolgt sei, so dass die Uiguren als in ein bereits bestehendes chinesisches Heimatland eingewanderte Migranten zu betrachten seien, die als Neuankömmlinge keinen Anspruch auf die Region als eigene Heimat besäßen. Nach dem offiziellen chinesischen Narrativ zur Identität der Uiguren, wie er auch im offiziellen White Paper der chinesischen Regierung über die Geschichte und Entwicklung von Xinjiang von 2003 dargestellt wird, erkennt die VR China zwar die „Uiguren“ als ethnische Gruppe an, spricht ihr aber einen indigenen Anspruch auf Xinjiang ab. Stattdessen soll Xinjiang nach dieser Lesart der chinesischen Regierung bereits seit der Antike „ein untrennbarer Teil der einheitlichen multiethnischen chinesischen Nation“ gewesen sein. Die Regierung der VR China trennt mit diesem Narrativ die Ursprünge der Uiguren von der Region Xinjiang ab und stellt ihre Wanderung und Assimilation mit den iranischen Saken-Stämmen und Indoeuropäern in den Kontext der Zeit nach ihrer Ankunft aus der Mongolei.
Die VR China erkennt die uigurische Volksgruppe zwar als eine der 56 offiziellen „Nationalitäten“ (minzu) ihres Staatsgebiets an, stellt sie aber aus der Perspektive der größeren Gesamtbevölkerung des chinesischen Staates üblicherweise als „Minderheitsnationalität“ (shaoshu minzu) dar und überspielt damit die Tatsache, dass die meisten Uiguren in Gebieten mit einer uigurischen Mehrheit leben. Mit der Behauptung, dass Xinjiang schon immer Heimat mehrerer minzu gewesen sei, versucht das offizielle Geschichtsbild des chinesischen Staates das uigurische Geschichtsbild zu entkräften, nach dem die Uiguren Xinjiang für sich beanspruchen können.
Obwohl die VR China bereits früh Ressourcen für die Klassifizierung ethnischer Gruppen und Formalisierung ihrer Sprachen verwendete, kam es erst in der Reformära in den späten 1970er und frühen 1980er Jahren zu einer gründlichen Erforschung der Geschichte und Kultur der Uiguren durch die Chinesen. Im Kampf um die Deutungshoheit zur Geschichte der Uiguren, die auch die Zukunftsversion für Xinjiang betrifft, investierte der von der KPCh geführte chinesische Staat große finanzielle und zeitliche Ressourcen in die Erforschung und Geschichtsschreibung und konnte dabei wesentlich höhere Mittel aufwenden als die an einer Gegenversion arbeitenden uigurischen Intellektuellen. Han-chinesische Wissenschaftler wurden auf Linientreue zu Partei und Staat eingeschworen und auch loyale nicht-han-chinesische Staatsangestellte und Wissenschaftler herangezogen, damit diese die Geschichte der Uiguren nach den Vorgaben der politischen Führung darstellen. Zur Verbreitung der offiziellen Geschichtsversion wurden (durch finanzielle oder andere Anreize) Verleger und Medien ebenso eingespannt wie (mittels staatlicher Kontrolle) sämtliche Schulstufen. Seit den frühen 1990er Jahren stehen Texte zur Geschichte Xinjiangs auf dem Lernplan von Schülern der Mittelstufe bis zur Universität. Traditionell dient dem von der KPCh gelenkten chinesischen Staat das offizielle Geschichtsbild zur Legitimierung seiner politischen und militärischen Herrschaft sowie der Han-chinesischen Immigration in Xinjiang.
Während aber die Vermittlung dieses offiziellen Geschichtsbilds durch den Parteistaat an die han-chinesische Bevölkerung praktisch uneingeschränkt erfolgreich verlief, blieb die Vermittlung an die uigurische Bevölkerung zu Beginn des 21. Jahrhunderts weitgehend erfolglos. Im Zuge seines harten Vorgehens gegen die Uiguren in Xinjiang seit 2017 (mit Masseninternierung von Uiguren, Inhaftierung von uigurischen Intellektuellen sowie Abschaffung von Uigurisch als Unterrichtssprache) radikalisierte der chinesische Staat schließlich seine Politik zur Geschichtsschreibung und ergreift weitere Maßnahmen zur Auslöschung des historischen Gedächtnisses der Uiguren. Es kam dafür nicht nur zum Verbot der Publikation von uigurischsprachiger Literatur. Auch wurden muslimische Gotteshäuser und Wallfahrtsstätten ebenso abgerissen wie historische Denkmäler oder traditionelle Stadtteile.

### Die uigurisch-nationale Sicht
Unter der Herrschaft und im politischen System der Chinesen dient die Wissensvermittlung der Stützung des Status quo. Die in der VR China als ethnische Minderheit unterdrückten Uiguren sind somit von der Beteiligung an der Geschichtsschreibung ausgeschlossen. Damit einher geht auch ihr Ausschluss von der politischen Macht über die Kartographie, so dass die vielen Uiguren geläufige Bezeichnung Altishahr (Altä Şähär; uigurisch für: „sechs Städte“) für das in der Gegenwart von China kontrollierte zentralasiatische Gebiet, in dem die Uiguren und ihre Vorfahren traditionell die Mehrheit der Einwohner stellten, weder im bekannten Kartenmaterial, noch im offiziellen öffentlichen Diskurs in China vorkommt, sondern nur in der Umgangssprache überlebt. Statt der uigurischen Bezeichnung Altishahr sind in China ausschließlich die chinesische Bezeichnung „Xinjiang“ und ihre uigurische Transliteration „Shinjang“ als Namen für die uigurische Heimatregion offiziell in der Öffentlichkeit zugelassen. Ethnisch nicht zu den Han-Chinesen zählende Völker in der Region und Emigrantengemeinschaften wie in Kasachstan, in der Türkei oder in Deutschland verwenden die Bezeichnung Xinjiang wegen ihrer imperialen Konnotation jedoch nicht, sondern wählen stattdessen die in China offiziell verbotene Bezeichnung Sharqi Turkistan („Ostturkestan“).
In diesem politischen Umfeld der ethnischen Unterdrückung und fehlenden Partizipationsmöglichkeit am Geschichtsnarrativ entwickelte sich eine uigurisch-nationale Lesart in erster Linie außerhalb Chinas und weist Einflüsse derjenigen Lesarten auf, die in Ländern mit großen uigurischen Diasporen (Türkei und Postsowjetische Staaten Zentralasiens) vorherrschen.
Uigurische Intellektuelle vertreten ein Geschichtsverständnis, das sich um den Nachweis bemüht, dass im Widerspruch zum Geschichtsbild der für den chinesischen Staat arbeitenden Historiker von der Geschlossenheit einer uigurischen Nation ausgegangen werden könne, die einen territorialen Anspruch auf Xinjiang als ihr Heimatland besitze. Das von uigurischen Intellektuellen eingenommene ethnozentrische Geschichtsverständnis von Uiguren stellt sich der chinesischen Geschichtsdarstellung entgegen, indem es die sehr frühe Besiedlung des heutigen Xinjiang und die daraus folgenden Indigenität der uigurischen Bevölkerung in ihrem Heimatland zu beweisen versucht und die zentralasiatische Herkunft der Uiguren als Turkvolk betont, das nach ihrer Darstellung eine weitaus längere Geschichte als die der Han-Chinesen besitze. Auch innerhalb der Darstellungen durch uigurische Gelehrte existieren unterschiedliche Auslegungen über den historischen Ursprung der Uiguren. Der uigurische Historiker Turgun Almas schrieb dem uigurischen Volk eine 6.400-jährige Geschichte zu und führt seine Abstammung auf die Tarim-Mumien zurück und sah die Uiguren als einen im Tarim-Becken beheimateten Stamm mit ostasiatischen und europiden anthropometrischen und genetischen Merkmalen an, der sich von den Hunnen (Xiongnu) herleiten lasse und seit jeher Xinjiang besiedelt habe. Andere uigurische Gelehrte wie Muhemmed Imin Bughra (türk.: Mehmet Emin Buğra) ordneten die Uiguren dem türkischen Volk zu und wiesen ihm eine 9.000-jährigen Geschichte zu.
Das nationalistische Geschichtsbild der Uiguren hat eine identitätsstiftende Vorlage für die Uiguren geschaffen und dem Islam darin eine entscheidende Stellung eingeräumt. Es bietet den Uiguren eine Berechtigung für den Widerstand gegen die chinesische Herrschaft und vermittelt ihnen dazu entsprechende Musterfälle aus der eigenen Geschichte. Während die VR China ihren Narrativ zur Geschichte und Identität der Uiguren ebenso wie ihre historischen Territorialansprüche auf Xinjiang in der Region durchgesetzt und als faktische Realität darstellt, konnten die uigurischen Gegennarrative unter Separatisten an Bedeutung gewinnen.
Dabei kam es in dem von uigurischen Intellektuellen entworfenen Geschichtsbild, das sich der offiziellen chinesischen Darstellung widersetzte, zu ähnlich starken Verzerrungen der Historie wie in dem der offiziellen chinesischen Geschichtsschreibung. Der Umstand, dass die Identität der Uiguren seit jeher auf einem ethno-religiösen Fundament basiert und daher in allen Lebensbereichen der Weltgemeinschaft des Islam (Umma) nahesteht, gilt dagegen als wissenschaftlich unstrittig.
Obwohl den uigurischen Intellektuellen für die Schaffung eines Gegenentwurfs zur Geschichte der Uiguren weitaus geringere Mittel zur Verfügung standen als der offiziellen Geschichtsschreibung der VR China und sie dabei zudem strikten politischen Einschränkungen unterworfen waren, konnten die Anstrengungen der chinesischen Staatsführung, die uigurische Bevölkerung von der offiziellen chinesischen Geschichtsversion zu überzeugen, zu Anfang des 21. Jahrhunderts als weitgehend gescheitert bezeichnet werden.
Aktuell befindet sich die Geschichtsschreibung der Uiguren in China seit 2017 in einer Phase der Auslöschung der uigurischen Lesart, die völlig durch einen chinesisch bestimmten Narrativ ersetzt wird, welcher den Uiguren das Recht abspricht, sich als Nation und als unabhängig von China zu begreifen.

### Die sowjetische Sicht
In der Sowjetunion erhielten die Uiguren den Status als offizielle Nationalität. In der sowjetischen Forschung entstand ein eigener Bereich für Uigurische Studien (uigurovedenie) mit Sitz in der Kasachischen Akademie der Wissenschaften, der auf die Formalisierung und Glorifizierung von Sprache, Kultur und Geschichte der Uiguren abzielte und die Annahme vertrat, dass der uigurische nationale Mythos der direkten Abstammung von den alten Uiguren zutreffend sei.
Sowjetische Historiker nahmen wiederum bedeutenden Einfluss auf die uigurisch-nationale Geschichtsschreibung.
Im Zuge der jüngeren Bestrebungen der VR China, die Forschung und Geschichtsschreibung zu den Uiguren in den Mitgliedsstaaten der Shanghaier Organisation für Zusammenarbeit unter staatlich-chinesische Kontrolle zu bringen, kam es 1995 auf Druck Chinas hin zur Schließung des Instituts für Uigurenstudien in der damaligen kasachischen Hauptstadt Almaty. Auch zeigte sich die chinesischen Botschaft in Russland verärgert über das Institut für Orientstudien der Russischen Akademie der Wissenschaften in Moskau, als dieses 2016 eine internationale Konferenz über die Geschichte und Kultur der Uiguren organisiert hatte. Die heutige Situation ist gekennzeichnet durch das Verschwinden der Uigurenkunde in Russland sowie durch ihren Rückgang in Kasachstan, das in der Sowjetunion ein Zentrum dieser Forschungsdisziplin gewesen war.

### Die westliche Sicht
Auch in der Informationsgesellschaft der westlichen Welt werden die politischen Verhältnisse und historischen Bedingungen der Uiguren allerdings in der Regel nur verzerrt dargestellt.
Im 19. Jahrhundert stieg das Interesse der westlichen Wissenschaft an Zentralasien infolge des „The Great Game“ genannten Strebens um die Vorherrschaft in dieser Region zwischen dem Vereinigten Königreich Großbritannien und Irland und dem Russischen Kaiserreich sowie durch bedeutende archäologische Funde (etwa im Tarim-Becken) von Denkmälern, Artefakten und Manuskripten. Im späten 19. und frühen 20. Jahrhundert war die Beschäftigung mit Xinjiang so in Mode gekommen, dass die als Chinesisch-Zentralasien, Chinesisch-Turkestan oder Ostturkestan bekannte Region in der westlichen Presse in breiten Bevölkerungsschichten eine Anhängerschaft hatte. Die öffentliche Aufmerksamkeit verband sich dabei mit orientalistischen Reisephantasien und Großreichdenken. Als aber die Unruhen der 1930er Jahre in Verbindung mit den Republikanern und Mao Zedong die Region für Außenstehende praktisch unzugänglich machten, entrückte die Beschäftigung mit Xinjiang im Westen aus dem Interesse der westlichen Öffentlichkeit, für die die Anwesenheit von westlichen Gelehrten in der Region somit entbehrlich wurde.
Die wissenschaftliche Beschäftigung mit der Region Xinjiang benötigte mehr Zeit als die meisten oder alle anderen sich mit China beschäftigenden Forschungszweige, um sich von den bis Mitte des 20. Jahrhunderts bestehenden Zugangsbeschränkungen zu erholen. Aufgrund der jahrzehntelangen und sich erst seit den 1980er Jahren gelockerten Abriegelung der Region Xinjiang von der Außenwelt verfügten nur wenige spezialisierte Experten über tiefer gehende Kenntnisse von der Geschichte und Kultur Xinjiangs. Es existierten nach der Öffnung Chinas in den 1980er Jahren nur noch wenige Wissenschaftler, die über genug Fachwissen verfügten, um neue Generationen von Xinjiang-Spezialisten auszubilden. Für die englischsprachige Wissenschaft dieser Zeit kann – teilweise bedingt durch mangelnde Sprachkenntnisse – eine geringe Berücksichtigung des chinesischen Forschungsstands festgestellt werden, sowie – infolge von Verflechtungen der Wissenschaft mit politischen Vorgaben – eine Vernachlässigung auch der sowjetischen Forschungsergebnisse. Die unzureichende Sprachkompetenz in Bezug auf die vielfältigen Sprachen der Region und insbesondere auf die Uigurische Sprache hemmte den nur sehr allmählich fortschreitenden Wissenszuwachs. Bis in die 1990er Jahre hinein erschienen somit nur wenige Studien über die Region und zumindest bis zur Mitte dieser Dekade betrachteten die Sinologen Xinjiang – wie auch die übrige geografische Peripherie Chinas – im Gegensatz zum eigentlichen China zumeist lediglich als Randgebiet zur Geschichte und Identität Chinas.
Seit dem Ende des 20. Jahrhunderts setzte – wie bereits zwischenzeitlich im späten 19. und frühen 20. Jahrhundert – eine intensivere Beschäftigung der Forschung mit dem multiethnischen und multikulturellen Raum Xinjiang ein, wenn auch meist mit an ein Fachpublikum gerichteten historisch-politischen, islamwissenschaftlichen oder ethnologischen Studien. Seit den 1990er Jahren erfolgten bedeutende Beiträge zur Ethnologie oder Anthropologie der Uiguren durch Dru Gladney, Justin Rudelson, Sean R. Roberts, Joanne F. Smith (Joanne Smith Finley), Timothy Grose, Ildiko Bellér-Hann, Rahile Dawut, William Clark, Rune Steenberg, Aysima Mirsultan, Nathan Light, Stanley Toops, Jay Dautcher, Darren Byler, Gardner Bovingdon, Arienne Dwyer, Rachel Harris, Elise Anderson und Mukaddas Mijit. Untersuchungen zu den Alten Uiguren werden vornehmlich von Deutschland, Japan, der Türkei, Russland, Korea und Frankreich aus vorgenommen, begünstigt zum einen durch den dort reich vorhandenen Bestand an Manuskriptsammlungen aus Zentralasien, sowie zum anderen durch die dort bestehenden akademischen Traditionen der Turkologie. Wichtige jüngere Werke zur Frühzeit der Region stammen unter anderem von Peter Zieme, Simone-Christiane Raschman, Klaus Röhrborn, Sergei Kliashtorny, Liliya Tugusheva, Mehmet Ölmez, Alexandre Papas (Alexander Papas), Yong Songli (Yong-sŏng Li), Ablet Semet, Zemire Gulcali und Mağrifet Kemal Yunusoğlu.
Zu Beginn des 21. Jahrhunderts verbesserten sich der Zugang und die sprachlichen Mittel, es kam zu einem steigenden Interesse der Wissenschaft an der Region Xinjiang und die global veränderte Situation nach den Terroranschläge am 11. September 2001 machte den Vertrieb von Büchern über Xinjiang für Verlage ökonomisch attraktiv, da das Interesse an der von China kontrollierten Region mit einer muslimischen Mehrheit gestiegen war. Trotz der weiterhin bestehenden, großen Hindernisse für Forschungsarbeiten wie Einreisebeschränkungen für Wissenschaftler nach Xinjiang oder Einschränkungen bei der sozialwissenschaftlichen Durchführung von Feldforschung, Interviews und Umfragen in Xinjiang stieg die Anzahl wissenschaftlicher Schriftwerke zu der Region seitdem an.
Etwa zeitgleich zu den Bestrebungen der VR China, die uigurische Lesart der uigurischen Geschichte auszulöschen und völlig durch die chinesische zu ersetzen, sowie die Geschichtsschreibung zu den Uiguren in den Mitgliedsstaaten der Shanghaier Organisation für Zusammenarbeit einschließlich Russlands und Kasachstans zu steuern, unternimmt der chinesische Staat auch in westlichen Demokratien den Versuch, die akademische Erforschung der Uiguren zu kontrollieren. So übten staatliche chinesische Stellen Druck auf ausländische Wissenschaftler aus, deuteten deren Forschungsergebnisse als separatistischen Angriff auf die chinesische Souveränität über Xinjiang und verhängten schon Anfang des 21. Jahrhunderts Einreiseverbote für internationale Wissenschaftler nach China. Etwa seit 2018 verschärfte sich die Situation für Wissenschaftler der Uigurenforschung. Eine ganze Reihe führender westlicher Wissenschaftler auf dem Gebiet der Uigurenforschung war seit 2018 nicht mehr in China, in einigen Fällen aufgrund der gegen sie verhängten formellen Einreiseverbote, in den meisten Fällen jedoch, weil sie keine Möglichkeit zur Erlangung von Visa sahen oder Sorge hatten, im Falle einer möglichen Einreise in die Region dadurch ihre Kontaktpersonen vor Ort zu gefährden. Laut dem China-Experten David Tobin sind offiziell von chinesischer Seite tolerierte Feldstudien inzwischen nur noch möglich, wenn sich die Wissenschaftler weigern „chinesischen Bürgern zuzuhören, sie zu unterstützen oder jene intellektuell zu analysieren, die die willkürliche staatliche Gewalt, die sie unterdrückt, herausfordern“. Forschungskooperationen mit Wissenschaftlern in China unter diesen Bedingungen einer strikten politischen Kontrolle können laut Tobin nicht die notwendigen Voraussetzungen der Feldforschung erfüllen.

### Allgemein- und fachenzyklopädische Beiträge
- David Brophy: The Uyghurs: Making a Nation. In: Oxford Research Encyclopedia of Asian History. September 2018, doi:10.1093/acrefore/9780190277727.013.318 (englisch). Erste Online-Veröffentlichung: 26. September 2018.
- Michael C. Brose: The Medieval Uyghurs of the 8th through 14th Centuries. In: Oxford Research Encyclopedia of Asian History. Juni 2017, doi:10.1093/acrefore/9780190277727.013.232 (englisch). Erste Online-Veröffentlichung: 28. Juni 2017.
- Michael R. Drompp: The Uyghur Empire (744–840). In: Oxford Research Encyclopedia of Asian History. März 2017, doi:10.1093/acrefore/9780190277727.013.53 (englisch). Erste Online-Veröffentlichung: 29. März 2017.
- The Editors of Encyclopaedia Britannica: Uighur. Encyclopædia Britannica, inc.: Encyclopædia Britannica, 5. Februar 2020, archiviert vom Original (nicht mehr online verfügbar) am 25. Februar 2020; abgerufen am 24. Mai 2020 (englisch).
- Ablet Kamalov: Uyghur Historiography. In: Oxford Research Encyclopedia of Asian History. 2021, doi:10.1093/acrefore/9780190277727.013.637 (englisch). Erste Online-Veröffentlichung: 29. Oktober 2021.
- Kwangmin Kim: Xinjiang Under the Qing. In: Oxford Research Encyclopedia of Asian History. März 2018, doi:10.1093/acrefore/9780190277727.013.13 (englisch). Erste Online-Veröffentlichung: 28. März 2018.
- Karénina Kollmar-Paulenz: Uighurs. In: Hans Dieter Betz, Don S. Browning, Bernd Janowski, Eberhard Jüngel (Hrsg.): Religion Past and Present. Brill, 2011, doi:10.1163/1877-5888_rpp_SIM_125210 (englisch). Deutschsprachige Fassung: Karénina Kollmar-Paulenz: Uighuren. In: Hans Dieter Betz et al. (Hrsg.): Religion in Geschichte und Gegenwart. Brill, doi:10.1163/2405-8262_rgg4_SIM_125210.
- Chang-Kuan Lin: Sinkiang. In: Encyclopaedia of Islam, Second Edition. P. Bearman, Th. Bianquis, C.E. Bosworth, E. van Donzel, W.P. Heinrichs, abgerufen am 29. Mai 2020 (englisch). Erste Online-Veröffentlichung: 2012, Erste Printausgabe: ISBN 978-90-04-16121-4, 1960–2007. doi:10.1163/1573-3912_islam_SIM_7052
- Larry W. Moses: Uygur. In: Richard V. Weekes (Hrsg.): Muslim Peoples: A World Ethnographic Survey. 2. Auflage. 2 („Maba - Yoruk“). Greenwood Press, Westport/Connecticut 1984, ISBN 0-313-24640-8, S. 830–833.
- Rian Thum: The Uyghurs in Modern China. In: Oxford Research Encyclopedia of Asian History. 11. Juli 2020, abgerufen am 11. Juli 2020 (englisch). doi:10.1093/acrefore/9780190277727.013.160. Erste Online-Veröffentlichung: 26. April 2018. Auch verfügbar als: Rian Thum: The Uyghurs in Modern China. In: Oxford Research Encyclopedia, Asian History (oxfordre.com/asianhistory). Oxford University Press, USA 2020 (online [PDF; 902 kB]).
- Rian Thum: Kashgar. In: Kate Fleet, Gudrun Krämer, Denis Matringe, John Nawas, Everett Rowson (Hrsg.): Encyclopaedia of Islam, THREE. Brill, 2019, doi:10.1163/1573-3912_ei3_com_35379 (englisch). Erste Online-Veröffentlichung: 2019, Erste Printausgabe: ISBN 978-90-04-41343-6, 2020, 2020-1. Abgerufen am 29. Mai 2020.
- Barbara A. West: Encyclopedia of the peoples of Asia and Oceania. Facts On File / Infobase Publishing, New York 2009, ISBN 978-0-8160-7109-8, Uighur (Eastern Turk, Ouigour, Uighuir, Uiguir, Uigur, Uygur, Weiwuer), S. 848–854.

### Wissenschaftliche Monographien (ab 1998)
- Björn Alpermann: Xinjiang: China und die Uiguren. Würzburg University Press, Würzburg 2021, ISBN 978-3-95826-162-4, doi:10.25972/WUP-978-3-95826-163-1 (S. i–vii, 1-262). Lizenz: Creative Commons License Attribution CC BY-SA 4.0.
- Ildikó Bellér-Hann, M. Cristina Cesàrom, Rachel Harris, Joanne Smith Finley (Hrsg.): Situating the Uyghurs Between China and Central Asia (= Anthropology and cultural history in Asia and the Indo-Pacific). Ashgate, Aldershot u. a. 2007, ISBN 978-0-7546-7041-4 (S. i-xxiv, 1-249).

Das wichtigste Ziel des Sammelbandes besteht darin, sich von dem in der China-zentrierten Wissenschaft etablierten binären Fokus auf ethnische Han-Chinesen und Uiguren zu lösen und „die Rolle der zentralasiatischen Kultur (oder sogar anderer Kulturen) bei der Gestaltung der uigurischen Identität zu berücksichtigen“ (Seite 6). Die innovativsten Artikel des Bandes befassen sich mit der engen Verbindung der Uiguren mit der turkisch-muslimischen Welt Zentralasiens.
- Ildikó Bellér-Hann: Community Matters in Xinjiang, 1880–1949: Towards a Historical Anthropology of the Uyghur (= China Studies. Band 17). Brill, 2008, ISBN 978-90-04-16675-2, ISSN 1570-1344 (S. i–xvi, 1-477).

Diese Dokumentation der uigurischen Kultur gilt als ein wegweisendes Werk mit nahezu enzyklopädischem Charakter für den Zeitraum der ersten Hälfte des 20. Jahrhunderts.
- Gardner Bovingdon: The Uyghurs: Strangers in Their Own Land. Columbia University Press, New York 2010, ISBN 978-0-231-14758-3, JSTOR:10.7312/bovi14758 (S. i-xvii, 1-286). Nachdruck-Ausgabe: Gardner Bovingdon: The Uyghurs: Strangers in Their Own Land. Columbia University Press, New York 2020, ISBN 978-0-231-14759-0 (S. i-xvi, 1-280).

Im Gegensatz zu Darstellungen der Führung der VR China, die China im Zusammenhang mit ethnisch-nationalen Minderheiten ausschließlich als Opfer des Kolonialismus sehen, den imperialistischen Charakter insbesondere seines Vorgängerstaates der Qing-Dynastie jedoch bestreiten, ist die Herangehensweise dieses Buches zur Geschichte von Xinjiang stark von neuen Richtungen in der Geschichtswissenschaft beeinflusst, die die Qing als eine imperiale Einheit einordnen, die Territorium und Völker erobert und letztlich die territoriale Grundlage für die VR China geschaffen hat.
- David Brophy: Uyghur Nation: Reform and Revolution on the Russia-China Frontier. Harvard University Press, Cambridge & London 2016, ISBN 978-0-674-66037-3, JSTOR:j.ctvjghx68 (S. i-xiv, 1-347).

Diese Geschichte der Entstehung des modernen uigurischen Nationalismus gehört zu den Büchern der „dritten Welle der Xinjiang-Studien“ (Peter Perdue), die eher auf transnationale Verbindungen fokussieren als auf das Wesen des uigurischen Widerstands gegen den Staat.
- Darren T. Byler: Spirit Breaking: Uyghur Dispossession, Culture Work and Terror Capitalism in a Chinese Global City. University of Washington, Seattle 2018 (S. 1–357, hdl.handle.net – PhD-Dissertation).
- Jay Dautcher: Down a Narrow Road: Identity and Masculinity in a Uyghur Community in Xinjiang China (= Harvard East Asian Monographs. Band 312). Harvard University Asia Center, Cambridge, Mass.(u. a.) 2009, ISBN 978-0-674-03282-8 (1-xvi, 1-349). Auch verfügbar als: Jay Dautcher: Down a Narrow Road: Identity and Masculinity in a Uyghur Community in Xinjiang China. Harvard University Asia Center (hier online über Brill), Leiden & Boston 2009, ISBN 978-1-68417-485-0, doi:10.1163/9781684174850 (382 S.). Erste Online-Veröffentlichung: 17. März 2020.
- راھىلە داۋۇت Rahilä Dawut: ئۇيغۇر مازارلىرى Uyghur mazarliri [Uyghur shrines]. شىنجاڭ خەلق نەشىرىياتى Shinjang Khälq Näshriyäti [Xinjiang People’s Press], Ürümqi 2001, ISBN 7-228-06259-0 (uigurisch, S. 1–264). [Geschrieben in arabisch-uigurischer Schrift].

Diese monumentale Studie über die religiöse Geographie der Uiguren kartographiert hunderte von mazar-Schreinen und untersucht neben diesem Netzwerk von Pilgerstätten auch die Überzeugungen der Menschen über die Geschichte (tazkira) der Heiligen, Könige oder Märtyrer, denen der jeweilige Schrein gewidmet ist, sowie die von den Pilgern dort vollzogenen Rituale. Da China vielen Uiguren keine Reise nach Mekka gestattete, indem die Pässe beschränkt und eine strikte Quote durchgesetzt wurde, konnten sie das Buch nutzen, um durch den Besuch einer Reihe der darin beschriebenen mazar-Schreine ein dem Hāddsch ähnliches Lebensziel zu erreichen, ohne jemals China verlassen zu haben. Daher war das Buch unter uigurischen Gläubigen sehr gefragt, doch soll seine Erhältlichkeit bereits 2016 zurückgegangen sein. Die ethnisch uigurische Autorin Rahilä Dawut ist einer der bekanntesten uigurischen Akademiker, die im Zuge der Internierungswelle seit 2017 verschwunden sind.
- Arienne M. Dwyer: The Xinjiang Conflict: Uyghur Identity, Language Policy, and Political Discourse (= Policy Studies. Band 15). East–West Center Washington, 2005, ISBN 1-932728-29-5, ISSN 1547-1330 (S. i–xii, 1-106).
- Graham E. Fuller, S. Frederick Starr (Hrsg.): The Xinjiang Problem. Central Asia-Caucasus Institute, Paul H. Nitze School of Advanced International Studies, The Johns Hopkins University, Washington/D.C. 2003, ISBN 0-9743292-0-7 (silkroadstudies.org [PDF]).
- Timothy Grose: Negotiating Inseparability in China: The Xinjiang Class and the Dynamics of Uyghur Identity. Hong Kong University Press, Hong Kong 2019, ISBN 978-988-8528-09-7.
- James Millward: Eurasian Crossroads: A History of Xinjiang. Columbia University Press, New York 2007, ISBN 978-0-231-13924-3.

Diese Abhandlung der Geschichte der Region dient auch als Standardübersicht über die Geschichte der Uiguren.
- Takahiro Onuma, David Brophy, Yasushi Shinmen (Hrsg.): Xinjiang in the Context of Central Eurasian Transformations (= Toyo Bunko Research Library. Band 18). The Toyo Bunko, Tokio 2018, ISBN 978-4-8097-0295-2 (S. 1-284). Enthält unter anderem:

Darin von Bedeutung beispielsweise Chapter 5: Rune Steenberg: Qing Policies and Close Marriage: Transforming Kinship in Kashgar. In: Takahiro Onuma, David Brophy, Yasushi Shinmen (Hrsg.): Xinjiang in the Context of Central Eurasian Transformations (= Toyo Bunko Research Library. Band 18). The Toyo Bunko, Tokio 2018, ISBN 978-4-8097-0295-2, S. 117–142.
- Sean Raymond Roberts: Uyghur Neighborhoods and Nationalisms in the Former Sino-Soviet Borderland: An Historical Ethnography of a Stateless Nation on the Margins of Modernity (Volumes I + II). University of Southern California, 2003 (S. i–xiv, 1–446, PhD-Dissertation).
- Justin Jon Rudelson: Oasis Identities: Uyghur Nationalism Along China's Silk Road. Columbia University Press, New York 1998, ISBN 0-231-10786-2 (224 S.). (Copyright: 1997; Publikation: Januar 1998)

Bei diesem auf einem längeren Feldaufenthalt in Turpan basierenden ethnographischen Pionierwerk handelt es sich um die erste akademische englischsprachige Monographie mit dem Wort „Uyghur“ im Titel. Die zentrale These des Buches, dass die lokalen Oasenidentitäten ein bedeutendes Hindernis für das uigurische Nationalbewusstsein darstellen, wird heute von den meisten Fachleuten bezweifelt, doch blieb die Frage der Identität seither ein dominierendes Thema der Uigurischen Studien.
- Eric Schluessel: Land Of Strangers: The Civilizing Project in Qing Central Asia. Columbia University Press, New York & Chichester 2020, ISBN 978-0-231-19754-0 (S. i-xiv, 1-289).
- Joanne N. Smith Finley: The Art of Symbolic Resistance: Uyghur Identities and Uyghur-Han Relations in Contemporary Xinjiang (= Michael R. Drompp, Devin DeWeese [Hrsg.]: Brill's Inner Asian Library. Band 30). Brill, Leiden & Boston 2013, ISBN 978-90-04-25491-6, doi:10.1163/9789004256781 (S. i–xxx, 1-454).

Die auf Feldforschung in Xinjiang zwischen 1995 und 2004 basierende Analyse ist eine der detailliertesten Untersuchungen der Beziehungen zwischen Uiguren und Han-Chinesen und stellt die Uiguren als kreative Akteure vor, die subtilen und symbolischen Widerstand gegen die VR China einsetzen. Es beschreibt die Situation der Uiguren als Dilemma der Entscheidung zwischen Eingliederung in und Widerstand gegen den Staat.
- S. Frederick Starr (Hrsg.): Xinjiang: China’s Muslim Borderland, an overview of the history, demographics, politics, and culture of the province. Routledge (Taylor & Francis Group), London & New York 2004, ISBN 0-7656-1317-4. Beteiligte Autoren: Linda Benson, Gardner Bovingdon, Jay Dautcher, Graham E. Fuller, Dru C. Gladney, William Jankowiak, Jonathan N. Lipman, James A. Millward, Peter C. Perdue, Sean R. Roberts, Justin Rudelson, Yitzhak Shichor, S. Frederick Starr, Stanley W. Toops, Nabijan Tursun und Calla Wiemer.

Diese Übersicht von Geschichte, Demographie, Politik und Kultur der Provinz gilt als die Standardeinführung in zeitgenössische Themen der Region. Der chinesische Staat reagierte auf die Veröffentlichung mit Ausübung von Druck auf ausländische Wissenschaftler. Chinesische Behörden deuteten das Buch als separatistischen Angriff auf die chinesische Souveränität über Xinjiang und verweigerten allen beteiligten Autoren Reisevisa.
- Rian Thum: The Sacred Routes of Uyghur History. Harvard University Press, Cambridge & London 2014, ISBN 978-0-674-59855-3, JSTOR:j.ctt9qdt35 (S. i-viii, 1-323).

Das Buch untersucht die Altishahr-Region und vollzieht den neuartigen Ansatz, die Altishahri nicht als Bevölkerung in einer chinesischen Grenzregion zu betrachten, sondern aus der Perspektive ihrer eigenen Geschichte mit Altishar als eigenem Zentrum. Für die Darstellung der uigurischen Geschichte berücksichtigt es zudem ungewöhnlich viele Manuskripte und Sammlungen.
- David Tobin: Securing China's Northwest Frontier: Identity and Insecurity in Xinjiang. Cambridge University Press, Cambridge 2020, ISBN 978-1-108-48840-2, doi:10.1017/9781108770408.006.

### Historiographisch bedeutende Fachperiodika-Beiträge (ab 1990er Jahre)
- Dru C. Gladney: The Ethnogenesis of the Uighur. In: Central Asian Survey. Band 9, Nr. 1, 1990, S. 1–28, doi:10.1080/02634939008400687.
- Nathan Light: Uyghurs on Chinese Social Networking Sites: The Creation and Destruction of Ethnic Youth Culture. In: Central Asian Affairs. Band 2, Nr. 3, 2015, S. 264–286, doi:10.1163/22142290-00203003. Erste Online-Veröffentlichung: 29. Mai 2015.
- Mukaddas Mijit: Le soufisme chez les Uyghur. In: Etudes orientales. 27–28 (1-2 semestres 2016: Aperçus multiples du Monde Uyghur), 2017, ISBN 978-2-343-11760-7, ISSN 0988-873X, S. 17–160.
- Aysima Mirsultan: Divorce settlement among the Uyghurs during the Republican era in Xinjiang. In: Central Asian Survey. Band 39, Nr. 4, 2020, S. 578–595, doi:10.1080/02634937.2020.1796592. Erste Online-Veröffentlichung: 10. August 2020.

## Rundfunkberichte und Reportagen
- Gewalt gegen Uiguren. (YouTube-Video – 5:28min.) In: DW-TV Politik Direkt. Deutsche Welle (DW), Juli 2009.
- Ulrich Delius: Die prekäre Lage der Uiguren in China. (YouTube-Video – 14:19min.) In: Gesellschaft für bedrohte Völker (GfbV). Juli 2013.
- China: Die Uiguren – ein Volk in Gefahr. (YouTube-Video – 24:24min.) In: arte Reportage. ARTE, Mai 2019.
- Xinjiang – Der Ferne Westen Chinas (Originaltitel: Xinjiang: le grand ouest chinois), Mit offenen Karten, Deutsche Erstausstrahlung; 17. Jan. 2015, Video – 24:24min.
- Muslimische Minderheit: Chinas Führung lässt Uiguren-Gräber zerstören. (YouTube-Video – 1:45min.) In: Frankfurter Allgemeine Zeitung. Oktober 2019.
- China und die Uiguren. (YouTube-Video – 2:04:50 Std.) In: zenith. November 2019.
- Sylvain Louvet: Überwacht: Sieben Milliarden im Visier. (YouTube-Video – 1:29:26 Std.) Die „digitalen Gulags“ der chinesischen Provinz Xinjiang, in eine Welt der Gesichtserkennung, Emotionsdetektoren. In: arte Reportage. ARTE, April 2020 (Uiguren-Thematik ab 0:56:30 Std. – verfügbar bis zum 20. Juni 2020).
- Überwacht, gescannt, eingesperrt. Chinas Jagd auf Uiguren. (YouTube-Video – 7:01min.) In: ZDFdoku. ZDFinfo, August 2020.
- Robin Barnwell: Undercover in China: Die Unterdrückung der Uiguren. (ARD-Mediathek-Video – 43:26 min.) In: Die Story. WDR, September 2020 (verfügbar bis zum 30. September 2021).